# معركة نيقوبوليس
معركة نيقوپوليس أو معركة نيكوبلي [(بالتركية العثمانية: نيكوبلى مُحاربەسى)‏ و(بالتركية: Niğbolu Muharebesi أو Niğbolu Haçlı Seferi)‏] أو حملة نيقوپوليس الصليبية، وقعت على الضفة اليُمنى الجنوبية لنهر الدانوب يوم 25 سبتمبر 1396م / 22 ذو الحجة 798 هـ، وفي بعض المصادر يوم 28 سبتمبر، وأسفرت عن انتصار ساحق حاسم للجيش العثماني بقيادة السلطان «يلدرم» بايزيد الأول (لقبه «يلدرم» ومعناه بالتركية: «الصاعقة»، لسرعة انقضاضه في الحرب كالصاعقة)، وهزيمة جيش التحالف المجري الكرواتي البلغاري الأفلاقي الفرنسي البُرغُوني الألماني وقوات متنوعة وبمساعدة أسطول بحري من البندقية على يد جيوش الدولة العثمانية، ونهاية الإمبراطورية البلغارية الثانية. وغالباً ما يُشار إليها باسم واقعة الحملة الصليبية عند مدينة نيقوپوليس في بلغاريا بقيادة سيغيسموند ملك المجر.
بعد انتصار العثمانيين الساحق على الصليبيين في معركة قوصوه عام 1389م لم تعد هناك قوة صليبية أخرى قادرة على الوقوف أمامهم، وانساحت جيوشهم يفتحون معظم بلاد البلقان حتى تقلّصَت الإمبراطورية البيزنطية إلى المنطقة المحيطة بعاصمتها القسطنطينية، فضرب السلطان العثماني بايزيد الأول عليها حصاراً دائماً بدءاً من عام 1394م، ولذلك تحركت حملة صليبية جرارة لردع العثمانيين عام 1396م، إلا أن السلطان خرج لهم بجيشه وقطع عليهم تقدمهم وفاجأهم في نيقوپوليس، فأبادهم بعد معركةٍ حامية الوطيس، وأحرز العثمانيون مرةً أخرى نصراً حاسماً على الصليبيين في ذلك العام.
تكونتِ الحملة الصليبية في ظروفٍ مواتية، فقد كانت حرب المائة عام هادئةً منذ عام 1389م في هدنة طويلة نادرة بين فرنسا وإنجلترا، وكان الفرسان المحاربون بحاجةٍ إلى منافذَ أخرى لإشباع تعطشهم للمجد، فكان تشكيل حملة صليبية للخروج في وجه العثمانيين عنواناً براقاً لأعمال الفروسية والمجد والشرف، وكانت فرنسا في ذلك الوقت مَلَكِيَّة إقطاعية تقليدية، والسادةُ الإقطاعيون الكبار أقوياء للغاية ومستقلين إلى حد كبير في مناطق نفوذهم. كان فيليپ الثاني دوق بُرغُونية أقوى هؤلاء الأقطاب جميعاً وعمُّ الملك، وعلى الرغم من تقدمه في السن إلا أنه كان يعتز بحلمٍ راوده مدى حياته بأن يخرج بحملةٍ صليبيةٍ يكون هو الراعي الرئيسي لها حتى إنه عيّن ابنه يوحنا الجسور قُمَّس نيڤير في منصب القائد الأعلى للحملة الصليبية مع أنه لم يشهد أيَّ قتالٍٍ من قبل!
ادَّعى الإقطاعيون أن هدفهم الأسمى والأوحد هو صدّ المدّ العثماني المتتابع، ولكن غايتهم الحقيقية كانت المجد الشخصي ومكانة أسرهم وآفاق الثروة التي يحلمون بجمعها من وراء الحملة. تمثلت الأهداف الأخرى للصليبيين بإخراج العثمانيين من البلقان، والسير إلى القسطنطينية لمساعدة المدافعين عنها، وخطَّطَ الفرسان أيضاً لعبور مضيق الدردنيل والسير نحو فلسطين لتحرير القبر المقدس في كنيسة القيامة في بيت المقدس من المُسلمين، بحيث يعودون في نهاية الحملة منتصرين إلى أوروپا عن طريق البحر.
ولكن الحملة كانت -في واقع الأمر- ممزقةً منذ بدايتها بسبب الخلافات الشديدة بين قادة الصليبيين على الأسبقية والمكانة. وحين وصل زحف الفرسان الصليبيين إلى مدينة نيقوپوليس أواخرَ الصيف -بعد معاركَ عديدةٍ خاضوها ضد المدن الصغيرة الواقعة على طول الطريق الذي سلكوه- لم يكن معهم تجهيزات أو أدوات حصار ومجانيق للاستيلاء على قلعتها بالقوة، فاضطروا لوقف التقدم وضربوا حصاراً على قلعة نيقوپوليس حتى يتمكنوا منها فلا تصبح شوكةً في ظهورهم حالما يجتازونها دونما تحييدها. ولكن بعد أسابيعَ من الحصار فوجئ الصليبيون بالسلطان بايزيد الأول وقد ظهر على رأس جيش كبير على مشارف نيقوپوليس ومسافة عدّة ساعاتٍ منهم فقط بدون أن يتجهزوا لمناجزته. أصيب معسكر الصليبيين بالذعر، وعلى الرغم من نقاشات قادتهم في مجلس الحرب، إلا أن أفعالهم كانت متهورةً وغيرَ مُنسَّقةٍ فيما بينهم.
أصرّ الفرسان الفرنسيون على قيادة الهجوم منفردين غير مدركين تماماً لحجم جيش السلطان القادم، وكانت هجمة الفرسان الفرنسيين ناجحةً في البداية، لكن السلطان بايزيد رد عليهم بقواته الاحتياطية. فقد اندفع الفرسان الفرنسيون مسرعين باتجاه العثمانيين، وانفصلوا عن قوات الدعم من المشاة المجريين البطيئة حتى بَعُدت المسافة بينهم بسبب غرور الفرنسيين وسعيهم لضمان مجد النصر حصراً لأنفسهم دون المجريين. وعندها أمر السلطان بايزيد بشنِّ هجومٍ مضادٍ على الفرسان، واستطاع تدميرهم وسحقهم تماماً، ولما وصل المشاة المجريون لاحقاً إلى ساح القتال متأخرين بفاصل زمني حاولوا يائسين دعم الفرنسيين المندحرين، لكنهم -في غفلةٍ منهم- لم يلحظوا تحرك سلاح الفرسان العثماني الخفيف للالتفاف سريعاً حول جموع الصليبيين، وبإحكام الالتفاف حُصر الصليبيون وسط العثمانيين الذين أعمَلوا فيهم القتل وأبادوهم. كان سيغيسموند ملك المجر من بين القلائل الذين نجحوا في الفرار من المعركة والتجأ إلى الأسطول الراسي في النهر.
بعد انتهاء المعركة اختار العثمانيون من الأسرى الصليبيين الشبابَ الذين قُدّرَ بأنهم دون سن العشرين، وأرسلوهم ليعيشوا في كَنَفِ أُسَرٍ عثمانية.
يُشار إلى تلك المعركة بأنها آخر الحملات الصليبية واسعة النطاق في العصور الوسطى، هي و‌حملة ڤارنا الصليبية (1443م-1444م) التي تلتها، والتي انتهت أيضاً بانتصار العثمانيين ومهَّدت لفتح القسطنطينية بعدها بإحدى عشرة سنةً (1453م).
سُمِّيَت معركة نيقوپوليس على اسم حصن وقلعة نيقوپوليس الواقعة على ضفاف نهر الدانوب (الطونة) في الأراضي البلغارية حالياً. جميع الروايات المكتوبة عن المعركة غيرُ مؤكدةٍ تماماً؛ وينقسم تقييم المؤرخين حول أحداثها بشدةٍ، وفي كثير من الأحيان يتحيّزون وفقاً لأصولهم وانتماءاتهم، بل إن يوم المعركة نفسه غير مؤكد، فالعديد من المؤلفين ومعظمهم من الأنجلوساكسون يعتبرونها وقعت يوم 25 سبتمبر؛ وفي الأدب التاريخي المجري يرجع تاريخها في الغالب إلى 28 سبتمبر، وتشترك معه بعض المصادر الأخرى بأن وقوعها كان يوم 28 سبتمبر 1396م.

## خلفية الصراع
وقعت في القرن الرابع عشر الميلادي العديد من الحملات الصليبية الصغيرة التي قام بها ملوك أو فرسان منفردون، فكانت الحملة الصليبية الفاشلة على المهدية في تونس عام 1390م، وكانت هناك حروب صليبية مستمرة في شمال أوروپا على طول ساحل البلطيق ضد الشعوب الوثنية، ولكن كان من الواضح أنه لا بد من إيقاف الزحف العثماني المتواصل من أجل سلامة أوروپا المسيحية.

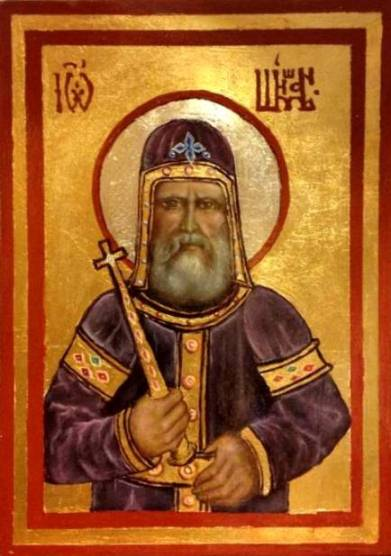
فقد قيصر بلغاريا يُوحنَّا شيشمان عاصمته المؤقتة نيقوپوليس على أيدي العثمانيين عام 1393م، التي ضُمت إلى الدولة العثمانية، ثم أعدمه العثمانيون في 3 يونيو/حزيران 1395م لتعاونه مع العدو.

انتصر العثمانيون في معركة قوصوه عام 1389م، وتوالت عقبها الفتوحات العثمانية سريعةً تجتاح معظم بلاد البلقان حتى فصلوا مدينة القسطنطينية عن توابعها النائية، وقلّصُوا أملاك الإمبراطورية البيزنطية إلى المنطقة المحيطة بعاصمتها مباشرة، وضرب السلطان العثماني بايزيد الأول عليها الحصار من عام 1394م وحتى 1402م. في عام 1394م (وفي مصدرٍ آخرَ 1393م) فتح العثمانيون نيقوپوليس العاصمة المؤقتة للقيصر البلغاري يُوحنَّا شيشمان، وضُمّت بذلك بلغاريا إلى الدولة العثمانية، وأسر العثمانيون قيصرها يُوحنَّا شيشمان وأعدموه في 3 يونيو/حزيران 1395م لتعاونه مع العدو، بينما ظلّ شقيقه يُوحنَّا ستراتسيمير البلغاري متماسكاً أمام الهجوم العثماني في قلعة ڤيدين التي سرعان ما تحولت إلى دولةٍ تابعةٍ للدولة العثمانية تدفع خراجاً سنوياً لها. وبانضمام تلك الدولة الواقعة بين مملكة المجر والدولة العثمانية إلى العثمانيين أصبحت هاتان الدولتان جارتين وباتت بينهما حدود مشتركة للمرة الأولى.
بعد تصفية المملكة البلغارية الضعيفة أضحتِ الدولة العثمانية تتحمّل المسئولية المباشرة عن حماية الحوض الأسفل الجنوبي لنهر الدانوب، حيث وُجدت مملكة المجر على الضفة الشمالية من النهر، وبذلك تمدَّد خط المواجهة الفاصل بين الإسلام والمسيحية شيئاً فشيئاً لصالح الإسلام نحو المجر، وأصبحت الأخيرة هي خط الحدود الفاصل بين الديانتين في أوروپا الشرقية. كان المجريون في خطر التعرض للهجوم مما هدد المجر إذ باتت متاخمةً للدولة العثمانية وخشي الملك سيغسموند أن يحل ببلاده ما حلّ ببلغاريا فأرسل إنذاراً إلى السلطان بايزيد الأول بالجلاء عن بلغاريا، واستنجد بأوروپا مُدركاً أنه لا طاقة له وحده على مجابهة العثمانيين.
كان الملك سيغيسموند منذ توليه عرش المجر عام 1387م يسعى إلى دعم العالم الغربي المسيحي في القتال ضد العثمانيين الذين كانوا يتقدمون بشكلٍ مطّردٍ شمالاً لمدة نصف قرن، وقد وصلوا بالفعل إلى الحدود المجرية.
تلقى سيغيسموند مساندة أميري الأفلاق والأردل (ترانسيلفانيا) وتأييدهما على الرغم من كراهيتهما للمجر، إذ إن تخوّفهما من الزحف العثماني حملهما على تأييد الحملة الصليبية المزمعة.
خشيت جمهورية البندقية من أن السيطرة العثمانية على شبه جزيرة البلقان -والتي شملت أراضٍ للبنادقة مثل بعض أنحاء المورة ودالماسيا- ستقلل من نفوذها على بحار الأدرياتيكي والأيوني وإيجة.
ومن ناحيةٍ أخرى خشيت جنوا من سيطرة العثمانيين على نهر الدانوب والمضائق لأنها ستُفضي إلى سيطرتهم على طرق التجارة بين أوروپا والبحر الأسود، حيث للجنويين الكثير من المستعمرات مثل كفا وسينوب وأماصرة، كما امتلكت جنوا قلعة غلطة الواقعة شمال القرن الذهبي في القسطنطينية، والتي حاصرها السلطان بايزيد الأول عام 1395م. كذلك شارك نبلاء البويار البلغار الجمهوريات البحرية الإيطالية مخاوفها، واعتبروا حشد حملاتٍ صليبيةٍ جديدةٍ فرصةً لعكس مسار الفتح العثماني واستعادة البلقان من الحكم الإسلامي.
وفي أغسطس فوّض الملك سيغيسموند أربعة فرسانٍ وأسقفاً بإعلانٍ لمحكمة باريس بالنيابة عنه، يُظهرون فيه وصفاً لكيفية غزو أربعين ألف جندي من العثمانيين للأراضي المسيحية وسلبها، وطلب بذلك نجدة المجر. استجاب مجلس النبلاء الفرنسيين استجابةً كبيرةً إلى الإعلان، وأعلن «مشير فرنسا» وعدد من الدول الأوروپية أن المشاركة في الحملة واجب على «كل رجل ذي شجاعة».

### أسباب الحملة الصليبية
تجمعت عدة أسباب لدى الصليبيين حثّتهم على التجمّع رغم اختلافهم وانشغالاتهم، والتوحّد لوقف المدّ العثماني، ومن هذه الأسباب:
1. عبور العثمانيين نهر الدانوب (الطونة) ودخولهم الأراضي البلغارية والمجرية.
2. استحواذ العثمانيين على أملاك الإمبراطورية البيزنطية.
3. تهديد القسطنطينية تهديداً خطيراً، وفرض الحصار الدائم عليها، والتحكم في الخروج والدخول منها وإليها طيلة صيف 1395م.
4. قيام السلطان بايزيد بتشييد قلعة أناضولي حصار المقابلة للقسطنطينية على الضفة الأخرى (الآسيوية) من جانب مضيق البوسفورمما يعني الوجود العسكري الدائم في تلك المنطقة، والسيطرة على الممر المائي كجزءٍ من استعداداته للحصار العثماني الثاني للقسطنطينية عام 1395م.
5. محاولة العثمانيين السيطرة على بحر إيجة وإخراج اللاتين الكاثوليك منها.[16]

### أهداف الحملة الصليبية
وعلى الرغم من افتقار الصليبيين إلى الخطط التفصيلية، إلا أن التصور العام لأهداف الحملة كان:
1. طرد العثمانيين من البلقان.[4]
2. ثم الذهاب لمساعدة القسطنطينية المُحاصَرة.
3. ثم عبور مضيق الدردنيل والسير عبر الأناضول والشام.[8]
4. ثم تحرير فلسطين والقبر المقدس (كنيسة القيامة) من المماليك المسلمين.[1][4][9][14][16]
5. وأخيرا العودة بالنصر إلى أوروپا عن طريق البحر.

### تكوين الحلف الصليبي

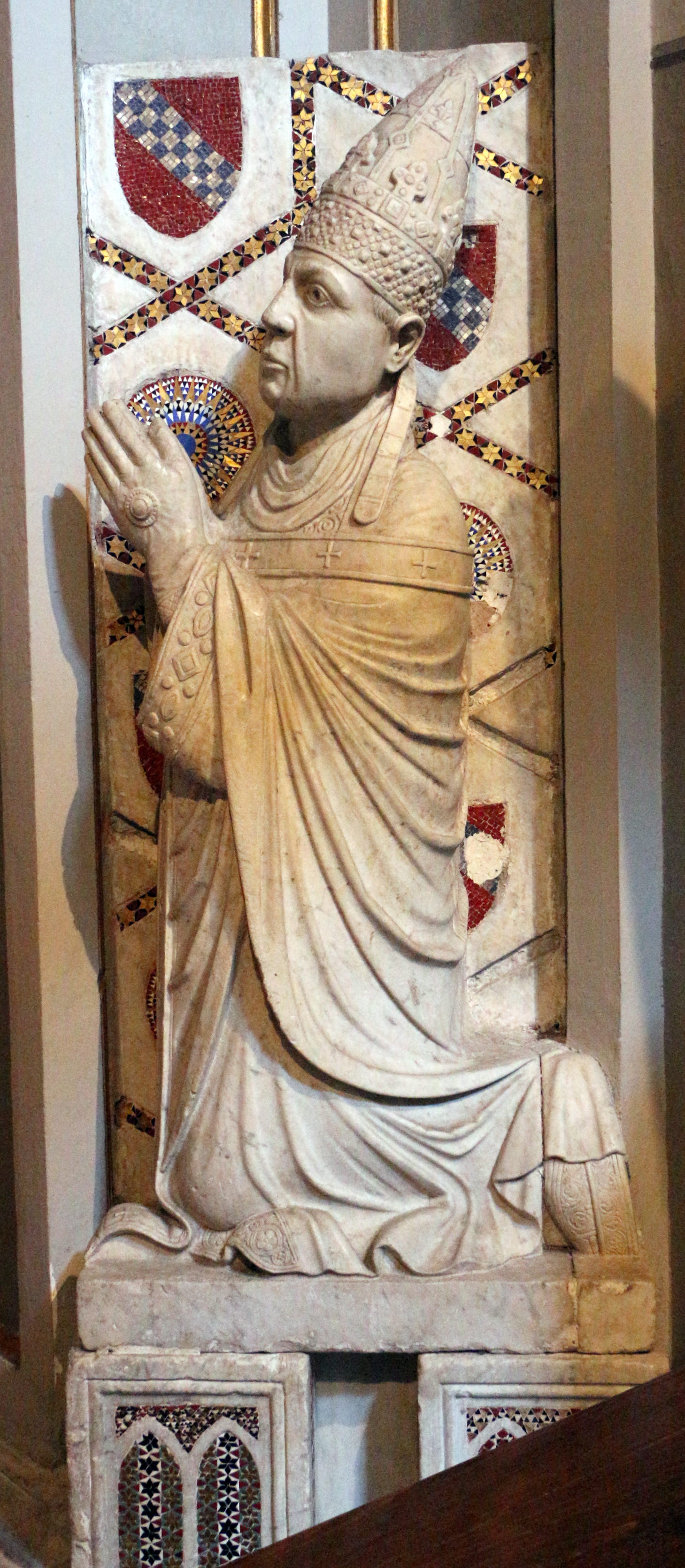
تمثال للبابا بونيفاس التاسع الذي أعلن شنّ حملة صليبية جديدة ضد العثمانيين.

كانت البابوية في عام 1394م لا تزال منقسمةً إلى فصيلين متناحرين، أحدهما يقع في أبينيون بفرنسا والآخر في روما. وعلى الرغم من أن الانشقاق قسّم البابوية الغربية إلى قسمين ووُجد بابوات متنافسون في كلتا المدينتين سالفتيّ الذكر، وأن الأيام التي كان للبابا فيها سلطة استدعاء حملة صليبية قد ولّت منذ زمن بعيد، إلا أن البابا بونيفاس التاسع أعلن شن حملة صليبية جديدة ضد العثمانيين، ولكن -وبسبب الانشقاق الكنسي الذي ألحق ضرراً كبيراً بسلطة البابوية- لم تلق تلك الدعوة استجابةً واسعةً مثل الحملات السابقة واسعة النطاق.
وعلى أي حال فإن سقوط الإمبراطورية البلغارية الثانية، وقبول الإمبراطور البيزنطي عمانوئيل الثاني بشروط السلطان العثماني بايزيد القاسية كانا بمثابة جرس إنذارٍ قويِّ لكل الأوروبيين وبخاصةٍ ملك المجر سيغيسموند والبابا بونيفاس التاسع.
أدرك البابا بونيفاس التاسع أنه إذا تعرضتِ المجر لهزيمة كبرى من العثمانيين، فلسوف يكون الطريق إلى قلب أوروپا مفتوحاً أمام المدّ الإسلامي إليها، فاتفق الرجلان على تكوين حلف صليبي جديد لمواجهة الحملات العثمانية المُرسلة، واجتهد الملك سيغيسموند لتضخيم حجم هذا الحلف وتدويله، بإشراك أكبر قدر ممكن من الدُول المسيحية المختلفة، وبالفعل جاء الحلف ضخماً يضم مائةً وثلاثين ألف مقاتلٍ (بحسب تقدير المؤرخ «شُكرُ الله» العثماني من القرن الخامس عشر الميلادي) من مختلف الجنسيات تحت إمرة سيغيسموند ملك المجر.
كان العاملان الحاسمان في تشكيل الحملة الصليبية هما:
1. حرب المائة عام الجارية بين إنجلترا في عهد ريتشارد الثاني وفرنسا في عهد شارل السادس.
2. دعم فيليپ الثاني دوق بُرغُونية في رغبته بخروج حملة صليبية تحت رعايته على الرغم من تقدمه في السن.[la 10]

#### هدنةحرب مائة العام

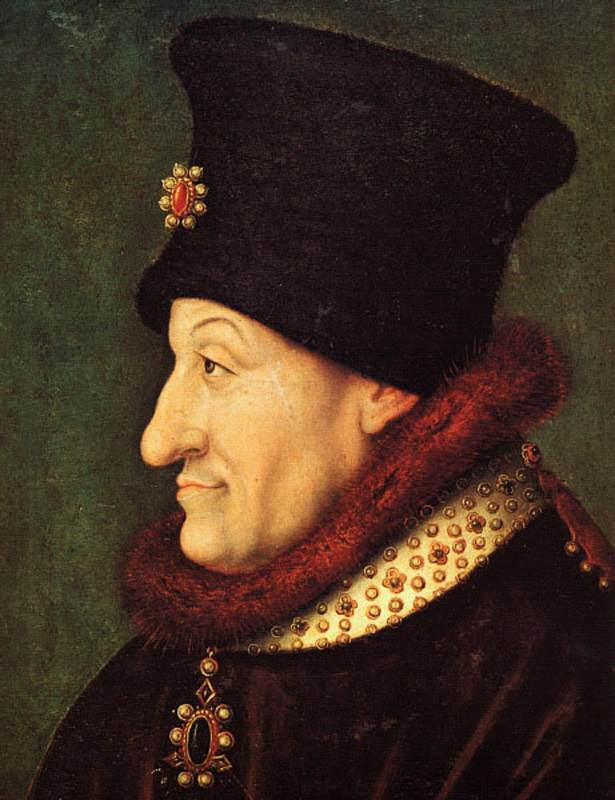
فيليپ الثاني دوق بُرغُونية ولقبه «فيليپ الجريء»، حصَّل مائة وعشرين ألف جنيه من الضرائب من منطقة الفلمنك عام 1394م، وهو ما كان يكفي لبدء الاستعدادات لحملة صليبية، وكان بذلك عاملاً حاسماً في تشكيل الحملة.

شكّلت الحرب القائمة بين الملك الإنجليزي ريتشارد الثاني والملك الفرنسي شارل السادس حدثاً مهماً لعب دوراً في الإعداد للحملة.
ففي عام 1389م هدأت الحرب بين إنجلترا وفرنسا في إحدى هدناتها المتكررة، واستمرت تلك الهدنة لسنواتٍ عديدةٍ، حتى إنه في مارس 1395م اقترح ريتشارد الثاني الزواج من إيزابيلا ابنة شارل السادس من أجل إحلال السلام بينهما، والتقى المَلِكان في أكتوبر 1396م على حدود كاليه للموافقة على السلم بينهما وإطالة هدنة لولينغيم (بالإنجليزية: Truce of Leulinghem)‏.

#### تمويل دوقبُرغُونيةللحملة
كان دعم بُرغُونية أمراً حيوياً أيضاً وسط النبلاء الفرنسيين. في عام 1391م قرَّر فيليپ الثاني دوق بُرغُونية إرسال حملة صليبية إما إلى بروسيا (على ساحل البلطيق) وإما إلى المجر، فأرسل مبعوثه «غي دي لا تريموايّ» (بالفرنسية: Gui de La Trémoïlle)‏ إلى البندقية والمجر لتقييم الوضع. كان تصور فيليپ الثاني البُرغُوني في البداية أن يقود حملةً صليبيةً هو ولويس الأول دوق أُرليانش ويُوحنَّا غنط دوق لانكستر على أن أيّاً منهم لم ينضمَّ إلى الحملة الصليبية في نهاية المطاف.
لم يكن من المرجح أن يُعتبر «الدفاع ضد العثمانيين» هدفاً مهماً خصوصًا للحملة الصليبية، بل كان اهتمام فيليپ الثاني البُرغُوني من رعاية الحملة الصليبية هو زيادة سطوته ومجده الشخصي ومجد عائلته، وتقول المؤرخة بربارة توكمان: «بِمَا أَنَّهُ كَانَ أَمِيراً يَسْعَى لِتَضْخِيمِ ذَاتِهِ، كَانَتْ اَلنَّتِيجَةُ أَنَّ إِبْرَازَ ثَرَاءَهُ هُوَ اَلسِّمَةُ اَلسَّائِدَةُ؛ أَمَّا اَلْخُطَطُ، وَالدَّعْمُ وَالْإِسْنَادُ، وَالِاسْتِخْبَارَاتُ عَنْ اَلْعَدُوِّ فَقَدْ جَاءَ كُلُّ هَذَا فِي اَلْمَرْتَبَةِ اَلثَّانِيَةِ».
في عام 1394م حصَّل فيليپ الثاني البُرغُوني مائة وعشرين ألف جنيه من الضرائب من منطقة الفلمنك، وفي مصدرٍ آخرَ سبعُمائة ألف فرنك ذهبي، وهو تمويل كافٍ لبدء الاستعدادات لحملة صليبية، فأرسل في يناير 1395م إلى الملك المجري سيغيسموند يخبره بأن التقدم بطلب رسمي لشارل السادس ملك فرنسا أمر مقبول بالنسبة له. وعليه وصل وفد سيغيسموند ملك المجر المكوّن من أربعة فرسانٍ وأسقفٍ إلى بلاط بريش في أغسطس ليشرح كيفية قيام أربعين ألف جندي عثماني بنهب الأراضي المسيحية وتعريضها للخطر، ثم طلب الوفد المساعدةَ نيابةً عن سيغيسموند ملك المجر.

#### دعم ملك فرنسا العسكري
كان شارل السادس في أريحيّةٍ من أمره بعدما حقق السلام مع إنجلترا من خلال زواج ابنته من ملك إنجلترا، وبعدما أمِن جانبَ الإنجليز بتمديد الهدنة معهم، فأجاب وفدَ ملك المجر بأن حماية المسيحية والاقتصاص من السلطان بايزيد الأول هي مسؤوليته، وبناءً على ذلك الرد الواضح من الملك الفرنسي استجاب تباعاً النبلاء الفرنسيون وبحماسٍ للإعلان وتوالى انضمامهم للحملة؛ وأعلن كندسطبل فرنسا: فيليپ الأرتوائي قُمَّس «أو» (Count of Eu)، ومشير فرنسا يُوحنَّا مينجر المعروف أيضاً باسم «بوسيكو» (Boucicaut) أن المشاركة في الحملة الصليبية واجبة على كل «رجل شجاع».

## القوّات المتحاربة

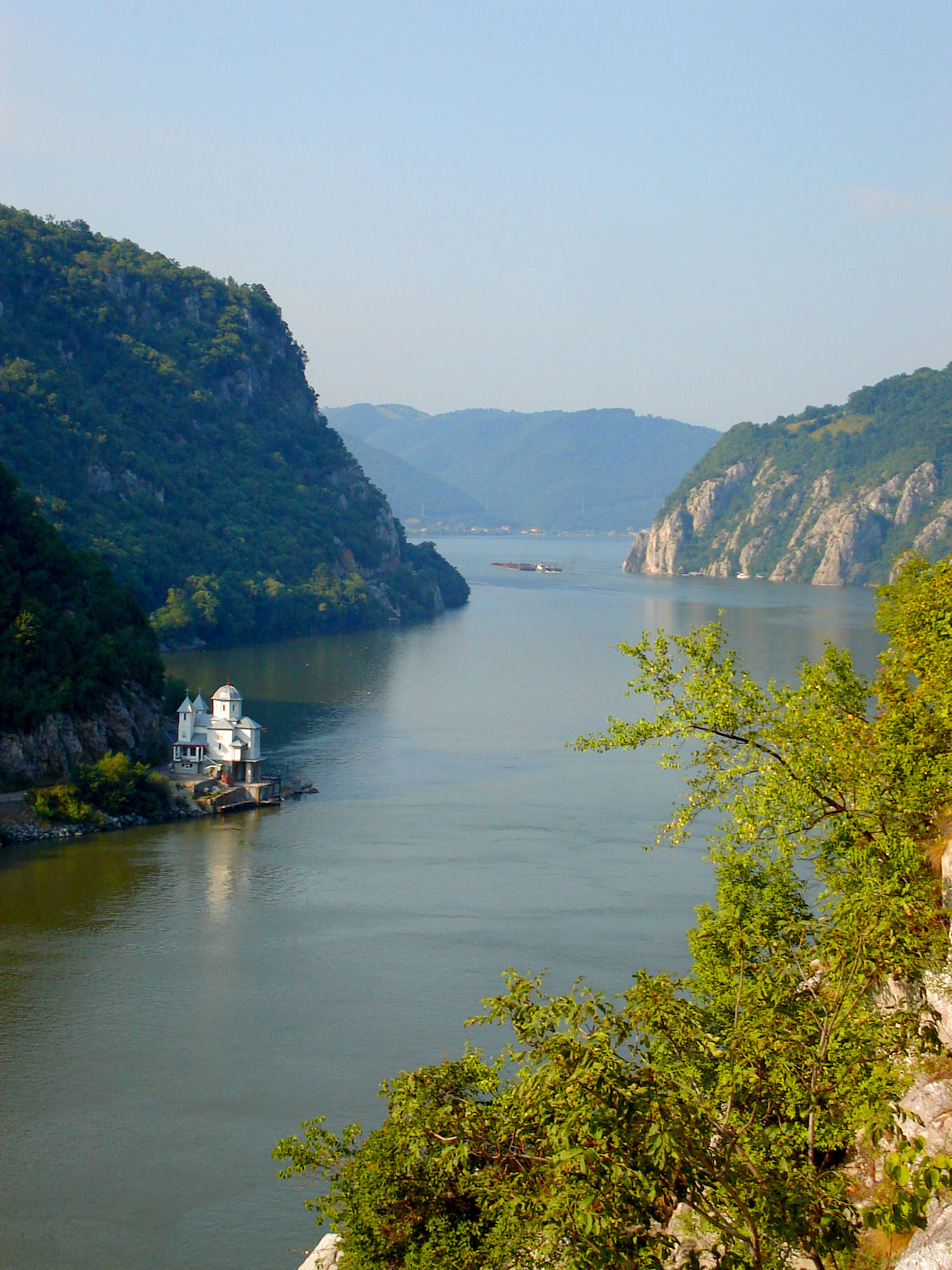
أخدود منطقة «البوابات الحديدية» على نهر الدانوب.

هناك اختلاف كبير حول تقييم عدد المقاتلين من كلا الطرفين وهو أمر مُتنازع عليه بشدة في الروايات التاريخية. تُشير المؤرخة بربارة توكمان إلى أن «اَلْمُؤَرِّخِينَ اعْتَادُوا مُوَاءمَةَ اَلْأَرْقَامِ مَعَ شِدَّةِ هَوْلِ اَلْحَدَثِ»، واعتبرت أن معركة نيقوپوليس مهمة جداً لدرجة أن عدد المقاتلين الذين ذكرهم مؤرخو العصور الوسطى يصل إلى أربعمائة ألف امرئٍ، مع إصرار كل جانبٍ على أن عدوه يفوقه عدداً بالضِّعف، مما قدَّم للصليبيين بعض العزاء لهزيمتهم النكراء، وزاد العثمانيين في مجد انتصارهم الحاسم. رفضت المؤرخة بربارة توكمان الرقم المُقدّر في كثيرٍ من الأحيان وهو مائة ألف صليبي، وأشارت إلى أن مائة ألف رجلٍ كانوا سيستغرقون شهراً لعبور نهر الدانوب عند أخدود منطقة «البوابات الحديدية» (بالإنجليزية: iron gates)‏، بينما استغرق الصليبيون ثمانية أيامٍ لإتمام العبور بحسب المصادر.
شهد الشاب الألماني يوحنا شيلتبرجر المعركة وهو في السادسة عشر من عُمره، وكان يومها تابعاً شخصياً لأحد النبلاء الباڤاريين، فسجّل عنه أقرب روايةٍ وصلت للباحثين عن قائد صليبي من الصف القيادي الأول في الحملة، وكان شيلتبرجر قد أسَرَه العثمانيون ولم يقتلوه لأنهم أبقوا على حياة كل من لم يبلغ العشرين من أسرى المعركة، فعاش شيلتبرجر مع أسرةٍ عثمانيةٍ مثل بقية الشباب الأسرى الصليبيين لثلاثين عاماً قبل أن يعود إلى وطنه، ثم كتب سرداً للمعركة قدَّر فيها قوة الصليبيين في المعركة النهائية بسبعة عشر ألف رجل، ولكنه بالغ أيضاً في تقدير القوات العثمانية مبالغةً كبيرةً باعتبارهم مائتيّ ألف جندي.
حاول بعض المؤرخين الألمان في القرن التاسع عشر تقدير حجم المقاتلين من كل جانب، واستنتجوا في تقديرهم أن عدد الصليبيين كان يتراوح ما بين سبعة آلاف وخمسُمائة إلى خمسة عشر ألف جندي، مقابل ما بين اثنا عشر ألفاً إلى عشرين ألف جندي عثماني، مع الإشارة إلى أنه من وجهة النظر اللوجستية كان من المستحيل على الريف المُحيط بنيقوپوليس أن يوفر الغذاء والأعلاف لعشرات الآلاف من الرجال والخيول، إذ كانت جيوش العصور الوسطى تحصل على الإمدادات الغذائية من المنطقة المحيطة بها أثناء سيرها بدلاً من خطوط الإمداد والتموين كما في الجيوش الحديثة.
وقدّر مؤرخون ألمان آخرون من القرن التاسع عشر المقاتلين ما بين سبعة آلاف وخمسُمائة رجلٍ وتسعة آلافٍ من الجيوش المسيحية مقابل ما بين اثنا عشر ألفاً وعشرين ألف من العثمانيين المسلمين. كذلك ورد في أحد المصادر أنه من المرجح أن عديد الجيش الفرنسي البُرغُوني تراوح ما بين سبعُمائة إلى ألف رجلٍ فقط بدلاً من عشرة الآلاف المقدّرة سابقاً. ويتضح من الأمثلة السابقة أن تقديرات المؤرخين قد تباينت تبايناً كبيراً خلال أربعة قرون، وهو ما يوضحه جدول التقديرات أدناه.
| المصدر                                                 | سنة التقدير      | الانتماء | عدد الصليبيين | عدد العثمانيين | المجموع       | المرجع    |
| ------------------------------------------------------ | ---------------- | -------- | ------------- | -------------- | ------------- | --------- |
| يوحنا شيلتبرجر Johann Schiltberger                     | 1427م            | أوروپي   | 16,000        | 200,000        | 216,000       |           |
| المؤرخ "شُكرُ الله" (Şükrullah) في كتابه «بهجة التواريخ» | القرن الخامس عشر | عثماني   | 130,000       | 60,000         | 190,000       | [ la 16 ] |
| مؤرخون ألمان من القرن التاسع عشر                       | القرن التاسع عشر | أوروپي   | 7,500-9,000   | 12,000-20,000  | 19,500-29,000 |           |
| ديفيد نيكول David Nicholle                             | 1999م            | أوروپي   | 16,000        | 15,000         | 31,000        |           |

### الصليبيون
قيل إن قُرابة خمسة آلاف فارس وإقطاعي من فرنسا انضموا للحملة، وكان برفقتهم ستة آلاف من أفضل فرق المتطوعين والمرتزقة من الرماة والجنود المشاة؛ وقد بلغ مجموعهم قُرابة أحد عشر ألف رجل. تلاهم في الأهمية فرسان رودس المعروفون بفرسان الإسبتارية، حاملي لواء المسيحية في بلاد الشام بعد انحدار الإمبراطورية البيزنطية ومملكة قبرص. وقدَّمَت البندقية أسطولاً بحرياً للدعم، بينما شجع المبعوثون المجريون الأمراء الألمان في راينلاند وباڤاريا وساكسونيا وأجزاءٍ أخرى من الإمبراطورية على الانضمام. وأعلن المُنادون الفرنسيون عن الحملة الصليبية في بولونيا وبوهيميا وشمال إسبانيا في نبرة وقشتالة، فجاء من تلك المناطق كلها متطوعون انضموا للحملة. وانخرطتِ الدويلات الإيطالية كعادتها في تنافساتها المحمومة على المشاركة.
ومن الواضح أن الأرقام المبالغ فيها تتكرر بين المصادر، وذلك يشمل تقديراتٍ تقع ما بين ستة آلافٍ واثني عشر ألف جندي مجري، وأحد عشر ألف جُنديٍّ من قواتٍ فرنسيةٍ وإنجليزيةٍ وبُرغُونيَّةٍ، واثني عشر ألفاً من الأفلاقيين بقيادة ميرݘه العجوز أمير الأفلاق وهو مسيحي أرثوذكسي، وستة آلاف ألماني وما يقرب من خمسة عشر ألف هولندي، وبوهيمي، وإسباني، وإيطالي، وبولوني، وبلغاري، واسكتلندي، وقواتٍ سويسريةٍ على الأرض، بدعم أسطولٍ بحريٍّ من البندقية وجنوا وفرسان الإسبتارية. ينتج عن هذه الأرقام مجموعٌ يتراوح ما بين سبعةٍ وأربعين ألف جنديٍّ وتسعةٍ وأربعين ألفاً؛ مما يصل بالمجموع الكلي إلى مائةٍ وعشرين ألفاً أو مائةٍ وثلاثين ألفاً، وذلك وفقاً لمصادرَ عديدةٍ أخرى مثل تقدير المؤرخ العثماني شكر الله الذي قدّر في كتابه «بهجة التواريخ» (بالتركية: Behçetu't-Tevârih)‏ -في ستينيات القرن الرابع عشر- تعدادَ الجيش الصليبي بحوالي مائةٍ وثلاثين ألف رجلٍ.
ذكر المؤرخ التركي يلماز أوزتونا أن الجيش المجري وحده تكون من ستين ألف جندي، يليهم في التعداد عشرة آلاف فرنسي بقيادة يوحنا الجسور قُمَّس نيڤير. وذكر المؤرخان التركيان أحمد آق كوندوز وسعيد أوزتورك أن ملك المجر نجح في جمع سبعين ألف جندي صليبي من عدة دولٍ معاديةٍ للعثمانيين، ثم -وبعد اجتيازه نهر الدانوب- توالى الالتحاق بهذا الجيش حتى وصل تعداده إلى مائةٍ وثلاثين ألفاً.

#### الإنكليز

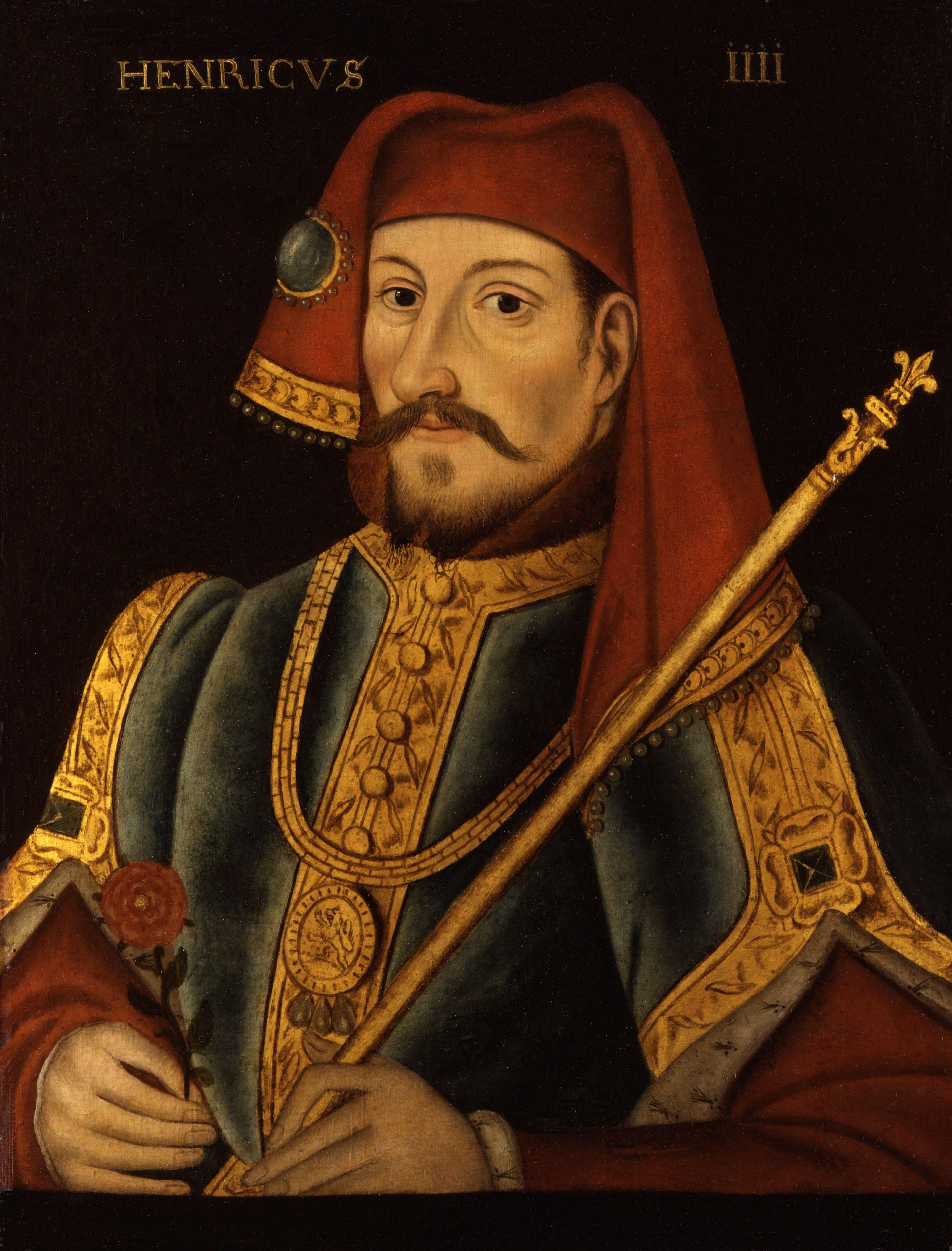
بعض التقارير الزائفة أفادت بأن ملك إنجلترا هنري الرابع قاد فرقة إنجليزية في الحملة، وقد تأكد زيفها بعدما وُجدت أسماءُ الملك ونبلاؤه مُدونةً في السجلات التاريخية الإنجليزية الخاصة بحضور حفل زفاف الملك بعد خمسة أشهر من خروج الحملة الصليبية، وعليه فإن الإنجليز لم يشاركوا في معركة نيقوپوليس.

ذُكرت على نطاق واسع مسألة مشاركة القوات الإنجليزية في تلك الحملة، ولكنها لم تحدث في الواقع بحسب التقصّي والقرائن، فقد جاء ذِكر مشاركة ثلاثة آلاف فارسٍ إنجليزيٍّ من قبل أنطونيو فيورنتينو المعاصر، وهو ما اعتبره المؤرخ عزيز سوريال عطية ومن تبعوه على أنه حقيقة بدون ذكر أي دليل أو مرجع تاريخي. من الناحية الفعلية -وبحسب ذلك الزمان- فإن وجود ألف فارسٍ في الجيش يلزمه «ما بين أربعةٍ إلى ستة آلاف رجلٍ وضعفهم على الأقل من الخيول»، وذلك بإحصاء الجنود المشاة المصاحبين للفرسان وغيرهم من التابعين القائمين على خدمة الخيول وخدمة الفرسان وتدريعهم.
وبالتحقيق العملي لا توجد سجلات للإِجرَاءَات المالية في إنجلترا تثبت إرسال قوةٍ عسكريةٍ إلى الخارج في تلك الفترة، ولا يوجد أي ترتيبٍ مَلَكِيٍّ لتنظيم مثل هذه القوة وإرسالها. والتقارير الخاصة بهنري الرابع ملك إنجلترا أو «ابن دوق لانكستر» الذي قاد فرقة إنجليزية في الحملة هي تقارير زائفة، لأن أسماء الملك هنري الرابع وابن دوق لانكستر بالإضافة إلى النبلاء المهمّين جميعاً وُجدت مدونةً في سجلات الحضور التاريخية الخاصة بحفل زفاف الملك الذي جرى بعد خمسة أشهر من خروج الحملة الصليبية وتحركها، مما يثبت أنه لم يخرج في هذه الحملة.
اعتقد المؤرخ عزيز سوريال عطية أيضاً أن استحضار القديس جرجس كصرخة حربٍ في نيقوپوليس يدل على وجود الجند الإنجليز الذين كان جرجس قديساً شفيعاً لهم؛ لكن الكاتب الفرنسي جين فروسارت -الذي ذكر هذه الصيحة- أورد بأنها كانت صيحة حربٍ صاح بها الفارس الفرنسي فيليپ الأرتوائي قُمَّس «أو»، أي إنها لم تكن صيحة حربٍ لأحد الجنود الإنكليز. علاوةً على ذلك لم يكن هناك أي جمعٍ لأموال الفدية في إنجلترا لافتداء الأسرى كما حدث في كافة الدول الأخرى التي أرسلت قواتٍ إلى المعركة.
قد يُنسب -بصورةٍ انفراديةٍ- في بعض الروايات المعاصرة أن وجود اللغة الإنجليزية بين بعض أفراد الحملة كان بسبب بعض فرسان الإسبتارية -ممّن تحدثوا بها كلغةٍ أمٍّ- وانضموا إلى رفاقهم في الحملة بعد مغادرة جزيرة رودس -وكانت مقر الإسبتارية وقتئذٍ- والإبحار باتجاه نهر الدانوب. تشمل الأسباب المحتملة للغياب الإنجليزي التوترَ المتزايدَ بين كلٍّ من الملك هنري الرابع ودوق غلوسستر (بالإنجليزية: Duke of Gloucester)‏. ربما كان هذا التوتر هو ما أقنع الاثنين بأن من الأفضل لهما إبقاء مؤيديهما قريبين من كلٍّ منهما، وأيضاً البغضاء والكراهية التي سببتها الحرب الطويلة بين الإنكليز والفرنسيين، مما أدى إلى رفض الإنجليز للانضواء تحت راية حملةٍ صليبيةٍ بقيادة فرنسا بغضِّ النظر عن السلام الذي توصلوا إليه مؤخراً قبيل الحملة.

### العثمانيون

المؤرخ التركي يلماز أوزتونا، ذكر أن السلطان وصل إلى ترنوة ومعه سبعين ألف جندي، كما أرسل عشرين ألف جندي إلى ممر شِبقا لم يشتركوا في المعركة.

تُقدَّر القوات العثمانية بما بين خمسة عشر ألفاً وعشرين ألف رجل؛ لكن الأرقام المُضخَّمة شائعة هنا أيضاً. يُقدِّم العديد من المصادر تقديراتٍ لحجم الجيش العثماني تصل إلى ستين ألف جندي بما في ذلك المؤرخ العثماني شكر الله الذي كتب هذا في مُؤلَّفه «بهجة التواريخ» (بالتركية: Behçetu't-Tevârih)‏ في ستينيات القرن الرابع عشر؛ أي ما يعادل نصفَ عديدِ الجيش الصليبي تقريباً. كما ضمتِ القوة العثمانية ألفاً وخمسمائة فارسٍ وقيل خمسة آلافٍ من سلاح الفرسان الثقيل الصربي تحت قيادة الأمير أسطفان لازاريڤيتش الذي كان صهر السلطان بايزيد الأول وتابِعَهُ منذ معركة قوصوه عام 1389م.

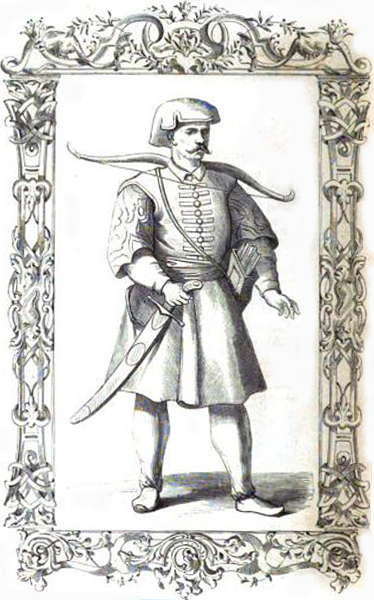
جندي من وحدات مشاة العَزَب الرماة يحمل سيفاً مربوطاً بحزامه، وقوساً حول عنقه وجعبة سهامٍ تحت ذراعه اليسرى.

قُدّر جيش السلطان بايزيد بستين ألف رجلٍ في كتب التاريخ، وفي الواقع يمكن أن يكون هناك حوالي نصفهم فقط. كان سلاح الفرسان التابع للجيش العثماني يتكون من فرسان السپاهية المدرّعون العثمانيون، وخمسة آلافٍ من سلاح الفرسان الثقيل الصربي التابع للأمير أسطفان لازاريڤيتش، وكانت القوة الضاربة الرئيسية للمشاة العثمانيين هي جنود الإنكشارية الذين كانوا للحماية التكتيكية. وذكرت بعض المصادر أن جيش العثمانيين بلغ تعداده قرابة تسعين ألف جندي أو مائة ألف.
ذكر المؤرخ التركي يلماز أوزتونا أن السلطان بايزيد الأول قد وصل إلى ترنوة ومعه سبعين ألف جندي، وكان قد أرسل عشرين ألف جنديٍّ آخرين إلى ممر شِبقا لم يشتركوا في المعركة.
معظم الوحدات الأخرى كانت عثمانية غير نظامية، ومنها:
- مشاة العَزَب: وهم وحدات المشاة الخفيفة، مشاة عساكر الإيالات في الدولة العثمانية، وكانوا نوعاً من الميليشيات المكوّنة من الفلاحيّن الشباب غير المتزوجين الذين يخدمون في الجيش العثماني بصفتهم مشاةً غير نظاميين في الجيش العثماني. وكانوا متطوعةً لا يحصلون على رواتبَ إلا أثناء الحملات، ولهم حرية مغادرة الجيش متى أرادوا. كان الدور الرئيسي للعَزَب هو القتال كمشاةٍ رماةٍ على الرغم من أنهم كانوا في كثيرٍ من الأحيان فرساناً أيضاً، وكان لدى العَزَب كمتطوعين مجموعة واسعة من الأسلحة.
- فرسان الآقنجية: وهم وحدات سلاح الفرسان الخفيفة في التنظيم العسكري للدولة العثمانية في المناطق الحدودية، وكانوا ذا تدريبٍ رفيعٍ وانضباطٍ عالٍ، ولا يعسكرون مع الجيش النظامي، ولكن الصليبيين نظروا إليهم بازدراءٍ، رغم أنهم تلقَوْا تدريباً كُفُواً لمحاربة الجيش الأوروپّي المعاصر. ونظراً لخفّتهم وسرعتهم ومهارتهم أُرسل الفرسان الآقنجية خفيفي الحركة إلى الأمام أثناء المعركة كطُعمٍ بحيث تنتظر وراءَهم في الصف الثاني قوات الإنكشارية يتربصون للاشتباك.

## الاستعدادات العسكرية

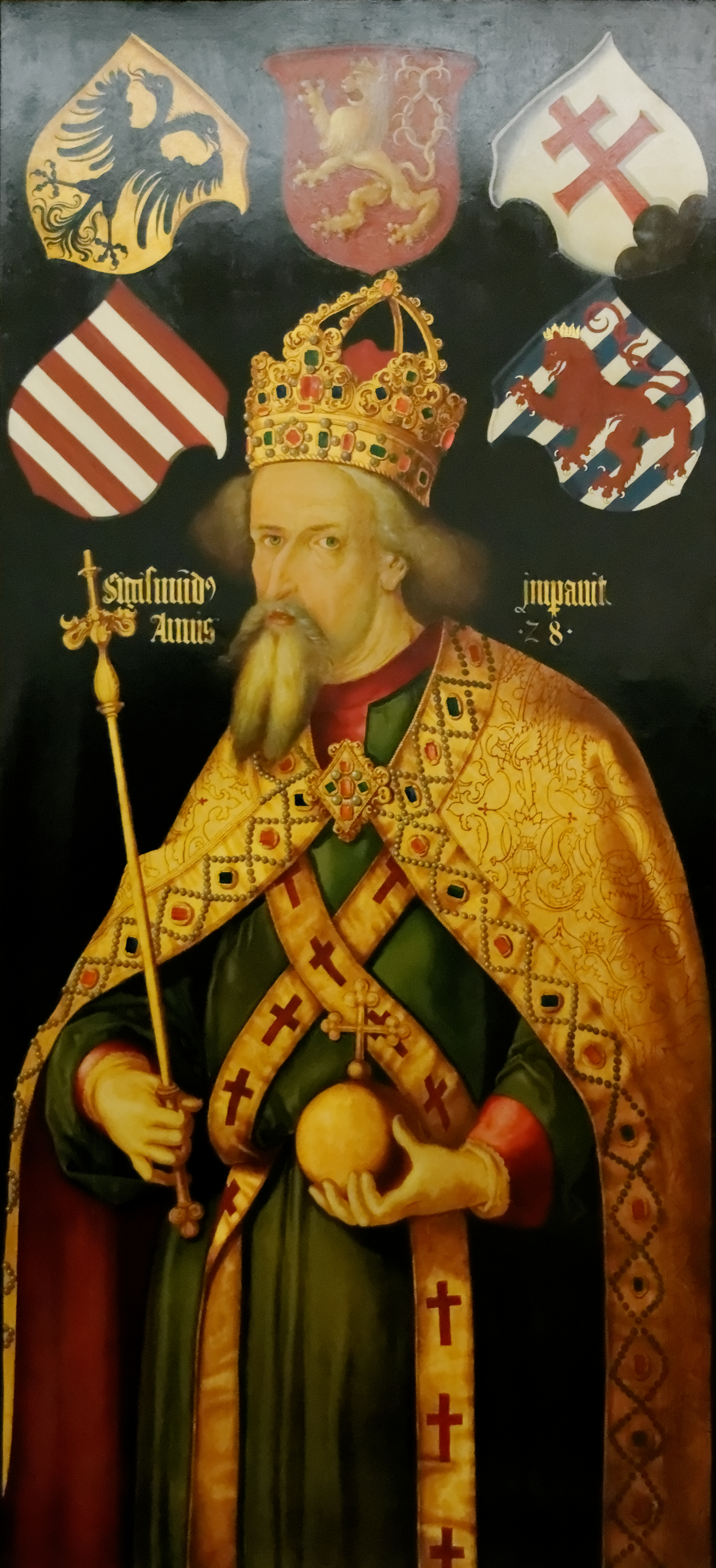
سيغيسموند ملك المجر قائد الحملة الصليبية، والإمبراطور الروماني المقدس لاحقاً.

### التحالف الصليبي

الراية الملكية لسيغيسموند ملك المجر.

ذكر المؤرخ التركي يلماز أوزتونا أن الجيش الصليبي كان مكوناً من جنودٍ جيدين إلا أنهم لم يشهدوا معركةً بهذا الحجم من قبل، وأنهم اعتادوا على قتال خمسة أو عشرة آلاف رجلٍ وجهاً لوجه على أكثر تقديرٍ، كما أن كلاً منهم كان يجهل لغة الآخر، ويجهلون تكتيك الحرب العثماني.
- البُرغُونيون: وقع النصيب الأوفى في التحضير للحملة على عاتق دوقية بُرغُونيا إحدى أقوى الدوقيات الأوروپية، إذ شكلت القوات البُرغُونيَّة الفرنسية الجزء الأكبر من القوات الصليبية جمعاء. تألَّف جيش دوقية بُرغُونيا من مفارزَ من الفرسان المدججين بالسلاح القادرين على القتال من على متون الخيل، والمشاة الرجًالة، وجزء كبير منها مفارز للرماة والقوس والنشَّاب. طوَّر البُرغُونيون أيضاً مدفعيةً بحسب الإمكانات المتوفرة ذلك العصر، كما كان الجيش البُرغُوني مصحوباً بالعديد من عربات النقل مع العديد من الخدم.

كانت الروح المعنوية للقوات البُرغُونية مرتفعةً جداً، ويرجع ذلك إلى حدٍّ كبيرٍ إلى أن الفرسان اعتبروا مشاركتهم في هذه الحملة الصليبية شرفاً كبيراً. كان عداء الفرنسيين نحو المسيحيين الروم «المنشقين» (الأرثوذكس) ونحو المسلمين معروفاً جيداً، وقد لعب هذا دوراً في رفع الروح المعنوية للحملة.
- المجريون: خضع الجيش المجري لتغييراتٍ كبيرةٍ في القرن الرابع عشر، وكان يتألف بشكل أساسي في تلك الحملة من مفارزَ مدججةٍ بالسلاح من الإقطاعيين المجريين مُنظمين وفقاً للنموذج الأوروپي الغربي. وكان هذا الجيش مصحوباً بالعديد من سلاح الخيالة الخفيف جزء كبير منها من الفرسان الرماة، بالإضافة إلى مليشيات من مختلف القبائل والعشائر في إمارة الأردل (ترانسيلڤانيا) ومقاطعات الجنوب السلاڤية.
- الأفلاقبون: كان الصليبيون حلفاءً للأفلاق الذين مثلت قواتهم جزءاً كبيراً في الحملة. تشكلت قوات الأفلاق من متطوعينَ من القبائل الرعوية البدوية التي تنتجع في الجبال والسفوح، وكانوا يُعتبرون ذلك الوقت أفضل المحاربين في شبه جزيرة البلقان، وهم في الأساس من الرماة الخيالة.
- الألمان: تألفت الوحدات الألمانية كذلك في الغالب من الفرسان المدججين بالسلاح الذين كانت منظمتهم العسكرية نسخةً من تلك الخاصة بالفرنسيين.
- الإسبتارية: كان أكثر المؤيدين المتعصبين للحملة هم فرسان الإسبتارية الذين شكلوا قوةً مهمّةً في قوات التحالف.
- البنادقة: كان للقوات الصليبية كذلك تفوق شبه كاملٍ في البحر بفضل مساعدة أساطيل حلفائها؛ جمهوريتا البندقية وجنوا الإيطاليتين.[15]

### العثمانيون والتابعون لهم

#### العثمانيون

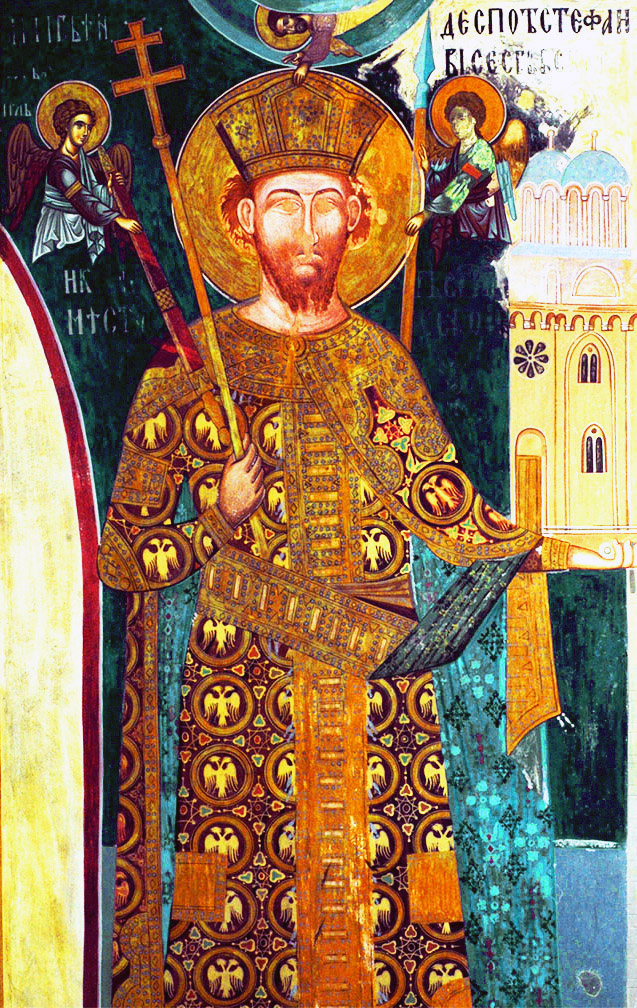
أسطفان لازاريڤيتش -المعروف أيضاً باسم أسطفان الطويل- حاكم صربيا ما بين عامي 1389م و1402م، والتابع للدولة العثمانية. شارك مع السلطان بايزيد الأول في معركة نيقوبوليس التي انتصر فيها العثمانيون انتصاراً حاسماً على جيوش الصليبيين، ثم أصبح ديسپوت صربيا بين عامي 1402م-1427م.

على عكس جيوش الدول الأوروپية الصليبية تميز الجندُ العثمانيون بالانضباط والالتزام وبروح الطاعة لأوامر رؤسائهم، مما أكسبهم الاحترامَ حتى من أعدى أعدائهم. كان العثمانيون جيّدي الإعداد، ويعرفون نقاط ضعف الفرسان الصليبيين.

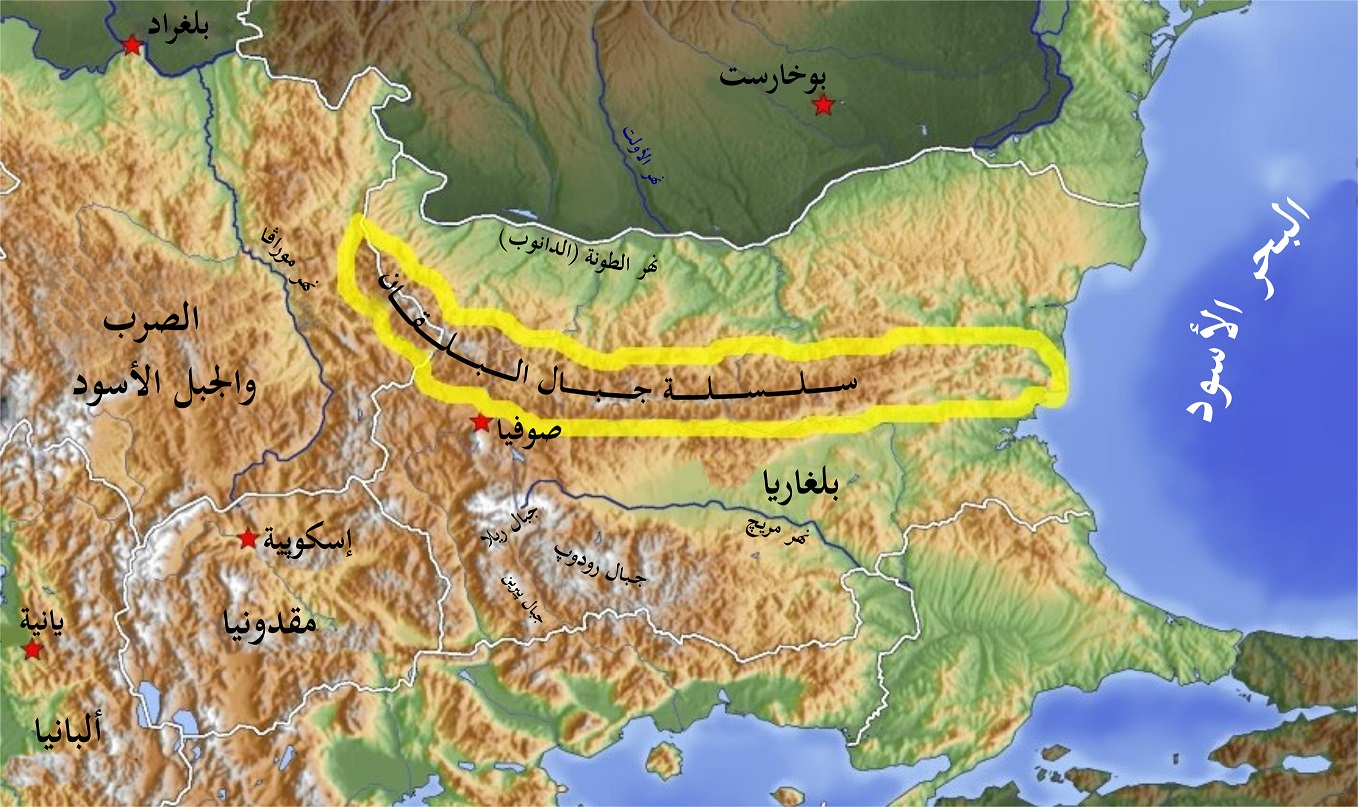
جبال البلقان، وتسمى كذلك الستارا بلانينا أي «الجبال القديمة»، سلسلةٌ جبليةٌ تعد امتداداً لجبال الكاربات التي يفصل بينهما نهر الدانوب (الطونة). جَنّد العثمانيون جنوداً من البدو الرعاة من قبائل جبال البلقان البلغارية من فرسان الآقنجية الخفيفة الذين كانوا على درايةٍ تامةٍ بتضاريس المنطقة، مما كان عاملاً هاماً في نجاح خطة المعركة.

كانت مداخيل بعض الجنود العثمانيين تأتي من ممتلكاتهم الممنوحة لهم من الدولة العثمانية بحسب نظام التيمار الذي منحهم أرضاً مقابل وظائفَ يؤدونها للدولة، كما كان بعضهم الآخر يتلقى راتباً دائماً من الدولة العثمانية.
كانت القوات العثمانية القادمة من الأناضول في شرق الدولة العثمانية تتبع بكلربك الأناضول، بينما كانت قوات غرب الدولة العثمانية من البلقان تتبع بكلربك الروملي، أما المحاربين من المقاطعات فكانوا تحت قيادة بكوات السناجق (ولاة المقاطعات العثمانية). وكانت أفواج النخبة في الحرس العثماني ممثلة بقواتٍ من الأناضول ومفارزَ أُرسلت من البلقان.
تمثلتِ القوة الضاربة الرئيسية للجيش العثماني في سلاح الخيالة الذي تألف جزء كبير منه من مفارز الرماة الفرسان الخفيفة ممن جُنِّدوا من مختلف القبائل الناطقة بالتركية، ومعظمهم من فرسان الآقنجية الخفيفة من المناطق الحدودية، ومعهم عدد كبير من ممثلي الإقطاعية المسيحية العسكرية. جُنِّد أيضاً بدوٌ رعاةٌ من قبائل جبال البلقان البلغارية في فرسان الآقنجية الخفيفة، وكان أولئك المحاربون على معرفةٍ وافيةٍ بالتضاريس في منطقة المعركة، ما وفّر عاملاً حيوياً لإنجاح خطة المعركة.
تكوَّنّ قلب الجيش العثماني من فِرَقٍ إقطاعيةٍ من فرسان السپاهية المدرعة الثقيلة تحت القيادة المباشرة للسلطان بايزيد الأول. كانت هذه الفرق وحدات مدربة ومسلحة جيداً وأكثر فرق سلاح الخيالة العثماني إعداداً للقتال، فيما تألف المشاة العثمانيون من رماة العزب المدججين بالسلاح والمُجنّدين من الفلاحين، بالإضافة إلى أفواج النخبة المشهورة من الإنكشارية.
استُخدمت البنادق في هذه المعركة بحسب بعض الآراء، على أنَّ هذا غير محتملٍ، ولكن حتى لو كانت البنادق موجودةً فقد كان بإمكان عددٍ قليلٍ جداً من الجند الحصول عليها؛ أما الغالبية العظمى فكانوا لا يزالون يرمون بالقوس.

#### الصرب
قاتل الجيش الصربي إلى جانب العثمانيين تحت قيادة أسطفان لازاريڤيتش أمير الصرب المسيحي. كان الجيش الصربي عبارةً عن اتحادٍ لممثلي النخبة العسكرية شبه الإقطاعية ممن خدموا في سلاح الخيالة الثقيل، بالإضافة إلى العديد من المرتزقة الذين قدم معظمهم من إيطاليا التي اشترت منها الطبقة الأرستقراطية الصربية دروعاً وأسلحةً ثقيلة. كانت تكتيكات الفرسان الصرب في ساحة المعركة مشابهةً للتكتيكات العسكرية البيزنطية-البلغارية.
كان بإمكان أسطفان لازاريڤيتش بصفته تابعاً للسلطان أن يختار الحياد السلبي في هذه المعركة مثلما فعل البلغار الذين وقعت المعركة في بلادهم، ولكنه كان يكره المجريين فاختار الشكل الفعّال من الولاء لسيده السلطان المسلم العثماني وشارك بقواته في المعركة معه.

## قادة الجيوش

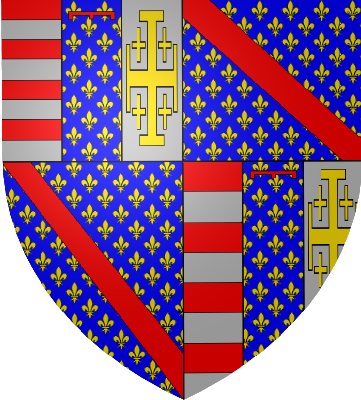
شعار درع جاك الثاني بوربون قُمَّس (كونت) مقاطعة «لا مارش» وقُمَّس «كاستْر» الذي وقع أسيراً في قبضة العثمانيين في معركة نيقوپوليس 1396م. بعدها قاد هجوماً على الأراضي الإنجليزية وأحرق مدينة بليموث سنة 1403م. سُجن ثم أُجبر على مغادرة مملكة النبلطان عام 1419م. تخلى عن ألقابه وأصبح راهباً سنة 1435م قبل وفاته عام 1438م.

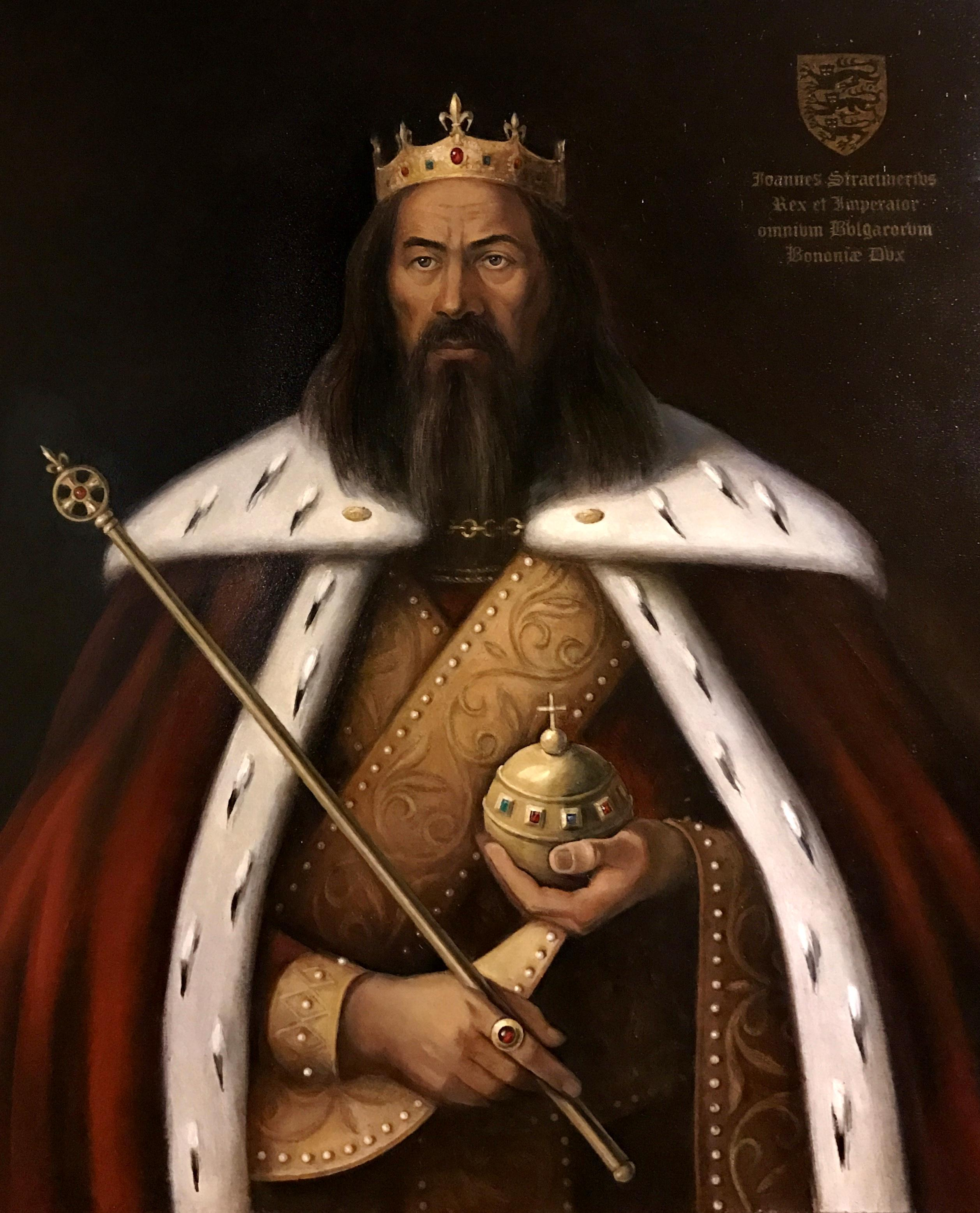
يُوحنَّا ستراتسيمير البلغاري قيصر ڤيدين.

### قادة الجيوش العثمانية
- السلطان العثماني بايزيد الأول قائد الجيوش العثمانية.
- أسطفان لازاريڤيتش أمير الصرب، وكان تابعاً للدولة العثمانية بعد معركة قوصوه عام 1389م ونسيب السلطان بايزيد الذي كان متزوجاً من أخته ميليڤا أوليڤيرا لازاريڤيتش.[7][28]

### قادة الجيوش الصليبية
- سيغيسموند ملك المجر.
- يوحنا الجسور (بالفرنسية: Jean sans Peur)‏، قُمَّس نيڤير والقائد الأعلى للحملة الصليبية ابن فيليپ الثاني، دوق بُرغُونية وقُمَّس الفلمنك. وقع أسيراً في أيدي العثمانيين بعد قيادته المتهورة التي تسببت بالكارثة التي حلَّت بالحملة الصليبية.
- «غي دي لا تريموايّ» (بالفرنسية: Gui de La Trémoïlle)‏ المُلَقَّب بـ«الشجاع» (بالفرنسية: Le vaillant)‏ الوريث الأكبر لعرش بُرغُونية، والمستشار المفضل لفيليپ الثاني دوق بُرغُونية.
- لويس الفريزي من الفلمنك سيد پرايت ووُستين (بالفرنسية: Seigneur de Praet et de la Woestine)‏.
- جاك الثاني بوربون قُمَّس مقاطعة «لا مارش» (بالفرنسية: Comte de la Marche)‏ وقُمَّس «كاستْر» (بالفرنسية: Comte de Castres)‏.
- يُوحنَّا الڤيانّي (بالفرنسية: Jean de Vienne)‏ أمير البحار الفرنسي، وأكبر فارسٍ فرنسيٍّ في تلك الحملة الصليبية.
- يُوحنَّا مينجر (بالفرنسية: Jean II Le Meingre)‏ المعروف أيضاً باسم «بوسيكو» (Boucicaut)، والذي أصبح مشير فرنسا العام التالي بعد المعركة.
- جيفري الكاريمالي (بالفرنسية: Geoffroy de Kerimel)‏ مشير برطانية (بريتاني).
- فيليپ الأرتوائي «قُمَّس أُو» (بالفرنسية: Comte d'Eu)‏، وكندسطبل فرنسا.
- غِليوم الثالث صاحب غونان (بالفرنسية: Guillaume III de Guenand)‏ من سادة «آل بورد» (بالفرنسية: des Bordes)‏ حامل لواء فرنسا.
- أونجورون الثالث لورد كوسي (بالفرنسية: Enguerrand VII de Coucy)‏.
- رونو دي رُويَه (بالفرنسية: Regnaut de Roye)‏ ياور الملك لشئون الغرفة (بالفرنسية: Chambellan du Roi)‏.
- فيليبار دو نائيّاك (بالفرنسية: Philibert de Naillac)‏ رئيس دير أقطانية (بالفرنسية: Prieur d'Aquitaine)‏، ومن فرسان الإسبتارية.
- نقولا الثاني جارائي (بالمجرية: Garai Miklós) كبير البلاط الملكي المجري.
- ميرݘه العجوز (بالرومانية: Mircea cel Bătrân)‏ أمير الأفلاق.
- هنري حاكم دوقية بار (بالفرنسية: Henri de Bar)‏ زوج ابنة أونجورون الثالث لورد كوسي.
- أسطفان الثاني لاكوڤيتش (بالكرواتية: Stjepan II. Lacković Čakovečki) بان الكروات.
- ڤوك برانكوڤيتش (بالصربية: Вук Бранковић) سيّد إقطاعي صربي.
- هامبرت الساڤوائي (بالفرنسية: Humbert de Savoie)‏، ولقبه «دَعِيّ ساڤوا» أي الابن غير الشرعي (بالفرنسية: Bâtard de Savoie)‏، وهو الأخ غير الشقيق لأماديو الثامن، دوق ساڤوا.
- يُوحنَّا ستراتسيمير البلغاري (بالبلغارية: Иван Срацимир)‏ قيصر ڤيدين.

## مسير جيش الصليبيين

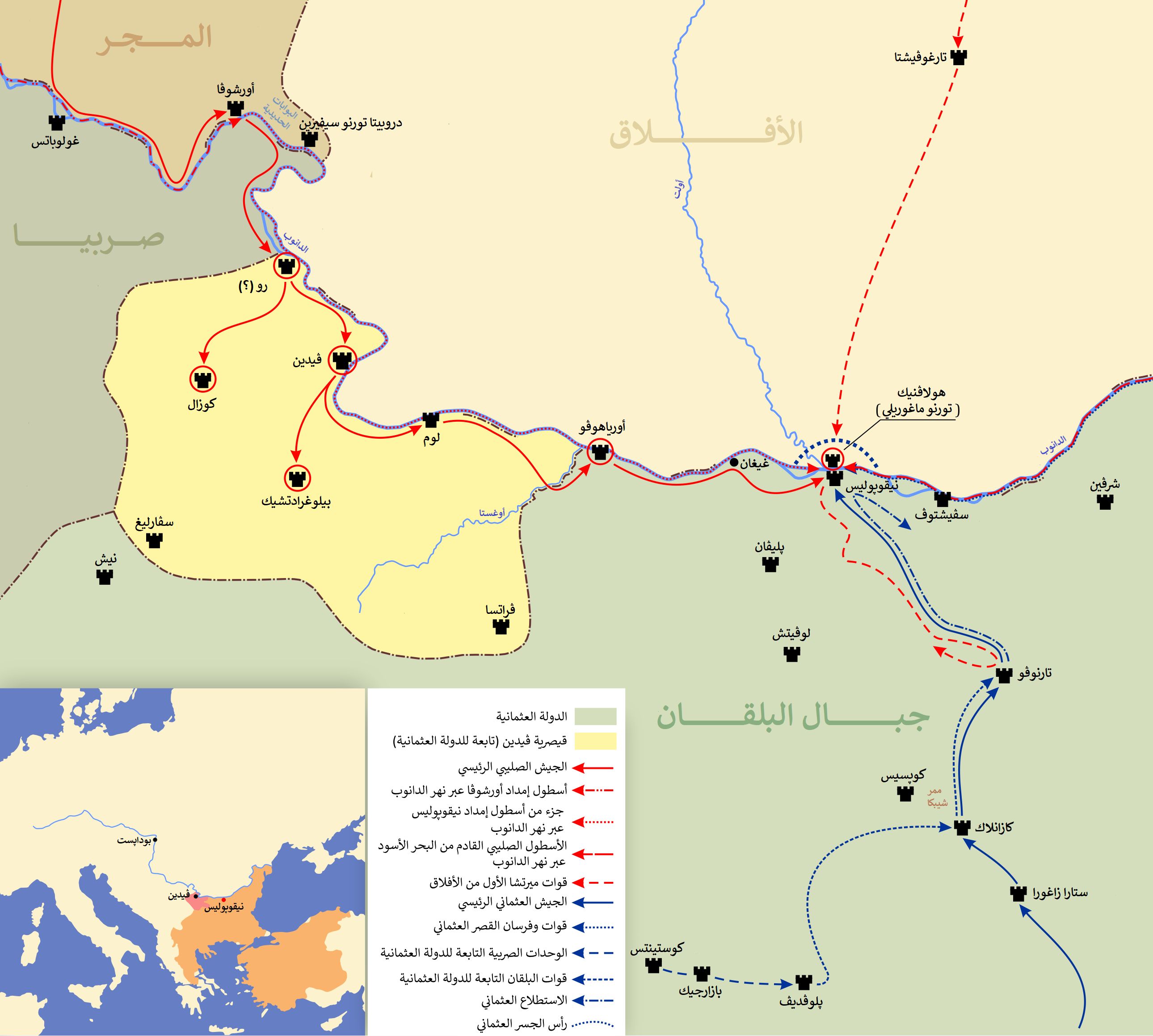
المسارات البرِّيَّة والبحرية للحملة الصليبية وللجيوش العثمانية حتى اللقاء عند قلعة نيقوپوليس حيث دارت المعركة.

بينما خطط فيليپ دوق بُرغُونية بدايةً لقيادة الحملة الصليبية مع يُوحنَّا غنط دوق لانكاستر ولويس الأول دوق أُرليانش إذ انسحب الثلاثة بدعوى أن مفاوضات السلام مع إنجلترا تتطلب وجودهم في بلادهم. ولكن في الواقع لم يجرؤ أحدٌ منهم على مغادرة عرشه إذا بقي منافسوهم الرئيسيون في بلادهم. ومع ذلك احتفظ فيليپ دوق بُرغُونية بالسيطرة على الحملة التي كان يمولها من خلال تسمية ابنه الأكبر يُوحنَّا الجسور قُمَّس نيڤير (بالإنجليزية: John, Count of Nevers)‏ للقيادة الشكلية للحملة.
وأغلب الظن أن فيليپَ دوق بُرغُونية أدرك أن ابنه البالغ من العمر 24 عاماً، وكذلك «كندسطبل فرنسا» فيليپ الأرتوائي قمّس «أو» وأيضاً مشير فرنسا يُوحنَّا مينجر (ويُدعى بوسيكو) -اللذين كانا في سنٍّ أقل من 35 عاماً- يفتقرون جميعاً إلى الخبرة اللازمة، ولهذا استدعى أونجورون الثالث لورد كوسي (بالإنجليزية: Enguerrand VII, Lord of Coucy)‏ المحارِب ورجل الدولة الأكثر خبرةً في المملكة، وأقنعه بعد إلحاحٍ بأن يكون «المستشار الرئيسي» لابنه يُوحنَّا الجسور قُمَّس نيڤير خلال الحملة، وقد ثبت لاحقاً معضلة هيكل القيادة الصليبية في أنها كانت عنصراً حاسماً في نتيجة الحملة والكارثة التي حلّت على الصليبيين فيها، إذ لم يكن محاربو القرون الوسطى يعرفون مفهوم «وحدة القيادة العسكرية» بعد. أُعطي يُوحنَّا الجسور قُمَّس نيڤير قائمةً طويلةً من «المستشارين»، بالإضافة إلى قائمةٍ أخرى من اللوردات الفرنسيين البارزين المشاركين في الحملة الذين يمكن أن يتشاور معهم «عندما يستحسن ذلك».
أُصدرت «قواعد الانضباط النظامية» للحملة الصليبية في مجلس الحرب يوم 28 مارس 1396م، وتضمن النصّ النهائي لهذه القواعد أن «العنصر الذي يراه القُمَّس ورفاقه أنه طليعي في الجيش» هو «الفروسية»، وبالتالي استمرت مطالبة الفرسان بإثبات شجاعتهم من خلال قيادتهم الهجوم.

### الذهاب إلى بودا
انطلقت الحملة من مدينة ديجون الفرنسية في 30 أبريل 1396م متجهةً من طريق ستراسبورغ عبر باڤاريا إلى نهر الدانوب الأعلى، حيث استقلوا السفن النهرية، ووصلوا مدينة بودا المجرية للانضمام إلى سيغيسموند ملك المجر.
ووُضعت الترتيبات بحيث يقوم أسطول من سفن البندقية بإعاقة العثمانيين في بحر مرمرة، وبأن يُبحر البنادقة عبر نهر الدانوب لمقابلة الصليبيين في الأفلاق في شهر يوليو.

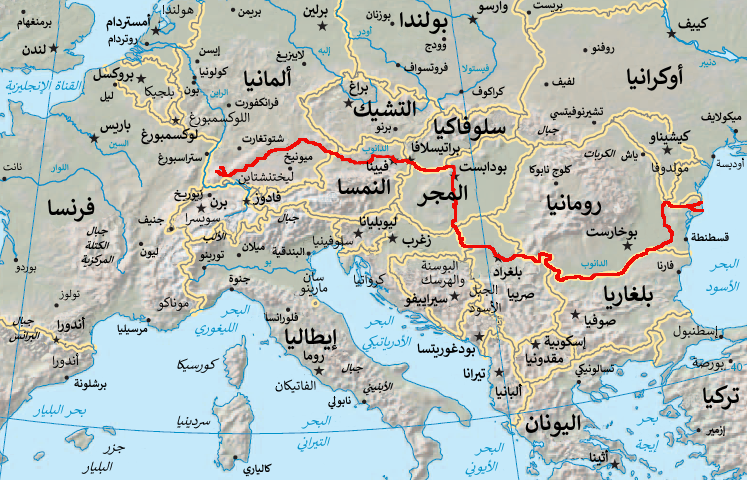
خريطة أوروپا، ويظهر فيها نهر الدانوب مُبيّناً باللون الأحمر يجري بعرض القارّة من الغرب متجهاً إلى الشرق، ليصبّ في البحر الأسود.

لم يكن لورد «كوسي» أونجورون الثالث «المستشار الرئيسي» ليُوحنَّا الجسور قُمَّس نيڤير مع الجمع الصليبي وقت تحركهم للسفر، لأنه كان قد انتُدب في مهمة دبلوماسية منفصلة إلى جيان جالياتسو ڤيسكونتي دوق ميلانو الذي كان غاضباً من المناورات السياسية الفرنسية التي أزاحت جنوا من تحت نفوذه.
كان جيان جالياتسو يحاول إيقاف عملية نقل سيادة جنوا إلى فرنسا، ولذلك أُرسل لورد «كوسي» إليه لتحذيره من أن فرنسا ستعتبر المزيد من التدخل في هذا الشأن عملاً عدائياً. وفي الحقيقة كان الخلاف أكبر من كونه خلافاً سياسياً فحسب، إذ إنه في شهر رحيل الحملة نُفيت ڤالنتينا ڤيسكونتي ابنة جيان جالياتسو الأثيرة لديه وزوجة دوق أُرليانش (أورليان) من بريش، بسبب مكائد الملكة إيزابو الباڤارية.
هدد جيان جالياتسو ڤيسكونتي دوق ميلانو بإرسال فرسان للدفاع عن شرف ابنته، ولكن في أعقاب الكارثة التي حلت بالصليبيين في معركة نيقوپوليس ساد الاعتقاد بأن جيان جالياتسو نقل معلوماتٍ استخباراتيةٍ إلى بايزيد الأول عن تحركات القوات الصليبية. في الواقع لا يوجد دليل حاسم على هذه الفرضية، ومن المرجح أن جيان جالياتسو أصبح كبش فداءٍ بسبب العداء المستحكم بينه وبين فرنسا، وعلى الرغم من عدم الدليل على خيانته، إلا أن احتمالاً ما لا يزال قائماً بأن يكون دوق ميلانو -وهو الذي قتل عمه ليضمن سلطته- قد خان الصليبيين فعلياً.
أتمّ لورد «كوسي» أونجورون الثالث مهمته الدبلوماسية كاملةً برفقة هنري حاكم دوقية بار وأتباعهما، ثم غادر ميلانو إلى البندقية حيث طلب سفينةً في 17 مايو لنقله عبر البحر الأدرياتيكي، ونزل في ميناء سينج الكرواتي في 30 مايو قبل اتخاذه الطريق برَّاً إلى مكان التجمُّع في مدينة بودا. تحركت القوات الكرواتية في يونيو بقيادة بان كرواتيا «نقولا الثاني جارائي» من بلدة نين الساحلية باتجاه بودا بعد جلسةٍ للبرلمان الكرواتي، وانضمت إلى الجيش الملكي المجري بقيادة سيغيسموند.
وصل لورد «كوسي» أونجورون الثالث قبل يُوحنَّا الجسور قُمَّس نيڤير الذي توقف في نهر الدانوب الأعلى لحضور حفلات الاستقبال والاحتفالات التي أقامها الأمراء الألمان على شرفه، ولم يصل إلى ڤيينا حتى 24 يونيو، أي بعد شهر كامل من وصول مقدمة الجيش الصليبي بقيادة كندسطبل فرنسا فيليپ الأرتوائي قمّس «أو» ويُوحنَّا مينجر (بوسيكو) مشير فرنسا.

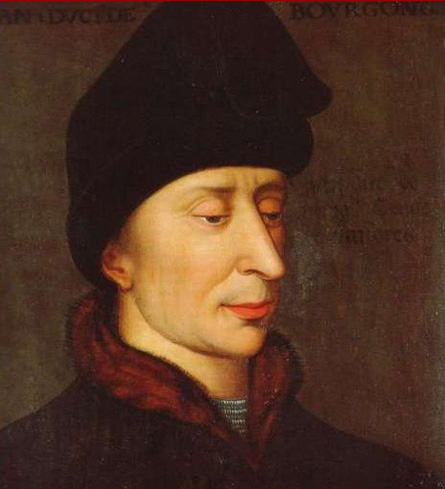
يُوحنَّا الجسور قُمَّس نيڤير.

أُرسل أسطول مكون من سبعين سفينة بندقيةً محملةً بالمؤن إلى نهر الدانوب، بينما استمتع يُوحنَّا الجسور قُمَّس نيڤير بمزيدٍ من الحفلات التي أقامها صهره ليوپولد الرابع دوق النمسا. بعد ذلك طلب يُوحنَّا الجسور من صهره قرضاً فاحشاً قدره مائة ألف دوقيَّةٍ الأمر الذي استغرق وقتاً لتأمينه، ثم وصل في النهاية إلى بودا بحلول شهر يوليو.

شعار درع يُوحنَّا الجسور قُمَّس نيڤير.

### من بودا إلى نيقوپوليس
حدَّد القادة الصليبيون خطتهم الاستراتيجية للحملة أثناء مكوثهم في بودا. وسُرعان ما تحول المجلس المذكور على الفور إلى ساحة خلافٍ عنيفٍ. كان سيغيسموند يأمل بأن يأتيَ العثمانيون لقتاله بالجيوش التي يمكنهم جمعها على عجلةٍ من أمرهم وليس بجيوشٍ كبيرةٍ مدربةٍ، وخاصةً أن أمير الأفلاق ميرݘه العجوز كان سبق له وأن حقق بعض النجاح ضد جيوش الإيالات العثمانية، ولكن هذه المرة لم تكن تلك النجاحات اليسيرة متوقعة. في النهاية تقرر أن يتقدم الجيش على طول مسار نهر الدانوب، وأن تدخل القوات البحرية المتجمعة في البحر الأسود إلى نهر الدانوب لتقدم الدعم.
وبمجرد وصول القادة كان لا بد من تنسيق الاستراتيجية مع «فيليبار دو نايّاك» (بالفرنسية: Philibert de Naillac)‏ قائد الإسبتارية، ومع ممثلي أسطول البندقية. حملت أربعٌ وأربعون سفينة بندقية فرسانَ الإسبتاريةِ من جزيرة رودس عبر بحر إيجه وصولاً إلى بحر مرمرة، وتابعت بعض السفن إبحارها حتى وصلت البحر الأسود ودخلت نهر الدانوب صُعُداً دون الانخراط في معركة.
يُنظر إلى حقيقة أن العثمانيين الذين كانت لديهم قوات بحرية بسيطة ولم يتصدوا لسفن البندقية من أجل السيطرة على البحر، كدليلٍ واضحٍ يثبت أن السلطان بايزيد الأول ومعظم قواته كانوا في هذا الوقت بالفعل على أراضي الجانب الأوروپي. كان السلطان بايزيد الأول قد أعلن في العام السابق أنه سيهاجم المجر بحلول مايو، ولكنه لم يبرز لهم حتى نهاية يوليو. بدأ الصليبيون في السير على الضفة اليسرى لاتجاه سريان نهر الدانوب، أما الجيش المجري فانحرف جزء منه شمالاً لتجميع قوات ترانسيلڤانيا (إمارة الأردل) وقوات ميرݘه العجوز في الأفلاق بينما أحضر الجزء الآخر من المجريين مؤخرة الرتل الصليبي. أُرسلت كشافة المجريين حتى مضيق الدردنيل ولم يعثروا على أي قرينةٍ تدل على وجود السلطان وقواته، مما أوهم الفرنسيين باعتبار السلطان جباناً.
أكّد سيغيسموند ملك المجر للصليبيين بأن السلطان بايزيد سيأتي حتماً، ونصحهم بأن من الحكمة ترك الجيش العثماني بخوض عناء المسيرة الطويلة ليحضر إليهم بدلاً من قيام الجيش الصليبي بالمسيرة المديدة نفسِها ليقابله، ولكن الفرنسيين وحلفاءهم رفضوا هذه الخطة، وقال اللورد «كوسي» أونجورون الثالث المتحدث باسمهم: «رَغْمَ أَنَّ تَبَجُّحَاتِ اَلسُّلْطَانِ أَكَاذِيب، إِلَّا أَنَّهُ لَا يَنْبَغِي أَنْ يَمْنَعَنَا ذَلِكَ مِنْ اَلْقِيَامِ بِأَعْمَالِ اَلسِّلَاحِ وَبِمُلَاحَقَةِ أَعْدَائِنَا، فَهَذَا هُوَ اَلْهَدَفُ اَلَّذِي أَتَيْنَا مِنْ أَجْلِهِ»، فلم يكن لدى سيغيسموند ملك المجر من خيارٍ سوى الإذعان. كتب المؤرخون أيضاً أن خطاب اللورد «كوسي» أونجورون الثالث قد أثار الغيرة في فيليپ الأرتوائي قمّس «أو» الذي شعر أنه كان يجب أن يحظى بشرف التحدث بسبب شرف منصبه كندسطبلًا لفرنسا.

### النهب في أثناء المسير

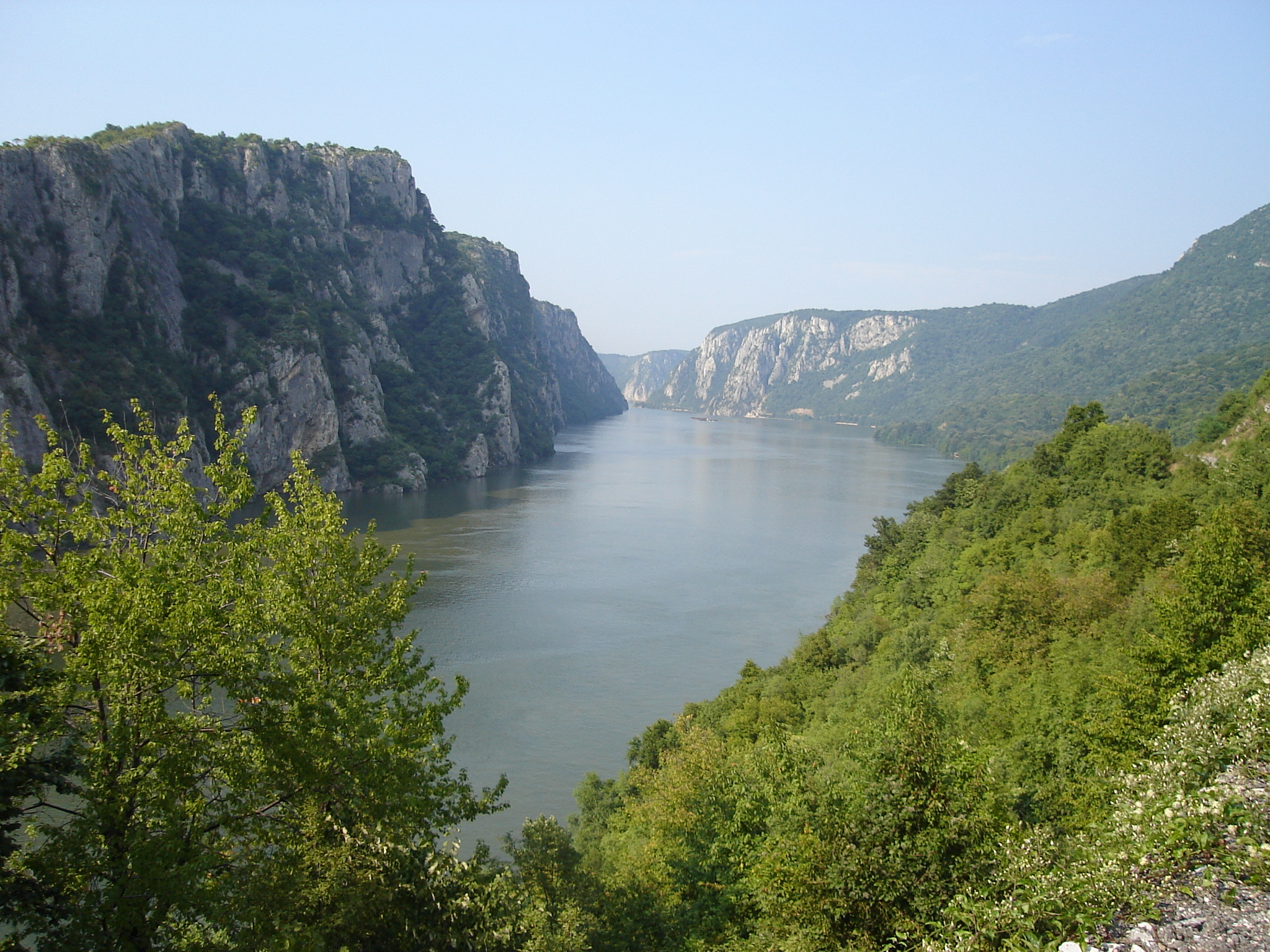
استغرق الصليبيون ثمانية أيامٍ لعبور نهر الدانوب بالزوارق عند أخدود منطقة «البوابات الحديدية» الظاهرة في الصورة.

ذكرتِ المصادر أن أعمال النهب وسوء معاملة السكان قد تزايدت قبل دخول الصليبيين إلى أراضي المسلمين، وأن جنودهم شاركوا في عمليات النهب والاغتصاب المنتظم أثناء مرورهم عبر ألمانيا، كما ورد أن عدم الانضباط لدى الفرنسيين وصل إلى آفاقٍ جديدةٍ عندما دخلوا أراضٍ «انشقاقيةٍ» أي لمسيحيين من مذهبٍ مختلفٍ. تحدث المؤرخون ببلاغةٍ عن فجور الصليبيين واستخفافهم بالمقدسات وتجديفهم، وكتبوا رواياتٍ مفصلةً عن الفرسان السكارى الذين كانوا يرقدون مع البغايا لعدَّة أيام، وجاءت تلك الكتابات في أفضل الأحوال من رواياتٍ غير مباشرة. ترى المؤرخة بربارة توكمان أن هؤلاء المؤرخين كانوا جزءاً من اتجاهٍ معاصرٍ لإلقاء اللوم على هزيمة الحملة بسبب لا أخلاقية الجنود الصليبيين، وأنه من المستحيل التحقق من مثل هذه الادعاءات.

### العبور عند أورشوفا وإعدام حامية ڤيدين
يضيق نهر الدانوب في أورشوڤا عند أخدود منطقة «البوابات الحديدية» (بالإنجليزية: Iron Gates)‏، ومن هناك عبرَ الجنود الصليبيين إلى الضفة اليمنى من النهر باستخدام عوامات وقوارب على مدار ثمانية أيام.
شكلت مدينة ڤيدين وقلعتها الهدفَ الأولَ للصليبيين بعد عبور الدانوب. كانت ڤيدين عاصمة بلغاريا الغربية قبل أن تخضع للسيطرة العثمانية، وكان حاكمها الأمير البلغاري يوحنا سراتسيمير.
لم يكن لدى سراتسيمير أي رغبةٍ في القتال لحساب الفاتحين العثمانيين ضد قوةٍ ساحقةٍ من الصليبيين، فاستسلم على الفور وفتح لهم الأبواب، وانحاز بقواته إليهم، ودارت معركة شديدة مع الحامية العثمانية في المدينة أُبيدت فيها الحامية الصغيرة مقابل الجيش الصليبي الجرار وخيانة الحاكم البلغاري. أعدم الصليبيُّون القادة العثمانيين من حامية الدفاع العسكرية في ڤيدين بعد أسْرهم، وزادت هذه الحادثة من إيهام الفرنسيين بأن العثمانيين غير قادرين على تحدي الصليبيين في ميدان الحرب.

### غدر الفرنسيين براهوڤة
أما المدينة التالية الواقعة على الدانوب فهي راهوڤة، وشكلت قلعتها «كاماكا - القلعة الحجرية» (بالبلغارية: Крепост Камъка)‏ الهدف التالي للصليبيين، وهي قلعة منيعة تقع على بعد 75 ميل (121 كـم) من ڤيدين. كانت راهوڤة معقلاً منيعاً يحيط به خندق وسوران، وبه حامية عثمانية ضخمة. اندفع الفرنسيون على الفور بقيادة كندسطبل فرنسا فيليپ الأرتوائي قُمَّس «أو» ومشير فرنسا يُوحنَّا مينجر «بوسيكو» بمسيرٍ ليليٍّ حثيثٍ بغية الوصول إلى القلعة قبل حلفائهم وهم مُحبَطون من عدم إتاحة الفرصة لهم لإظهار «شجاعتهم» في إعمال السلاح. وصلوا في الصباح بينما كانتِ القوة العثمانية قد خرجت لتدمير الجسر المُقام عبر الخندق المحيط بالقلعة، فاشتبكوا مع العثمانيين واستطاعوا بعد قتالٍ عنيفٍ تأمين الجسر قبل تدميره، لكنهم فشلوا وحْدَهم في دفع المُسلمين.
وكاد الفرنسيون أن يُبادوا لولا وصول الجيش المجري بقيادة سيغيسموند -وإن متأخراً- إلى القلعة، فتضافرت القوات الصليبية وتمكنت من الوصول إلى جدران القلعة قبل أن يُجبر الليل المقاتلين على وقف الحرب. في صباح اليوم التالي وافق سكان راهوڤة على الاستسلام لسيغيسموند لقاء تأمينهم على حياتهم وممتلكاتهم، لم يكُ باستطاعة الحامية العثمانية الاستمرارَ في مقاومة حملةٍ جرّارةٍ بهذا العدد غير المسبوق من قبل. ولكن الذي حدث أن الفرنسيين انتهكوا اتفاق الملك سيغيسموند على الفور ولم يقبلوه، فنهبوا المدينة وذبحوا معظم المسلمين والمسيحيين البلغار الأرثوذكس بالسيف بعدما فتحوا لهم بوابات القلعة، وأسروا مجموعةً كبيرةً، ثم زعموا لاحقاً أنهم استولوا على المدينة عنوةً بدعوى أن رجالَهم المهاجمين تسوَّروا الجدران في الليلة السابقة. احتجز الفرنسيون الآلاف من السكان البلغار والعثمانيين كرهائنَ لطلب الفدية وأضرموا النيران في المدينة. اعتبر المجريون هذا التصرف الفرنسي أرعنَ وإهانةً خطيرةً لمَلكِهَم بعدما أعطى للمدينة العهدَ بالأمان، وفي المقابل اتَّهَمَ الفرنسيون المجريينَ بمحاولة سلبهم مجد النصر الذي أحرزوه من خلال القتال.
ترك الصليبيون حاميةً عسكريةً للحفاظ على راهوڤة، وتابعوا مسيرهم باتجاه نيقوپوليس، وهاجموا حصناً أو اثنين أو قريتين على طول الطريق، لكنهم تجاوزوا قلعةً واحدةً خرج منها الرسل مسرعين لإبلاغ السلطان بايزيد الأول باجتياح الجيش الصليبي.
وفي 12 سبتمبر أصبح الصليبيون على مرمى البصر من قلعة نيقوپوليس الواقعة أعلى جُرُفٍ منحدرٍ من الحجر الجيري (الكلسي)، وكانت أقوى معقلٍ للعثمانيين على نهر الدانوب.

## مسير الجيش العثماني
بينما كان السلطان بايزيد الأول يحاصر القسطنطينية للمرة الثانية عام 1395م، إذ تنامى إلى مسامعه خبر خروج حملةٍ صليبيةٍ جديدةٍ. أبلتِ الاستخبارات العثمانية جيداً إذ رصدتِ السفنَ التي مرَّت عبر مضيق البوسفور لتشارك البحرية الصليبية. كما استولت على الرسالةِ التي أرسلها الإمبراطور البيزنطي عمانوئيل الثاني إلى الملك المجري يخبره بأن السلطان بايزيد قد عَلِمَ بالجيش الصليبي.
وبحلول الوقت الذي وصل فيه الجيش الصليبي إلى بودا، كان السلطان بايزيد يلدريم قد ترك بالفعل حصار القسطنطينية، وتقدمت وحدات سلاح الفرسان الخفيفة الآقنجية العثمانية تحت قيادة أفرنوس بك على الفور وبدأت باستطلاع طريق تقدم الجيش العثماني، فوردته الأخبار بتوقف الصليبيين خمسة عشر يوماً أمام قلعة نيقوپوليس. ترك السلطان بايزيد وحداتٍ قليلةً من القوات لتتابع حصار القسطنطينية، وبذا لم يتمكنِ البيزنطيون من إرسال قواتهم البحرية إلى نهر الدانوب لمعاونة الحملة الصليبية.

### تعبئة الجيوش
أمر السلطان بايزيد الأول جيوش الروملي العثمانية بألا تهاجم العدو الصليبي، وأمر جميع القوات العثمانية بأن تتجمع للتعبئة بين مدينتي أدرنة وفليپَّة، فبدأت القوات في التجمع هناك على الفور بسرعةٍ كبيرةٍ ونزلت قوات على ساحل نهر مريݘ (بالتركية: Meriç Nehri)‏ الذي يعبر من منطقة البلقان.

نهر مريݘ الذي ينبع في بلغاريا ويمر بمدينة أدرنة التركية.

تكوَّنتِ القوات العثمانية من وحدات إيالتيّ الروملي والأناضول، التي يقودها الصدر الأعظم المحنّك قرەتيمورطاش باشا (بالتركية: Kara Timurtaş Paşa)‏.
وكانت هناك أيضاً مساهمات عسكرية مهمة من الإمارات التابعة للدولة العثمانية وخصوصاً الصرب الذين جاءوا إلى فليپَّة بقيادة أسطفان لازاريڤيتش وانضموا إلى الجيش العثماني الرئيسي جنوب ممر شِبقا (بالتركية: Şıpka Geçidi)‏.

### المسير إلى نيقوپوليس
غادر الجيش العثماني الرئيسي نقطة التجمّع في نهاية أغسطس 1448م، وعبر ممر شِبقا في 20 سبتمبر، ووصل إلى ترنوة خلال يوميّ 21 و22 سبتمبر، حيث واجه لأول مرةٍ قوةً صليبيةً كان الملك سيغيسموند قد أرسلها لاستطلاع قدوم العثمانيين.
كانت ترنوة عاصمة الإمبراطورية البلغارية الثانية تتبع العثمانيين الذين فتحوها سابقاً في ربيع عام 1393م. وبالمقابل وصلت قوات الاستطلاع العثمانية إلى نيقوپوليس وعاينت الجيوش الصليبية التي عسكرت أمام قلعة المدينة.

### وصول العثمانيين نيقوپوليس
في 24 سبتمبر وصل السلطان بايزيد الأول والجيش العثماني الرئيسي على بُعد بضعة كيلومترات جنوب نيقوپوليس، وأُقيمت خيمة السلطان على تل قريب. كتب المؤرخون العثمانيون أن وصول الجيش الرئيسي أمام نيقوپوليس كان في المساء، وفيما العمل جارٍ في إنشاء معسكر الجيش خرج السلطان بايزيد إلى مقدمة أسوار القلعة مستتراً بالظلام واستدعى «دوغان بك» قائد حامية قلعة نيقوپوليس وشدَّ من أزره وأمره بالمقاومة حتى الصباح، فأجابه دوغان بك بأن الروحَ المعنوية عاليةٌ، وأن لديه ما يكفي من المؤن، وذكر المؤرخون العثمانيون أن السلطان لم يكن أمامه مجال للهزيمة لأنه وصل بنفسه لقيادة المعركة.

## حصار نيقوپوليس

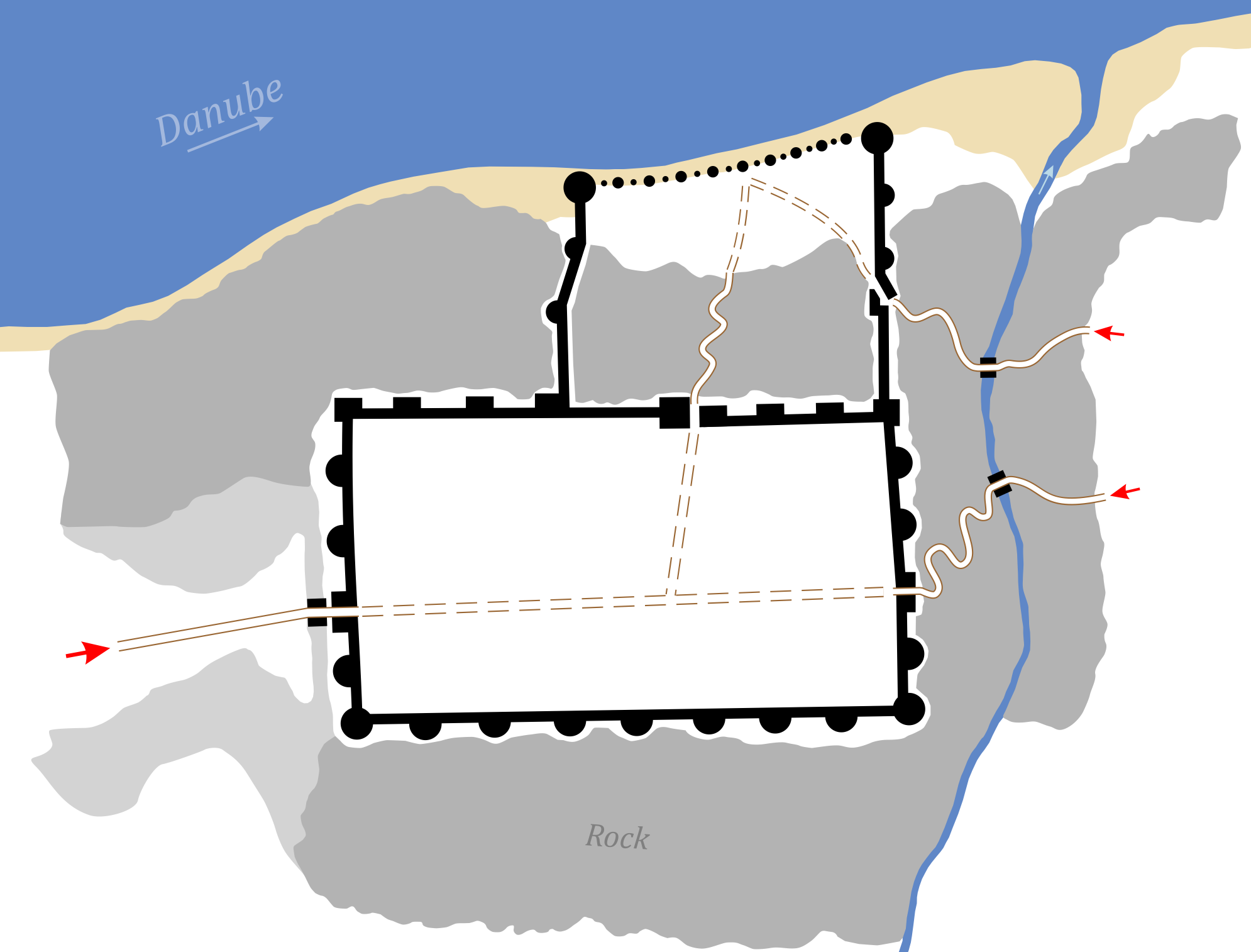
مسقط أفقي لقلعة نيقوپوليس.

شكلت نيقوپوليس نقطة عبورٍ نهريٍّ وميناءً مهماً على نهر الدانوب (الطونة)، وكانت ذاتَ قلعةٍ منيعةٍ تمتاز بمركزٍ دفاعيٍّ طبيعيٍّ أعلى جُرُفٍ هارٍ يطل على النهر، ما جعلها معقلاً رئيسياً للسيطرة على القطاع السفلي لنهر الدانوب وخطوط الاتصال إلى الداخل. وكان طريق صغير يفصل بين الجُرُفِ وضفة النهر. كانت القلعة في الواقع مدينةً يحوطها سوران دفاعيّان هما السور الأكبر وهو مَبنيٌّ فوق المرتفعات أعلى الجرف والسور الأصغر الذي يقع أدناه، أما من الجهة الداخلية من الجدران المُحصّنة فينحدر الجرف بشدةٍ نزولاً إلى السهل.

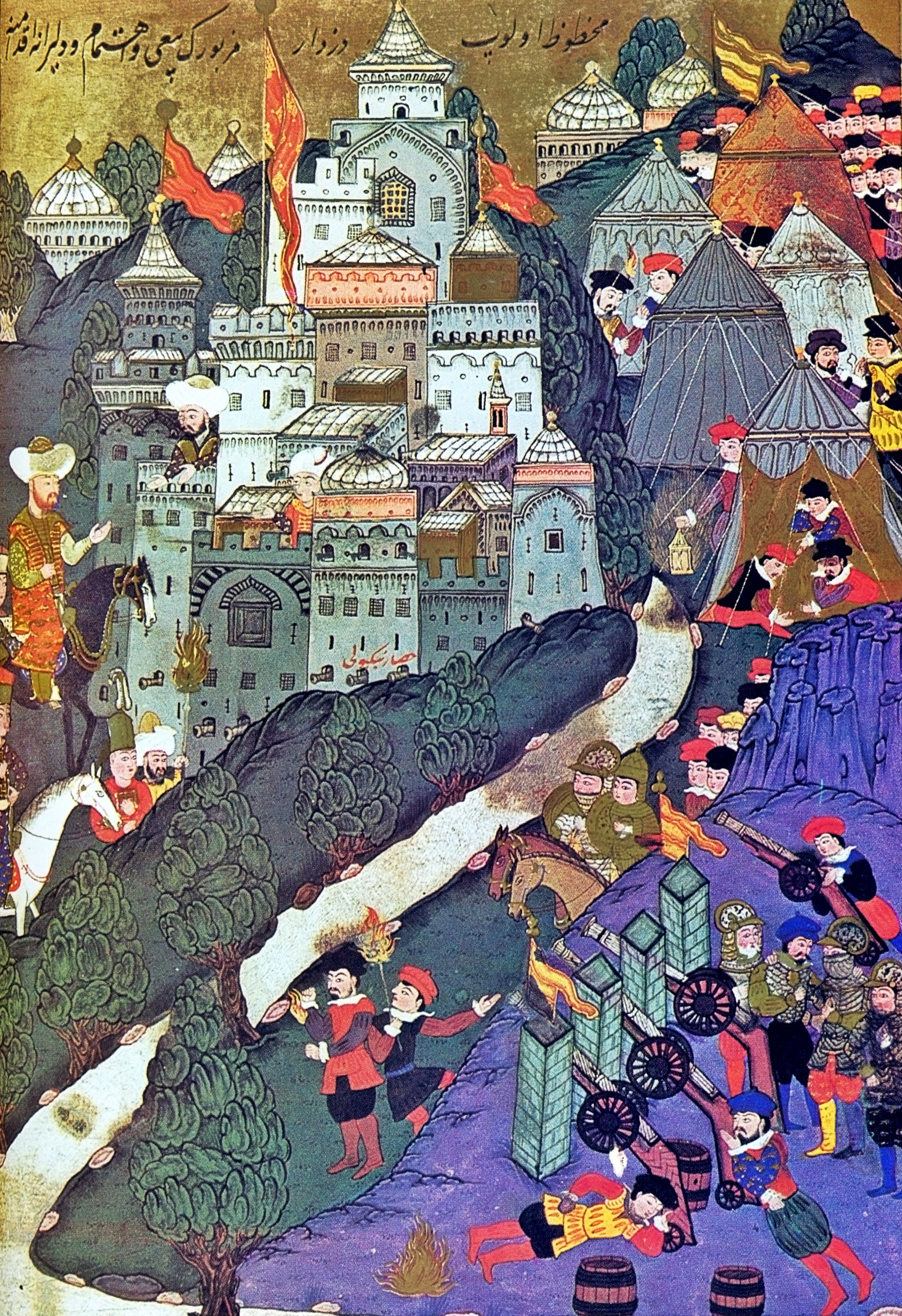
قلعة نيقوپوليس تحت الحصار عام 1396م، منمنمة عثمانية من عمل «النقّاش عثمان» ما بين سنتيّ 1584 و1588م محفوظة في قصر طوب قابي، بإسطنبول. كتاب «رسالة الفن».

كان دوغان بك (بالتركية: Doğan Bey)‏ حاكم نيقوپوليس وقائد الحامية العثمانية للقلعة قائداً فائق التمرُّس، فحصَّن مدينته تحصيناً جيِّداً، وتجهَّز بما يكفي من المؤن والسلاح استعداداً لتحمل حصار طويل، فلم يستسلم للصليبيين، وبات على يقينٍ من أن السلطان بايزيد سيحضر بنفسه ليدافع عن المدينة. كانت القلعة العثمانية قد رُمِّمَت ترميماً جيداً من جديدٍ وفيها تمعقلت الحامية العسكرية متمركزةً في الحصن.
في 10 سبتمبر وصل الأسطول الصليبي المكون من سفن البندقية وجنوا ومعهم فرسان الإسبتارية عبر نهر الدانوب ورسا أمام قلعة نيقوپوليس. أمَّا المشاة فوصل أولاً الجنود الفرنسيون والبُرغُونيون عن طريق البرّ وأقاموا معسكراً بالقرب من القلعة، ثم وصل الملك سيغيسموند وجيشه وعسكر على الجانب الآخر من القلعة مقابل المدينة.

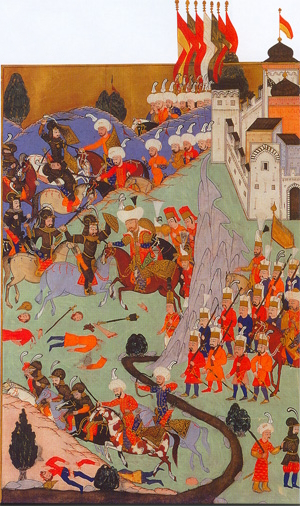
مُنمنمة عثمانية لمعركة نيقوپوليس تصور السلطان بايزيد الأول مع فرسان السپاهية المدرعة العثمانية وجنود الانكشارية، ويُرى جزء من القلعة أعلى الجبل.

حمل الفرنسيون والبُرغُونيون معهم سلالمَ سرعان ما نصبوها، ولكن ظهر أنها لم تكُ ذاتَ فائدةٍ عسكريةٍ في اقتحام القلعة، وامتلك المجريون وحداتٍ متخصصةً لحفر الأنفاق إلا أنها كانت بغير جدوى أيضاً، اشتكتِ المجموعتان من عدم امتلاكهما أسلحة الحصار اللازمة بالرغم من أن العديد من المنجنيقات البحرية كانت ترسو في النهر ومعها أدوات الحرب والحصار، ولكن لم يفكر أحد من الجيوش البرية في طلبها، أو ربما لم يُعرف بها.
لم يُحضِرِ الصليبيون معهم معداتِ حصارٍ عن طريق البرّ، إذِ اعتقد يُوحنَّا مينجر (بوسيكو) مشير فرنسا أنه لا ضرورةَ توجبُ حمل تلك الآلات، وأنه يكفي نصب سلالمِ حصارٍ لكسر مقاومة العثمانيين الذين كان ينظر إليهم بازدراءٍ، وصرّح في تفاؤلٍ أن السلالم يمكن أن تُصنَع بسهولةٍ من الحبال وأن فائدتها العسكرية أكبر من فائدة المجانيق إذا ما استخدمها شجعان الرجال. ومع ذلك فإن الافتقار إلى أسلحة الحصار والميل الحاد للجرف الصخري باتجاه الأسوار والتحصينات الهائلة للقلعة كل ذلك جعل من الاستيلاء على القلعة بالقوة أمراً مستحيلاً، إذ صد العثمانيون بسهولةٍ الهجماتِ والمحاولات العشوائية التي جرت من دون تخطيطٍ.
وبعدما باءت محاولات اقتحام القلعة بالفشل المتكرر، وبدلاً من مهاجمة القلعة والاستيلاء عليها، فضّل الصليبيون اتّباع تكتيك حصار القلعة وتجويع أهلها بحصارٍ طويلٍ والانتظار حتى انتهاء المؤن. ركز سيغيسموند استعداداته على الدفاع وأقام الصليبيون مواقعَ حول المدينة لإغلاق المخارجَ، وأقاموا حصاراً بحرياً في النهر، وتمركزوا في مواقعهم بهدف تجويع المدافعين.

### استهانة الصليبيين بالعثمانيين
كان الصليبيون واثقون بأن السلطان بايزيد الأول لن يجرؤَ على الاشتباك معهم لأن جيوشهم أفضلَ تسليحاً وأكثرَ تدريباً، وباتوا مقتنعين بأن حصارَ القلعةِ سيغدو مجرد مقدمةٍ لحملةٍ كبيرةٍ للتخفيف عن القسطنطينية، بل لم يُصدقوا أن السلطان بايزيد سيصل إليهم مسرعاً ليشتبك معهم في معركةٍ حقيقيَّة.
مر أسبوعان استمتع فيهما الصليبيون المتململون بالأعياد والألعاب والاستخفاف بالبراعة القتالية لعدوهم، ولم ينشرِ الصليبيون أي حراسةٍ سواءً بسبب السُّكر أو الإهمال، على الرغم من أن الباحثين عن الطعام الذين كانوا يغامرون بالابتعاد عن المعسكرات كانوا يجلبون أخباراً عن اقتراب العثمانيين. صرّح قادة الصليبيين بأن السلطان العثماني لم يكن على علمٍ بحملتهم، بل لم يعتقدوا أن السلطان يمكنه الوصول إلى هذه القلعة البعيدة أبداً، وبالتالي لم يرسلوا وحدة استطلاع دائمة إلى الجنوب من القلعة. وعلى العكس أثبتت الوقائع التاريخية للمعركة بأن السلطان العثماني كان على درايةٍ جيدةٍ بوضع الصليبيين وتحركاتهم وكذلك بالقدرات القتالية لجيشه، واتضح ذلك من أمرين:
1. معرفته بتحركات الحملة الصليبية وسرعة تعبئته لجيش كبير ومسيره ثم مباغتته الصليبيين في نيقوبوليس على عكس توقعاتهم، ومن غير أن يرصدوا تحركاته.
2. معرفته بقدرات جيشه، وتجلى ذلك في حسن استغلاله مهارات كل فرقةٍ من قواته، إذ كان نصف جيشه يتكون من جنود الصفوة الإنكشارية وفرسان السپاهية وفرسان الصرب المدربين جيداً، فيما تكونت بقية الجيش من وحدات المشاة الخفيفة العزب، وفرسان الآقنجية الخفيفة والوحدات الأخرى التي كانت تُعتبر ذات فعاليةٍ قتاليةٍ أقل، ولذلك بنى خطته على اختراق الصليبيين بشكلٍ غير متوقعٍ، فأرسل قواته في الليلة التي سبقتِ المعركة لتحتل التلال غير المحروسة المرتفعة جنوب نيقوپوليس، ثم أخفى القوات الرئيسية وراء الإنكشارية، كما سيأتي تفصيله.

سار الصليبيون إلى راهوڤة، ومنها إلى نيقوپوليس.
في هذا الوقت بالفعل كان السلطان بايزيد الأول يخترق أدرنة في مسيرٍ حثيثٍ ليعبر ممر شِبقا ويصل إلى ترنوة. وانضم إليه في الطريق حليفه أسطفان لازاريڤيتش صاحب صربيا.

### مناوشات الاستطلاع ووصول الجيش العثماني
أرسل سيغيسموند ملك المجر قوةً من خمسُمائة فارسٍ للاستطلاع حول ترنوة 70 ميل (110 كـم) إلى الجنوب، فعادوا بأنباءٍ مفادها أن العثمانيين قادمون بالفعل، ووصل الخبر أيضاً إلى سكان نيقوپوليس المحاصَرين فنفخوا الأبواق وهتفوا سروراً بمقدم السلطان والجيش العثماني إليهم. ادعى يُوحنَّا مينجر (بوسيكو) مشير فرنسا أن ضجيج احتفال سكان نيقوپوليس كان خدعةً لأنه كان يعتقد أن السلطان لن يأتيَ ولن يهاجمهم أبداً، كما هدد بقطع آذان أي امرئٍ يناقش الشائعات حول قدوم العثمانيين باعتباره يؤثر على معنويات الصليبيين!
كان لورد «كوسي» أونجورون الثالث من القلائل الذين اهتموا باستكشاف الموقف، فقاد بنفسه مجموعة من خمسُمائة فارس وخمسُمائة من رماة السهام إلى الجنوب، حيث علم أن قواتٍ كبيرةً من العثمانيين تقترب من ممرٍ قريب. فأرسل مائتيّ فارسٍ لتنفيذ انسحاب مُخادع، مما دفع العثمانيين الذين يلاحقونهم إلى الوقوع في كمينٍ، إذ هاجم مؤخرةَ العثمانيين ببقية رجاله الذين كانوا ينتظرونهم مختبئين. قتل رجال لورد «كوسي» أونجورون الثالث كل من قدروا عليه وقفلوا عائدين. هزَّت أعماله المعسكر الصليبيي وحركته من سُباته وأثارت إعجاب الصليبيين الآخرين. تُجادل المؤرخة بربارة توكمان بأن ذلك زاد أيضاً من الثقة المفرطة لدى الفرنسيين وأثار مرةً أخرى غيرة فيليپ كونت «أُو»، الذي اتهم لورد «كوسي» أونجورون الثالث بالمخاطرة بالجيش بدافع التهور ومحاولة سرقة المجد والسلطة من يُوحنَّا الجسور كونت نيڤير.
وصل السلطان بايزيد الأول إلى قلعة نيقوپوليس على ضفاف الدانوب قادماً بجيشه من أدرنة في وقتٍ قصيرٍ يناهز 24 ساعة، وقد تقدم بسرعةٍ تليق بلقبه «يلدرم» (بالتركية: Yıldırım)‏، أي «الصاعقة» باللغة التركية، إذ كان معروفاً بسرعة تحركه وانقضاضه ومباغتته الأعداء، ودعا بمجرد وصوله القادة إلى مجلس الحرب.

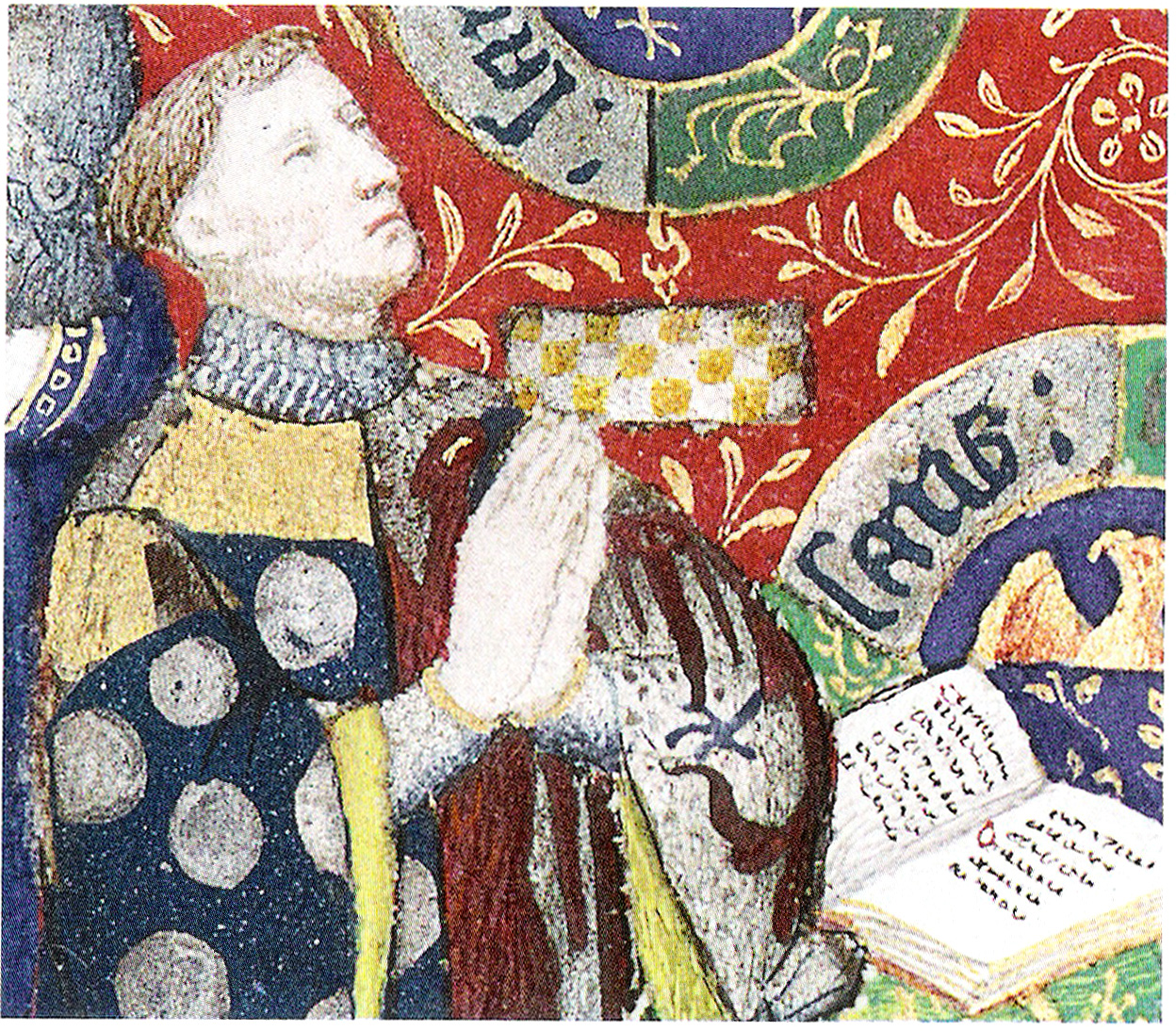
في الرسم: يُوحنَّا مينجر (بوسيكو) مشير فرنسا الذي دعم كندسطبل فرنسا فيليپ الأرتوائي قُمَّس «أو» في مطالبته بمركز مقدمة الجيش للفرنسيين، ثم وقع أسيراً وأنقذه يُوحنَّا الجسور من القتل بشفاعته أمام السلطان، فجنَّبَهُ الإعدام وأُطلق سراحه بعد تعهده بالحصول على تمويل لدفع الفدية.

### مجلس حرب الصليبيين
في الرابع والعشرين من سبتمبر دعا سيغيسموند ملك المجر أمراء الجيوش إلى مجلس حربٍ، واقترح هو وميرݘه العجوز الأفلاقي خطةً حربيةً تقضي بإرسال جنود المشاة الأفلاقيين الذين يمتلكون خبرةً في محاربة العثمانيين للهجوم الأول على مقدمة الجيش العثماني.
عادةً ما تكون هذه القوات ميليشيات سيئة التسليح، وتهدف إلى السلب والنهب، ولكنها تُستخدم في المعارك لإرهاق الخصم قبل مقابلة قواتٍ أفضلَ سلاحاً وتدريباً. ادّعى سيغيسموند أن مقدمة الجيش العثماني هذه غير جديرةٍ باهتمام الفرسان، واقترح أنه بمجرد انتهاء صدمة الاشتباك الأول يُشكل الفرنسيون خط المواجهة للاندفاع إلى الأمام، بينما يتبعهم المجريون والحلفاء الآخرون لدعم الهجوم ومنع فرسان السپاهية (سلاح الفرسان العثماني الثقيل) من اكتساح أجنحة جيش الصليبيين. استنكر فيليپ الأرتوائي قُمَّس «أو» الاقتراح فقد اعتبره مُهيناً للفرسان الذين سيتبعون جنود الفلاحين المشاة الأفلاقيين في المعركة. وبحسب ما ورد قال: «إِنَّ وُجُودَنَا فِي اَلْمُؤَخَّرَةِ لَهُوَ إِهَانَةٌ لَنَا، وَتَعْرِيضُنَا لِازْدِرَاءِ اَلْجَمِيعِ»، وأعلن أنه سيطالب بمركز مقدمة الجيش بصفته «كندسطبل فرنسا»، وأنه سيوجه إهانة قاتلة لأي امرئٍ يقف بوجهه. دعمه في هذا الموقف مشير فرنسا يُوحنَّا مينجر (بوسيكو)، أما القائد العام يُوحنَّا الجسور قُمَّس نيڤير الذي طمأنته ثقة القادة الفرنسيين الأصغر سناً، فقد اقتنع بسهولة.

### تفشي خبر وصول العثمانيين وذبح أسرى راهوڤة
بعد تعيين الفرنسيين ليكونوا في مقدمة الهجوم غادر سيغيسموند لوضع خطة المعركة لقواته، وعلى ما يبدو أنه أرسل في غضون سويعاتٍ خبراً إلى المعسكر الصليبي مفاده أن السلطان بايزيد كان على مسير ست ساعاتٍ فقط. فارتبك الجند الصليبيون من هول مفاجأة الخبر الذي لم يك متوقعاً وتباينت ردود أفعالهم، وقيل بأنهم كانوا ثملين على العشاء إذ رفض بعضهم تصديق الخبر، وانتاب بعضَهم الآخر حالة من الذعر، بينما استعد بعضَهم على عجلٍ للمعركة.
وفور وصول العثمانيين أرضَ المعركة أقدم الصليبيون على ذبح أسرى راهوڤة غدراً بزعم عدم وجود عددٍ كافٍ من الحراس في الجيش الصليبي، وكان هؤلاء قد استسلموا صلحاً وأخذوا عهداً على الملك سيغيسموند للحفاظ على حياتهم. ارتكب الصليبيون تلك المجزرة التي لا تُقرها أعراف الحروب والفروسية حتى في تلك الحقبة، وذبحوا الأسرى المسلمين والمسيحيين الأرثوذكس أعداءهم في الدين وأعدموهم بوحشيةٍ على مرأىً من أهالي نيقوپوليس وواليها وقائد الحامية العسكريَّة فيها دوغان بك. أجمع المؤرخون -حتى الأوروپيون منهم- على هذا العمل لاحقاً بأنه «همجي بربري»، وبخاصةٍ أن سكان راهوڤة كانوا في ذمة عهدهم مع الملك سيغيسموند على الاستسلام للصليبيين مقابل إنقاذ حياتهم وممتلكاتهم، ولكن الفرنسيون انتهكوا اتفاق سيغيسموند وغدروا بالسكان مرتين:
1. بعد إتمام الصلح مع الأهلين واستسلامهم، إذ دخل الفرنسيون المدينة ونهبوها وذبحوا الأهالي، وأخذوا منهم أسرىً وساقوهم معهم إلى نيقوپوليس.
2. ثم في نيقوپوليس عندما ذبحوا الأسرى جميعاً قبل بدء المعركة بمجرد رؤية الجيش العثماني.

ولم يكن هذا من أخلاق الفروسية ولا من أعمال النبالة وأعراف الحرب حتى في ذاك الزمن.

## خطة المعركة

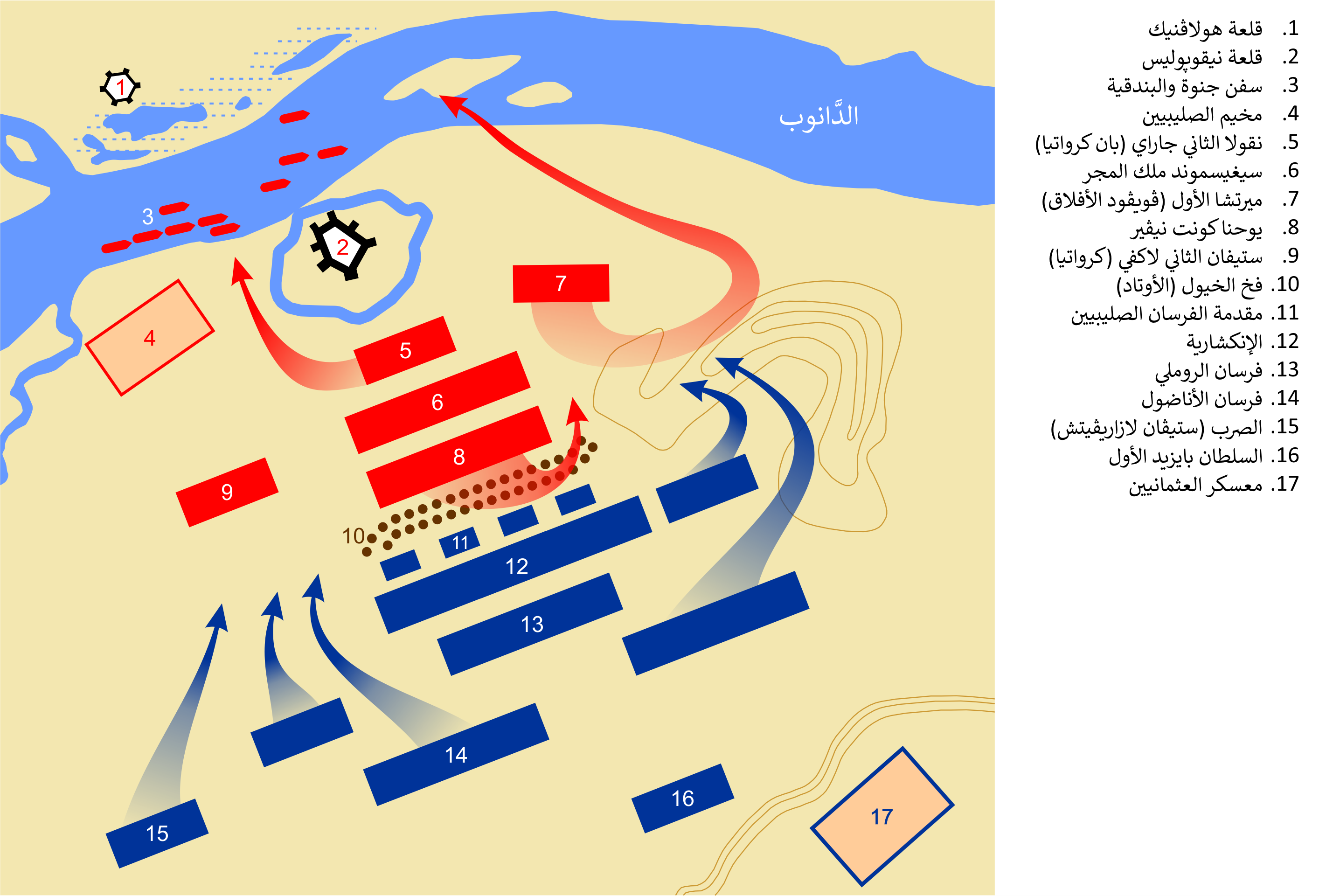
مراكز القوات المتحاربة في معركة نيقوپوليس (اتجاه الشمال إلى الأعلى).

منذ أن تحركتِ الحملة الصليبية الجرارة ظهرت بوادر الوَهَن والفشل مبكراً بين قادة الحملة، وذلك لأن الملك سيغيسموند قائد الحملة كان لا يستمع لنصيحة أحدٍ من القادة، بل حدث خلاف شديد على إستراتيجية القتال، فسيغيسموند كان يؤثر الانتظار حتى تقدم القوات العثمانية لملاقاتهم منهكةً من المسير، بينما رأى بقية القادة المبادرة بالمسير نحو العثمانيين، وبالفعل لم يستمعوا لرأى الملك سيغيسموند وانحدروا مع نهر الدانوب حتى وصلوا نيقوپوليس شمالي البلقان.
في 25 أو 28 سبتمبر 1396م (ثمة تضاربٌ في المصادر) تواجه الجيشان المتساويان في القوة تقريباً في ساح القتال عند مدينة نيقوپوليس، في منطقةٍ مفتوحةٍ ليست بعيدةً عن تحصينات المدينة. إن الموقع الدقيق للمعركة هو موضع خلافٍ بين المصادر التي وصلت الباحثين.
تباينت استراتيجيات الفريقين المتحاربين، وتوزيع الجند في أرض المعركة.

### خيارات القادة

#### خطة الحلف الصليبي
اقترح الملك سيغيسموند في مجلس الحرب عشيةَ المعركة أن يصطدم سلاح الفرسان الخفيف من قوات ترانسيلڤانيا (الأردل) والأفلاق مع القوات العثمانية المتقدمة وبذا يستكشفون حجم قوات العدو. كان من المفترض أن تُحسم المعركة بهجوم الجيش المجري-الألماني الرئيسي ويُعطَى الفرنسيون دور قوات التدخُّل الاحتياطي. وفقاً للمصادر فإن الفرنسيين -الذين أرادوا اكتساح العدو بهجومٍ أماميٍّ جبهيٍّ على خط المواجهة بأي ثمنٍ- غضبوا من هذا التقسيم للأدوار، وانسحب كندسطبل فرنسا فيليپ الأرتوائي قُمَّس «أو» من اجتماع مجلس الحرب شعوراً بالإهانة.
احتقر الفرنسيون المجريين وحلفاءَهم واعتبروهم غير لائقين للقتال، وكانوا في هذا مدفوعين بالرغبة في قنص المجد، ولذلك غالَوْا في تقدير قوتهم وقلَّلُوا من شأن العثمانيين بشكلٍ قاتل، وفي هذا السياق ذُكر بأنهم قالوا: «لَوُ انقَضَّتِ السَّمَاءُ من عَليَائَهَا لَأَمسَكنَاهَا بِحِرَابِنَا»، ولكن من غير المعروف مدى صحة تلك المقولة من عدمها، وعلى أي حالٍ تبقى حقيقة أنه في مواجهة تكتيكات المشاة المتطورة باستمرارٍ لم يعد أسلوب قتال الفروسية [القروسطي] يعني الكثير. تصور الفرسان الفرنسيون القتالَ باتباع قواعدَ معينةٍ هي تكتيك القتال الصادق [وجهاُ لوجهٍ] وأخذ الأسرى، ولكن الاستراتيجيات الجديدة للحرب تجاهلت ذلك فعلياً. كان الهدف الجديد للحرب هو التغلب على الخصم وشلّه تماماً وجعله عاجزاً، ولم يتكيفِ الفرنسيون بأي شكلٍ مع «ميثاق الشرف» غير المكتوب هذا.
أراد سيغيسموند استخدام فرق الجيوش الرديفة الخاصة به من الأردل والأفلاق في طليعة الهجوم ومقدمة الجيش، فقد كانوا في تقديره منخفضي المعنويات، وبذا يمكنه مراقبتهم ودعمهم -عند اللزوم- بشكلٍ أفضلَ إذا ما كانوا أمامه في طليعة الجيش. رفض الفرسان الفرنسيون هذا بأنفةٍ وغضبٍ وأصروا على ما اعتبروها قبل بدء القتال حقوقَهم، أي على شرف أن يكونوا هم أول من يخوض المعركة وليس مشاة الأردل والأفلاق.

#### خطة السلطان بايزيد

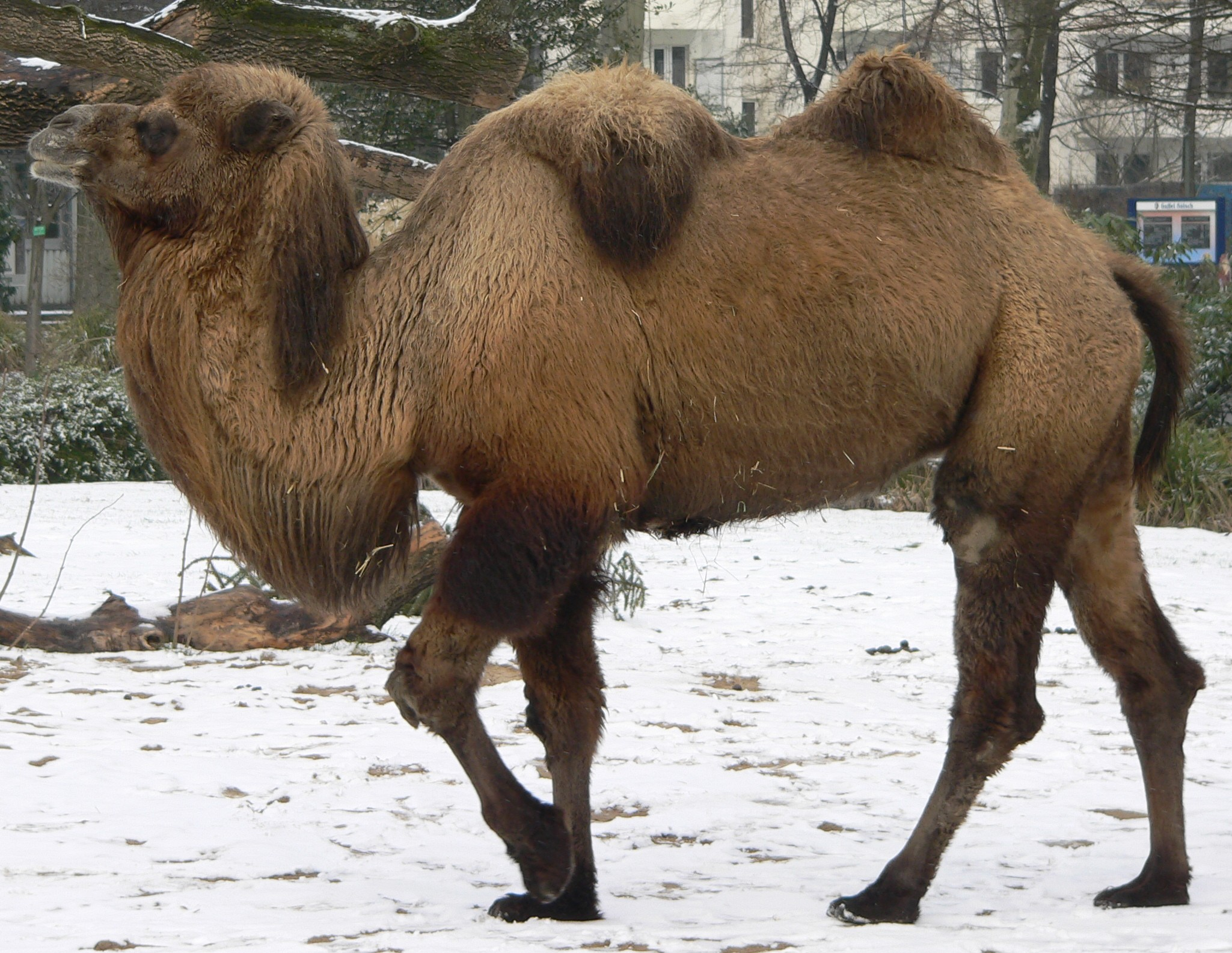
اقترح بعض القادة العثمانيين إنزال الرعب بالصليبيين عن طريق الدفع بالإبل خلال الهجوم، إذ لم يكنِ الصليبيون قد رأوا تلك الحيوانات من قبل، ولكن السلطان بايزيد الأول رفض الاقتراح لأنه لم يره من المروءة («رجولياً»).

مالبث السلطان بايزيد الأول بمجرد وصوله إلى نيقوپوليس أن أمر بجمع الديوان وتقييم الوضع العسكري مع قادة الجيش.
اقترح بعض القادة العثمانيين المتمرسين رأياً بغية هزيمة الجيش الصليبي المتزاحم من خلال إنزال الرعب والفزع بهم، وذكروا أن شعوب البلقان لم يرَوْا من قبل الإبل التي كانت لدى الجيش العثماني (كانت تستخدم للنقل)، وارتأوا بأنهم يستطيعون هزيمة الصليبيين باستخدام هذه الحيوانات الضخمة. لكن السلطان بايزيد الأول رَفَضَ الفكرة لأنه لم يجدها رجولية.
اعتمدت خطة السلطان على دفع قواتٍ خفيفةٍ لملاقاة الصليبيين ومناوشتهم ثم الانسحاب السريع إلى أعلى الهضبة التي يتربص عليها الجيش الرئيسي، ومن ثَمَّ مباغتة الصليبيين المندفعين وراء القوات العثمانية الخفيفة المنسحبة وسحقهم بالفرسان المدرعة والإنكشارية القابعين أعلى الهضبة، ثم الالتفاف سريعاً من خلف الصليبيين بالفرسان العثمانية الخفيفة لمحاصرتهم، وإعمال القتل والأسر فيهم.

### تموضع الطرفين المتحاربين

#### القوات الصليبية
كانت القوات الفرنسية والبُرغُونيَّة موجودةً في وسط تشكيل الجيش الصليبي، ومن خلفهم اصطفَّ المجريون والألمان والبولونيون في جبهةٍ واسعةٍ، وعلى الجناح الأيمن منهم تمركزت قوات الأردل (ترانسيلڤانيا)، وعلى الجناح الأيسر قوات الأفلاق.

#### القوات العثمانية
استقرَّ الجناح الأيسر من التنظيم العثماني جهة الغابة، بينما كان جانبه الأيمن محمياً بالتضاريس شديدة الوعورة ويستقر على مستنقعات نهر الدانوب. وكان أمام قلب الجيش العثماني منخفض ضيق مليء بالأشجار. تألفتِ القوات الرئيسية للعثمانيين من سلاح الفرسان وقُسِّمَ الجيش إلى قلبٍ يقع في المركز وجناحين يمكن لهما أن يتقدما إلى الأمام ويشكلا هلالاً.
وبحسب الأعراف العسكرية وُضع سلاح الفرسان البلقاني والروملي على الجناح الأيمن للجيش، في حين شكلت خيالة الأناضول الجناحَ الأيسرَ، وتموضع المشاة الرماة أمام القوات الرئيسية. كان المشاة متمركزون في الوسط تحميهم من الأمام صفوف من الأوتاد الخشبية المغروزة في الأرض بشكلٍ مائلٍ باتجاه الصليبيين، كما شارك في المعركة العديد من أفواج الإنكشارية. وكانت هناك مفارز من فرسان الآقنجية الخفيفة المدججة بالسلاح مهمتها استدراج العدو نحو القوات العثمانية الرئيسية المتحصنة جيداً، ومن ثَمَّ مفاجأة الصليبيين بهجومٍ كاسحٍ من قيل الخيالة العثمانية.

## إيجاز أحداث المعركة
فجرَ يوم 25 سبتمبر من عام 1396م بدأ المقاتلون الصليبيون في الاننظام تحت رايات قادتهم. كانت الوحدات المجريَّة في الجيش الصليبي هي الأكبر عدداً تليها الوحدات الفرنسيَّة، ثُمَّ الوحدات الأخر. في الصباح الباكر أرسل سيغيسموند مشيره الأكبر إلى يُوحنَّا الجسور القائد الأعلى للحملة برسالةٍ مفادها أن كشافته اكتشفوا طليعة الجيش العثماني، وطلب منه تأجيل الهجوم ساعتين لإعطاء الكشافة الوقت الكافي لاستطلاع مواقع العدو وتقييم حجمه وخطته.

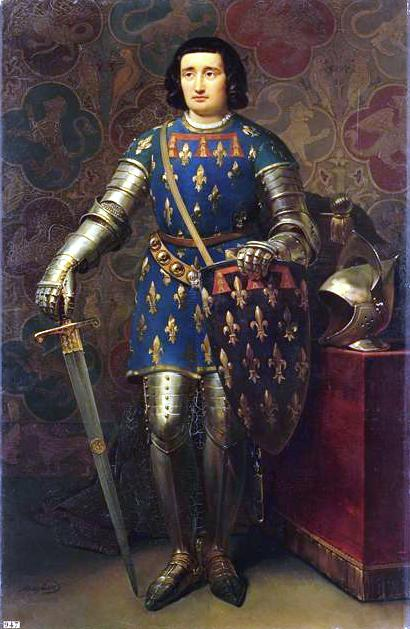
فيليپ الأرتوائي قُمَّس «أو»، قال: ، وطالب بمركز مقدمة الجيش بصفته «كندسطبل فرنسا»، وهدد أي امرئٍ يقف في وجهه بأنه سيوجه له إهانة قاتلة.

دعا يُوحنَّا الجسور على عَجَلٍ قادته إلى الاجتماع، تحدث يُوحنَّا الڤيانّي أمير بحار فرنسا وأكبر فارس في الحملة ودعم خطط سيغيسموند. بالمقابل أعلن كندسطبل فرنسا فيليپ الأرتوائي قُمَّس «أو» أن الملك المجري أراد ببساطةٍ أن يستحوذ لنفسه على المجد كله في الانتصار على العثمانيين، وأعلن استعداده لقيادة الهجوم شخصياً بالفرسان. أخذ أونجورون الثالث لورد «كوسي» كلمات القُمَّس (الكونت) في الاعتبار، وطلب المشورة من يُوحنَّا الڤيانّي الذي ردَّ بأنه إذا أراد كندسطبل فرنسا فيليپ الأرتوائي الهجوم، فيجب على الجيش الهجوم معه، لكنه كرر أنه سيكون قراراً أكثر حكمةً لو نُسِّقت تلك الأعمال الحربية مع الملك سيغيسموند والحلفاء الآخرين. رفض فيليپ الأرتوائي الصبر والانتظار، وسرعان ما تصاعد الخلاف في المجلس إلى حججٍ لا طائل من ورائها.

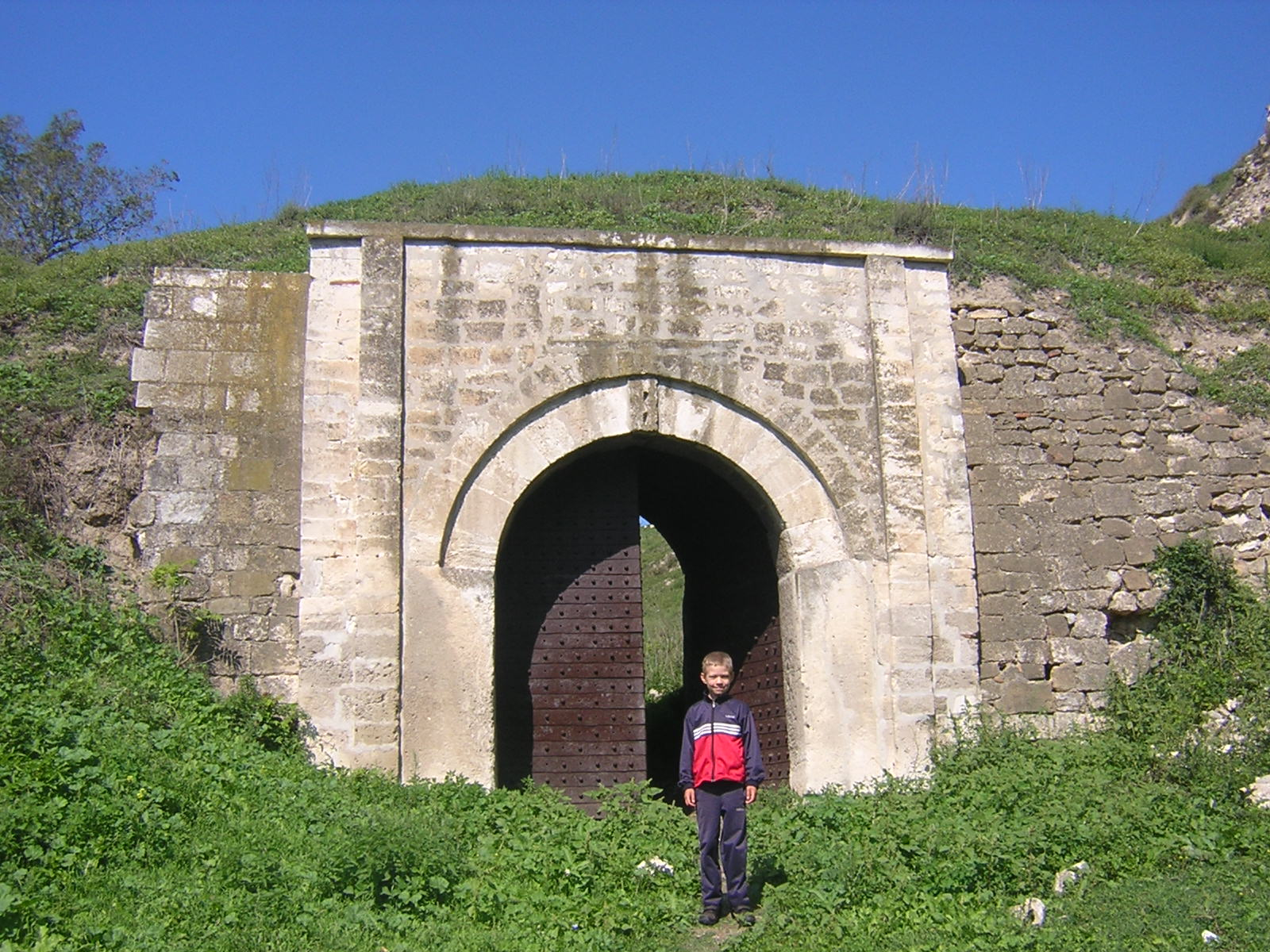
«باب شيشمان»؛ بعض ما تبقى من قلعة نيقوپوليس في بلغاريا.

قرر فيليپ الأرتوائي عدم التنسيق مع حلفائه، وقاد طليعة الخيالة الفرنسية، بينما قاد كوسي ويوحنا الجسور القوة الرئيسية للفرنسيين. توجه سلاح الفرسان الفرنسي مُعَزَّزاً بالرماة الخيَّالة لشن الهجوم على العثمانيين، في حين بقي فرسان الإسبتارية والألمان والحلفاء الآخرون مع سيغيسموند.
نشر السلطان بايزيد فرسان الآقنجية العثمانية بعنايةٍ في المقدمة يتحركون إلى جانب قوات النخبة الإنكشارية وينتظرون فرسان الصليبيين، تميز سلاح الفرسان الآقنجية بخفة التدريع وسرعة الحركة. تذكر بعض المراجع أن السلطان وضع ضعف القوات في المقدمة بخطةٍ حربيةٍ محكمةٍ.
في بداية المعركة تسبب فرسان النخبة الاسبتاريّة -المدرعون من الرأس إلى أخمص القدمين- بخسائرَ بوحداتٍ قياديةٍ من العثمانيين، ثم خرج لهم فرسان الآقنجية يراوغون بخفةٍ الفرسانَ المثقلين بالدروع ويَصْلونهم بالسهام من كل جانبٍ رمياً متواصلاً. وإذ تحوّل الفرسان الفرنسيون لمواجهة التهديد الجديد تظاهر الآقنجية بالتشتت والانسحاب فطاردهم الفرسان المدرعون نحو الهضبة حيث كان السلطان بايزيد نشر جُلَّ جيشه بانتظارهم ولم يك قد أبدى بعد إلا القليل من قواته. تبع سيغيسموند الفرسان الفرنسيين بجنود المشاة الذين تحت إمرته، ولكن كان من الطبيعي ألا يتقدموا بنفس سرعة الخيالة التي سبقتهم إلى العثمانيين. وكان هذا تماماً ما خطط له السلطان؛ أن تتبع المشاةُ البطيئة الحركة الخيالةَ السريعةَ فتسبقهم الخيل وتنفصل قوات الصليبيين عن بعضها، ويصبح فرسانهم خارج نطاق دعم المشاة.
كان العثمانيون قابعين ينتظرون العدو خلف حقلٍ رصفوه بالأوتاد الطويلة المغروزة في الأرض والمائلة باتجاه الصليبيين بحيث تطعن صدور خيول الفرسان المندفعين وبطونها، فترجَّل الفرنسيون وتابعوا قتالهم بين الأوتاد سيراً على الأقدام تحت ثقل دروعهم، وبذلك فقدوا ميزتين قتاليتين:
1. ميزة الهجوم المباغت السريع بالخيول بعدما ترجلوا عنها لتحاشي الأوتاد، وتحولوا إلى قتال المشاة البطيء.
2. ميزة قتال المشاة لأن تدريعهم الثقيل كفرسانٍ محمولين على الخيول بطّأ من تقدمهم راجلين، وقلل من قدرتهم على المبارزة كمحاربين.

كان مشاة الصليبيين حتى هذه اللحظة متأخرين بعيداً خلف الفرسان يسعون حثيثاً للحاق بهم. وصل الفرسان الفرنسيون المدرعون بتثاقلٍ وهاجموا الخيالة العثمانية الرماة، والإنكشارية الذين تقدر بعض المصادر عددهم في هذا الموضع بحوالي عشرة آلاف جندي إنكشاري وخمسة آلاف فارس عثماني.

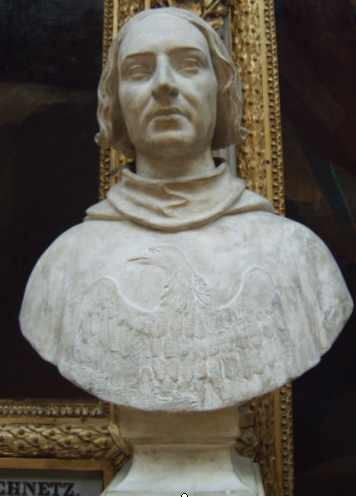
تمثال نصفي ليُوحنَّا الڤيانّي (Jean de Vienne) أمير بحار فرنسا وأكبر فارس فرنسي في الحملة الصليبية، والذي قُتل في معركة نيقوپوليس.
متحف تاريخ فرنسا، معرض المعارك، قصر ڤرساي، باريس.

حاول أونجورون الثالث لورد «كوسي» ويُوحنَّا الڤيانّي أمير بحار فرنسا الحفاظ على تشكيلٍ منظمٍ خلال المعركة وحذّروا الفرسان الفرنسيين لكي يتمهلوا بانتظار وصول المشاة المجريين الذين يلهثون راجلين للحاق بهم، لكن الفرسان الصرب حلفاء العثمانيين والمتمركزون على ميسرتهم تدخلوا هنا وهاجموا خيالة الصليبيين بعنفٍ وطردوها.
حاول الفرسان الفرنسيون اقتحام تلةٍ اشتبهوا في وجود بقايا من الجيش العثماني عليها. كان السلطان بايزيد قد أعدَّ على الهضبة فرسان السپاهية المدرعين شاهرين رماحهم، والذين تقدرهم بعض المراجع في هذا الموضع بقرابة أربعين ألفاً من حملة الرماح، فانقضّوا على الفرنسيين المدرعين الذين قاتلوا منفردين وعلى الأقدام وقضوا عليهم. أما مشاة ترانسيلڤانيا (الأردل) والأفلاق فارتبكوا، وتشتتت صفوف المجريين المتقدمين بسبب الفرسان الفرنسيين المُدْبرين هرباً من سعير المعركة نحو معسكر الصليبيين بعدما فشلوا في الصمود أمام العثمانيين لفترةٍ أطولَ ليُمكّنوا المشاة من اللحاق بهم.
أضحى الجيش الصليبي محاصراً بين فرسان السپاهية العثمانيين (الميمنة) والفرسان الصرب المدرعين بقيادة أسطفان لازاريڤيتش (الميسرة) وأُعمل فيهم القتل، وخسر الصليبيون المعركة. كانت القوة العثمانية الرئيسية متمركزةً في التلال والغابات، وعندما حان وقت تدخلها في المعركة كان جميع الفرسان الصليبيين تقريباً -بمن فيهم القادة المشهورون مثل يُوحنَّا الڤيانّي- قد أبيدوا أو دُحِروا بسبب الإغارة عليهم. ظهر السلطان بايزيد ومعه ستون ألف مقاتلٍ بحسب تقدير المؤرخ العثماني شُكرُ الله، وكان ظهوره كفيلاً بإدخال الرعب والهول في قلوب بقية الصليبيين، فوقعت عليهم الهزيمة مدويةً حتى إن الملك سيغيسموند الذي قال قبل المعركة في تيهٍ وغرورٍ: «لَوُ انقَضَّتِ السَّمَاءُ من عَليَائَهَا لَأَمسَكنَاهَا بِحِرَابِنَا»، هرب مذعوراً وألقى بنفسه في مركبٍ صغيرٍ في الدانوب تاركاً خلفه حملته الصليبية الفاشلة تذوق ويلات الهزيمة المروعة.
تذكر بعض المصادر عن شجاعة السلطان بايزيد بأنه جُرح جروحاً كثيرةً في المعركة، وأن فرسه جُرح أيضاً جروحاً عدةً حتى خارت قواه وسقط، فلم يستسلمِ السلطان، بل امتطى جواداً غيره وأكمل المعركة حتى أدرك النصر. وبذا -وفي 25 سبتمبر 1396م- هُزم الصليبيون الواثقون من أنفسهم من خلال الخطة المحكمة للعثمانيين.

## تفصيل الوقائع

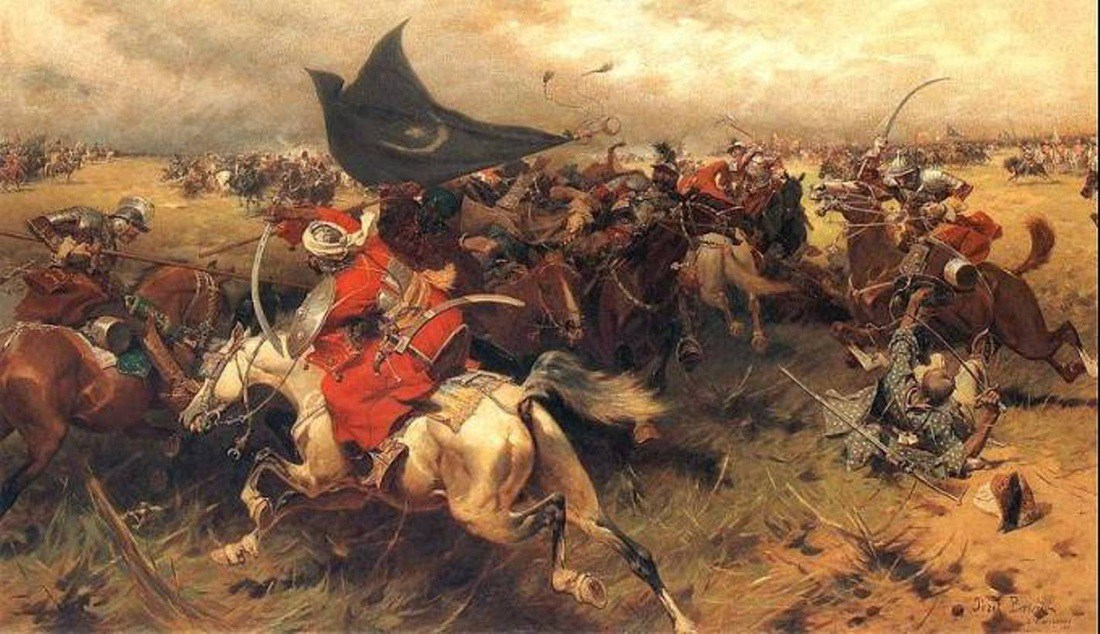
وقعت معركة نيقوپوليس في 25 سبتمبر 1396م وأسفرت عن هزيمة جيش صليبي متحالف من القوات المجرية والكرواتية والبلغارية والأفلاقية والفرنسية والإنجليزية والبورغونية والألمانية وقوات متنوعة بمساعدة البحرية البندقية على يد جيشٍ عثمانيٍّ، مما أدى لرفع الحصار عن قلعة نيقوپوليس الواقعة على نهر الدانوب وأدى إلى نهاية الإمبراطورية البلغارية الثانية.

أرسل سيغيسموند ملك المجر قائده الأكبر إلى يُوحنَّا الجسور قُمَّس نيڤير القائد الأعلى للحملة ليبلغه بأن كشافته شاهدت طلائع الجيش العثماني، وطلب تأجيل الهجوم لساعتين ريثما يعود الكشافة بالمعلومات الاستطلاعية خول حجم العدو ونيّاته. استدعى الجسور على عجلٍ مجلسه من المستشارين، فقام فيه كل من لورد «كوسي» أونجورون الثالث ويُوحنَّا الڤيانّي أمير بحار فرنسا وأكبر فارس فرنسي في الحملة ينصحان بتلبية رغبات الملك، والتي بدت حصيفةً بالنسبة إليهم، لكن كندسطبل فرنسا فيليپ الأرتوائي قُمَّس «أو» أعلن أن سيغيسموند يرغب ببساطةٍ في احتكار شرف المعركة كله لنفسه وأعلن رغبته في قيادة الهجوم بنفسه. صرّح لورد «كوسي» أونجورون الثالث، أن رأي فيليپ الأرتوائي عن نية سيغيسموند باحتكار الشرف لنفسه ليست سوى «افتراضات»، وطلب مشورة يُوحنَّا الڤيانّي أمير بحار فرنسا.
قال يُوحنَّا الڤيانّي: «عِنْدَمَا لَا يُمْكِنُ سَمَاعَ اَلْحَقِيقَةِ وَاَلِاحْتِكَام إِلَى الْعَقْلِ، عِنْدَهَا يَجِبُ تَحْكِيمُ اَلِافْتِرَاضَاتِ»، أي أنه يرى أيضاً أن سيغيسموند يقترح خطة الهجوم بما يضمن المجد والشرف لنفسه، وعلّق يُوحنَّا الڤيانّي أنه إذا رغب فيليپ الأرتوائي في التقدم بفرسانه، فيجب على الجيش أن يتبعه ولكن سيكون من الحكمة التقدم بالتنسيق مع المجريين والحلفاء الآخرين. رفض فيليپ أي انتظارٍ للتنسيق مع القيادات الأخرى، ودخل القادة في المجلس في نزاعٍ شرسٍ، فقدِ اتَّهم القادة الأصغرُ سناً الفرسانَ الأكبر بأنهم غير حصيفين، بل بالأحرى خائفين. ويبدو أن النقاش حُسم عندما قرر فيليپ التقدم بفرسانه ضارباً عرض الحائط بكل الاقتراحات والخبرات العسكرية المطروحة.

### هجوم الفرسان الفرنسيين

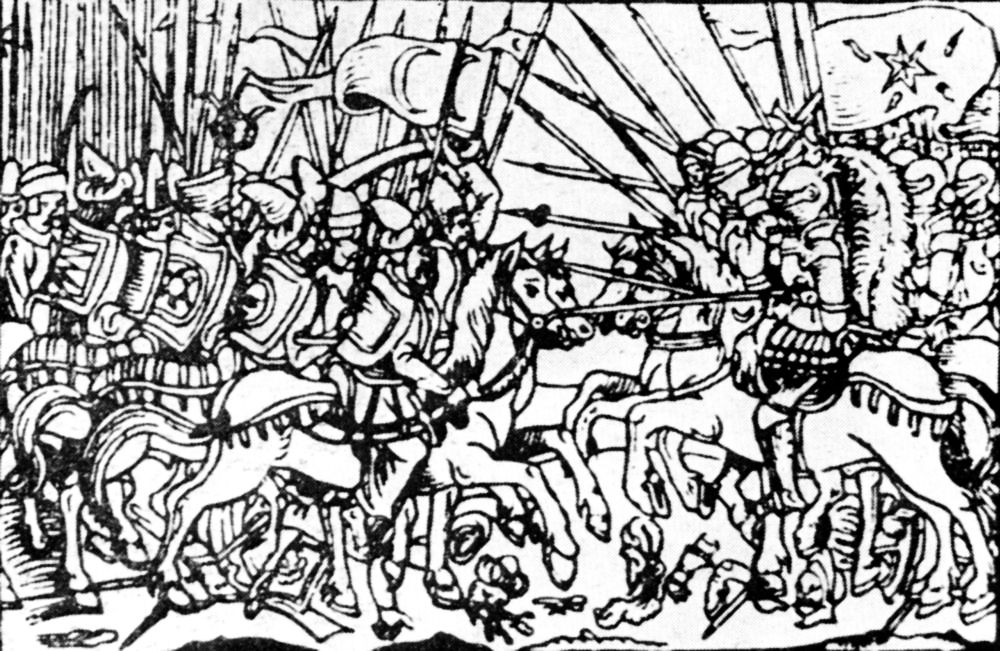
تصوير لمعركة نيقوپوليس رُسم عام 1540م.

شن كندسطبل فرنسا فيليپ الأرتوائي في الصباح هجوماً من تلقاء نفسه مع القوات الفرنسية والبُرغُونيَّة التي تحت قيادته ضارباً عرض الحائط بخطة سيغيسموند الحربية. وفقاً لبعض المصادر طلب منه الملك سيغيسموند شخصياً التخلي عن هذه الخطة، ولكن دونما فائدةٍ. لم يكن باقي الجيش قد استقر بعد في وضعية القتال وقتما اندفع الفرسان الفرنسيون وحدهم من دون تنسيق مع حلفائهم، وهو ما يذكره المؤرخون الفرنسيون على أنه خيانة لهم من باقي التحالف الصليبي وتخلِّيهم عن الفرنسيين في المعركة.
سيطر فيليپ الأرتوائي على طليعة الفرسان الفرنسيين، وقاد يوحنا الجسور قُمَّس نيڤير ولورد «كوسي» أونجورون الثالث الجيش الرئيسي، وانطلق الفرسان الفرنسيون برفقة رماة السهام الخيالة وقد أعطوا ظهورهم إلى قلعة نيقوپوليس لملاقاة العثمانيين القادمين على الطريق ينحدرون أرتالاً من فوق التلال الجنوبية. بقي فرسان الإسبتارية والألمان والحلفاء الآخرين مع القوات المجرية تحت قيادة الملك سيغيسموند. أدى هجوم الفرسان المدرعين إلى تشتيت فرسان الآقنجية الخفيفة العثمانية أو على الأقل خروج بعضهم من أرض المعركة، وتماشى هذا مع خطط كلا الطرفين المتصارعين، إذ أراد السلطان استدراج الفرسان الفرنسيين نحو قلب الجيش العثماني ليقعوا في مصيدةٍ، فيما أراد الفرنسيون نِسبة مجد النصر حصراً لأنفسهم بإحرازه منفردين، وأن يحوزوا قصب السبق في مطاردة العثمانيين. ومذ ذاك تتضارب الأحداث بين عدة رواياتٍ متناقضةٍ بشدة.

### الفرنسيون في مواجهة الإنكشارية
سحقت الهجمة الفرنسية الجندَ ضعيفي التدريب الذين وضعهم السلطان في الخطوط الأمامية كطُعمٍ لاجتذاب الصليبيين نحو قلب الجيش العثماني. تقدمت الخيالة الفرنسية -متعرضةً لوابلٍ كثيفٍ من سهام الرماة العثمانيين المحنكين- مسرعةً لمطاردة الانسحاب التكتيكي العثماني، غافلين عن مشاة الإنكشارية صفوة الجيش العثماني المرابضة أعلى الهضبة.
نصح اللورد «كوسي» أونجورون الثالث ويُوحنَّا الڤيانّي أمير بحار فرنسا الفرسان الفرنسيين بالتوقفا مؤقتاً لتنظيم صفوفهم وأخذ بعض الراحة والسماح للمجريين -وهو الأهم- ببعض الوقت للتقدم إلى مواقعَ يمكنهم منها دعم الطليعة الفرنسية. نقض هذا الرأي القادة الأصغرَ سناً الذين ليس لديهم فكرة عن حجم القوة العثمانية، كما أعماهم هذا الانتصار الأوَّلي، واعتقدوا بسذاجة عديمي الخبرة أنهم قد هَزَمُوا للتوّ جيش السلطان بايزيد بأكمله وأصروا على إكمال المطاردة دون أي تأخيرٍ لإتمام النصر.

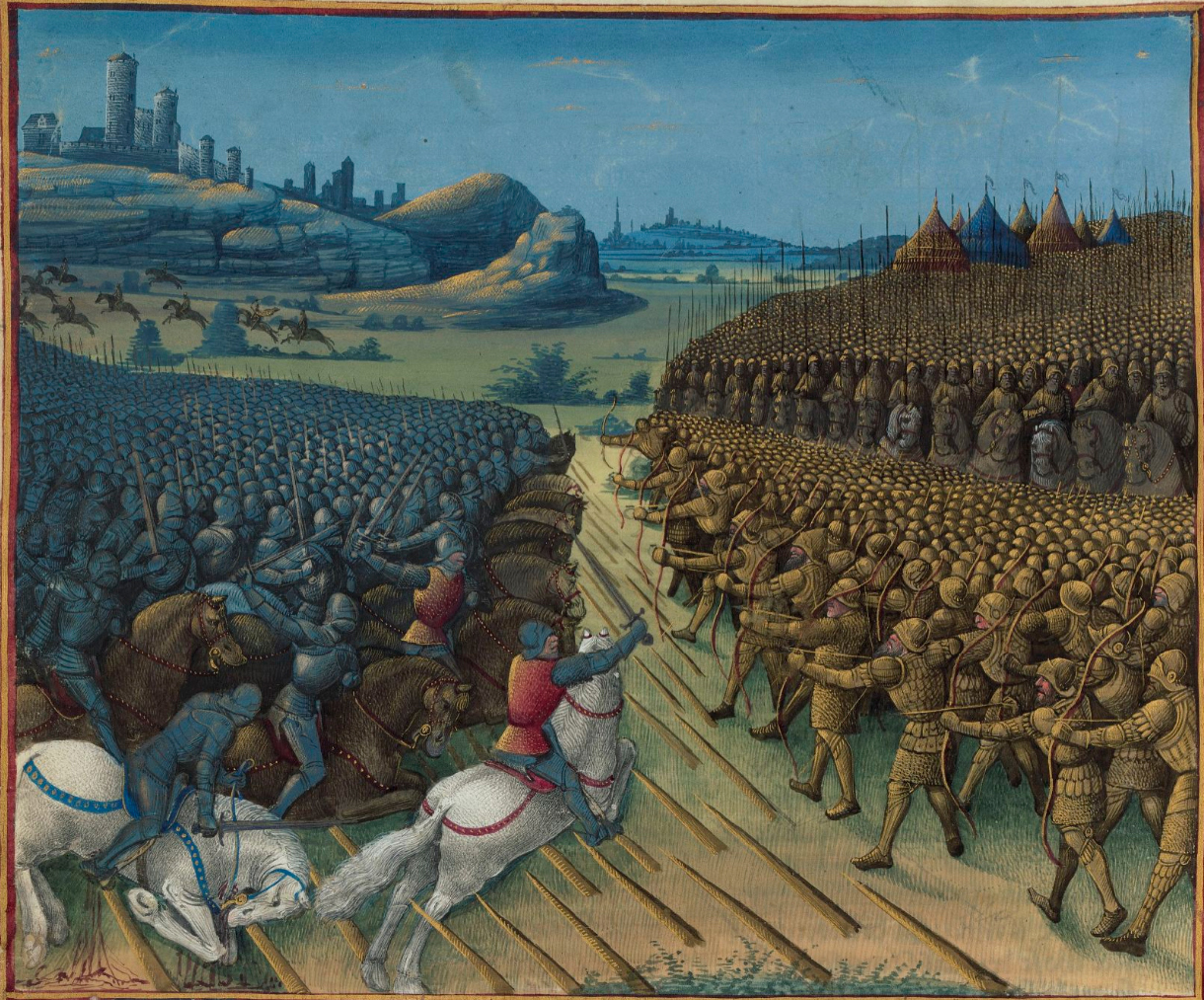
لوحة عن معركة نيقوپوليس من محفوظات المكتبة الوطنية الفرنسية، تظهر خوازيق الخيول ومن ورائها الرماة العثمانيين يرمون الفرسان الصليبيين.

وبينما هم يشرعون في المطاردة وصلوا إلى منطقةٍ كان العثمانيون أعدُّوها مسبقاً وغرسوا فيها صفوفاُ من الأوتاد الطويلة الحادة المائلة إلى الأمام بارتفاع صدور الخيول، والمُصمَّمَة لتفخيخ خيول الصليبيين وبَقر بطونها إذا مرّوا مسرعين عبر الحقل.
كانت المسافة الفاصلة -في تلك المرحلة من المعركة- بين الخيالة الفرنسية المسرعة والمشاة المجرية من خلفها قد بعُدت جداً.
ثقبت صفوف الأوتاد المائلة صدور الخيول ومزقت بطونها وأعاقت اندفاعها. ولما رأى الفرنسيون صعوبة التقدم بالخيول، اضطر العديد منهم للترجَّل لتفكيك تلك الأوتاد وفتح طريق خلالها، ومع ذلك سرعان ما سئموا التقدم لأن الدروع التي كانوا يلبسونها كانت ثقيلة ومن المفترض أن خيولهم هي التي تحملهم بتلك الأثقال، ولم يكن بوسعهم وحدهم خلع تلك الدروع.
واصل الفرسان الفرنسيون تقدمهم المتعجِّل بصعود التل على الرغم من أن المصادر تُشير إلى أن أكثرَ من نصفهم كانوا يسيرون على الأقدام، إما لأنهم تخلوا عن خيولهم بسبب الخوازيق الحادة وإما لأنهم ترجلوا لاقتلاعها. عانى الفرسان الصليبيون في دروعهم الثقيلة، ووصلوا منهَكين إلى الهضبة على قمة المنحدر حيث كانوا يتوقعون أن يجدوا القوات العثمانية الفارّة، لكن بدلاً من ذلك وجدوا أنفسهم في مواجهة فيلق قويّ من فرسان السپاهية العثمانية الثقيلة الذين احتفظ بهم السلطان بايزيد الأول في قوات الاحتياط.
وهكذا سارت على أرض الواقع الخطة الحربية الذكية للجيش العثماني سيراً كاملاً، وابتلع الفرنسيون الطعم الذي جرّهم إلى المهلكة على أيدي العثمانيين.

### حقل أوتاد الخيول
كتب المؤرخون عن الخيول التي تخوزقت على تلك الأوتاد، وراكبيها الذين ينزلون ويسحبون الأوتاد للسماح للخيول بالمرور، والهزيمة الأولية للمشاة العثمانيين الذين انسحبوا للأمان خلف فرسان السپاهية العثمانيين:
- وفقًا للمفهوم الأكثر شيوعاً عن تلك الواقعة، فقد اقتحم الفرسان الفرنسيون المدرعون والمدججون بالسلاح قوات الإنكشارية الذين أطلقوا السهام على المهاجمين وتمكنوا من إيقاف هجومهم. أطلق جنود الإنكشارية السهام بكثافة على العديد من الخيول، فسقطت وسط هذا الارتباك بعض الخيول في الخنادق الدفاعية التي حفرها الإنكشارية، وظلت باقي الخيول فزِعَة وألقت بأصحابها من على ظهورها.
- قال مؤرخون آخرون إن الفرسان الفرنسيين الذين اكتسبوا خبرة كافية في حرب المائة عام ضد إنجلترا، قد نزلوا عن صهوات جيادهم أمام العوائق المعدنية وبدأوا في مهاجمة الإنكشارية سيراً على الأقدام، تاركين الخيول وراءهم مع بعض المسلحين لإحضارها بعد تحطيم دفاعات الإنكشارية، وهكذا فَقَدَ الفرنسيون الميزة الحربية للهجوم بالخيول.

### مهلكة الفرسان الفرنسيين

لواء فرقة الخيالة العثمانية السپاهية -سلاح الفرسان الثقيل المدرَّع- في الجيش العثماني. التفّت خيالة السپاهية حول جناحي الجيش الصليبي مكتسحين كل ما في طريقهم حتى أتموا تطويق الصليبيين تماماً.

اندفع فرسان السپاهية العثمانيون الأشداء بهجومٍ مضادٍّ في مواجهة الفرسان المُنهكين تصاحبهم أبواق النداء وقرع طبول الحرب وصيحات التكبير. بلغ الإحباط من الفرنسيين مبلغاً واضحاً فانكسر بعضهم وفرّوا مذعورين إلى أسفل المنحدر، بينما صمد الباقون وقاوموا العثمانيين بشدّةٍ على مقولة «لَا خِنْزِيرٌ مُزْبِدْ وَلَا ذِئْبٌ غَاضِب سَيَكُونُ أَكْثَرَ شَرَاسَةً (من العثمانيين)» كما عبّر أحد المؤرخين المعاصرين. سقطت الراية الفرنسية الكبرى ست مراتٍ على الأرض وتناوب على رفعها ستة رجالٍ قُتلوا واحداً تلو آخر حتى استخلصها العثمانيون أخيراً من يد أمير بحار فرنسا يُوحنَّا الڤيانّي بعدما قُتل هو الآخر. فشلت مقاومة الفرنسيين العنيدة في تلافي الهزيمة التي بدت محتّمَة.

### تضارب المصادر
بعد اندحار القوات الفرنسية-البُرغُونيَّة بالكامل أضحت الأحداث اللاحقة ضبابيّةً بسبب الروايات المتضاربة. تلاحظ المؤرخة بربارة توكمان أنه «مِنْ بَيْن اَلرِّوَايَات اَلْمُخْتَلِفَة، لَا يَجِبُ أَنْ يَكُونَ هُنَاكَ وَصْفٌ مُوَحَّدٌ لِتَحَرُّكَاتِ وَحُظُوظِ سَاحَةِ اَلْمَعْرَكَةِ؛ إِذْ لَا يُوجَدُ سِوَى مَشْهَدٌ مُتَعَدِّد اَلْأَلْوَان». لكن وعلى الرغم من تضارب المصادر بعد هزيمة الخيالة الفرنسية، إلا أن كلا المصادر الأوروپية والعثمانية تتفق على أنه تبع ذلك هزيمة القوات المجرية وحلفائها.

### مقتل بعض قادة الفرنسيين
أصيب يُوحنَّا الڤيانّي أمير بحار فرنسا -الذي مُنح شرف رفع لواء الفرنسييين في المعركة باعتباره الفارس الفرنسي الأكبر سناً- مراراً أثناء محاولته حشد معنويات رفاقه رغم تقدمه في السنّ قبلما يخرَّ صريعاً في نهاية المطاف. ومن بين الفرسان البارزين الآخرين القتلى:
- يوحنا الكاروجي (بالفرنسية: Jean de Carrouges)‏.
- فيليپ الباري (بالفرنسية: Philippe de Bar)‏.
- أودار الشاسيروني (بالفرنسية: Odard de Chasseron)‏.

### استسلام قادة الفرسان الفرنسيين

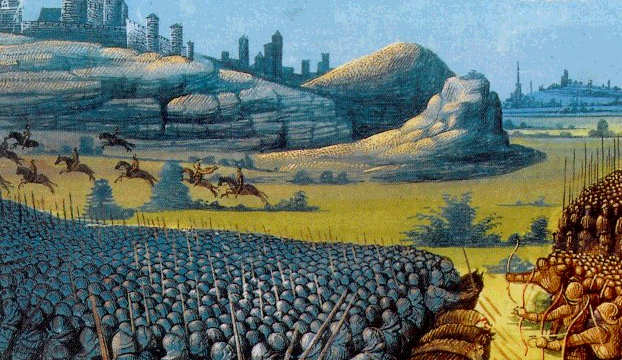
يُرى في خلفية الصورة فرسان الآقنجية العثمانية الخفيفة وهم يلتفون حول الفرنسيين ليطوقوهم بالكامل وسط الجيش العثماني.

وقع يوحنا الجسور قُمَّس (كونت) نيڤير القائد الأعلى للحملة في قبضة العثمانيين، فألقى حرَّاسُه الشخصيون أنفسهم على الأرض مستسلمين صاغرين صامتين مطالبةً بحياة سيدهم. كان العثمانيون مهتمين أيضاً بأسر النبلاء، فأسروا يوحنا المذكور ولم يقتلوه. وما إن رأى الجنود الفرنسيون سيدَهم يُساقُ أسيراً، حتى استسلم بقيتهم وتوقف الفرسان عن المقاومة.

### تطويق الجيش الصليبي
الترتيب الزمني للأحداث غير واضح من خلال المصادر، لكن يبدو أنه بينما كان الفرنسيون يتقدمون صُعُداً على المنحدر كانت خيالة العثمانيين السپاهية والآقنجية تلتف حول جناحي الجيش الصليبي، مكتسحين كل ما يظهر أمامهم حتى أتموا تطويقه. تحكي الروايات عن معركةٍ وقعت وسط هذا الارتباك بين العثمانيين وبين المجريين ووحداتٍ أخرى صليبيةٍ على السهول وعن تدافع الخيول التي سقط عنها فرسانها.

### دور القوات المجرية
واصل المشاة المجريون وحلفاؤهم التقدم حتى وصلوا وعاينوا مَقتَلَةَ الفرسان الفرنسيين وفرار من نجح منهم في النجاة من التطويق العثماني، وهنا تختلف المصادر في دور الجيش المجري وحلفائه.
فهناك معركة مشكوك في وقوعها ولم تنجح المصادر في تأكيدها تدّعي أن سيغيسموند سارع بثقةٍ على رأس القوات المشتركة لمساعدة الحلفاء المهزومين. وتبعاً لهذا فإن سيغيسموند عندما وصل مُتأخراً مع المشاة وشاهد الفرسان الفرنسيين يخرّون صرعى أو يهربون مذعورين من هول المفاجأة والرعب شنّ هجوماً على القوات العثمانية الرئيسية، ولفترةٍ من الوقت خاض -على ما يبدو- معركةً مع فرسان السپاهية العثمانيين المدرعين تدريعاً جيداً قاتل فيها سيغيسموند بقواته وفرسان رودس (الاسبتارية) والألمان لمنع تطويق خيالة العثمانيين السپاهية للصليبيين «بمذبحةٍ لا تُوصف» على كلا الجانبين على حد تعبير المؤرخين. وأن القواتِ المجريةَ وهي تشق طريقها من خلال حشود الأوتاد المغروزة قد أطلقتِ العنانَ لمعركةٍ داميةٍ خاسرةٍ، أما الرأي المُثْبتُ فهو أن قوات الملك سيغيسموند ولّت هاربةً بدون قتالٍ حالما رأت تطويق العثمانيين للفرنسيين، وثبت في جميع المصادر فرار سيغيسموند إلى الأسطول الراسي في نهر الدانوب ولا خلافَ على ذلك. وسواءً اختلفتِ المصادر حول قتال سيغيسموند وحلفائه ضد القوات العثمانية أم لا، فإن الثابت أن العثمانيين تغلَّبوا على قواته حتى دحروها وأصبح شغل جنودها الشاغل النجاة بأرواحهم من تلك المَهلكة.

### دخول فرسان الصرب

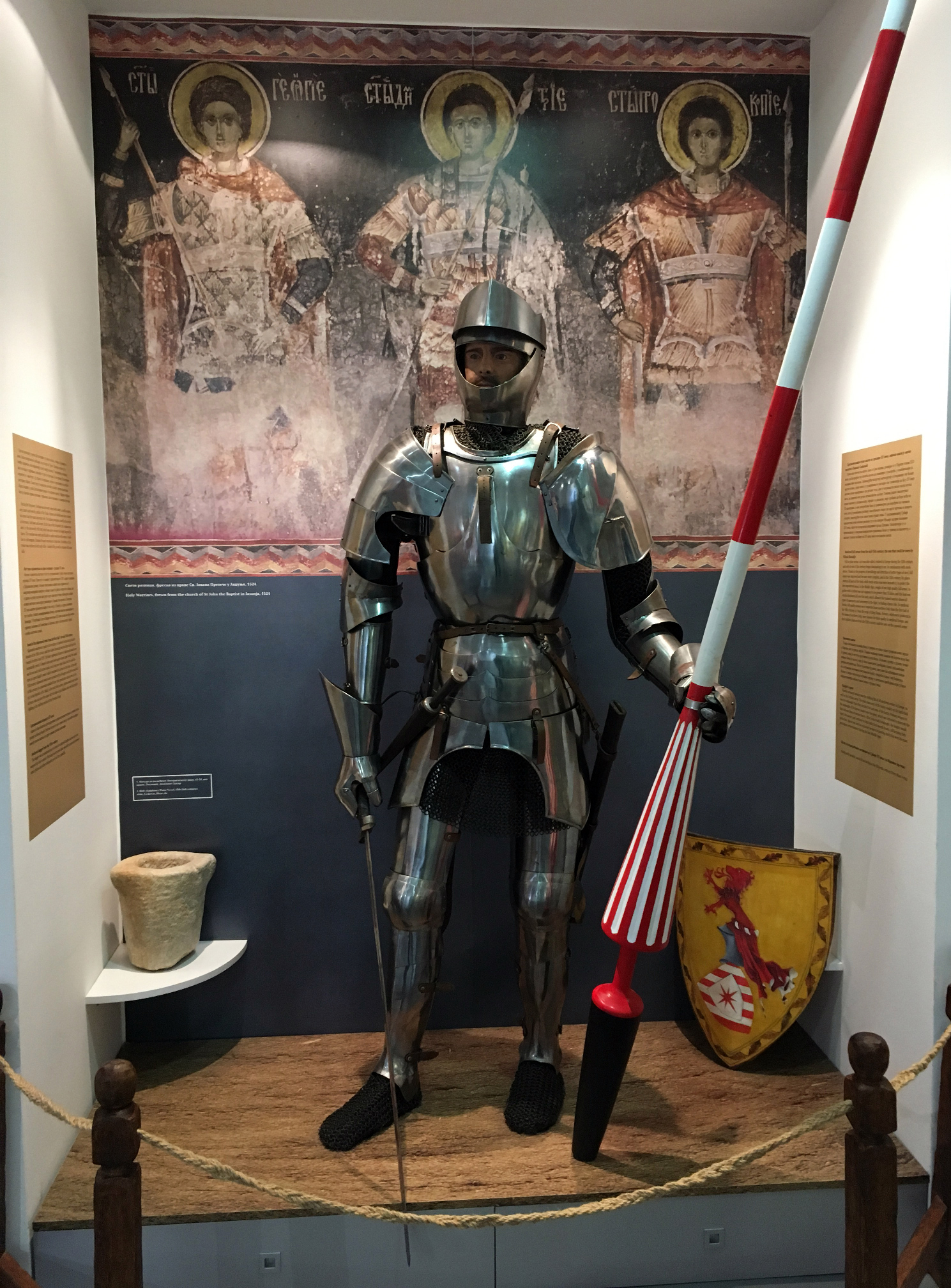
درع فارس صربي من القرن الخامس عشر.

كان تعزيز الصرب للعثمانيين بقرابة ألف وخمسُمائة فارس بقيادة الأمير أسطفان لازاريڤيتش أمراً بالغ الأهمية، إذ إن دخولهم المغترك وهجوم سلاح الفرسان الصربي الثقيل مع العثمانيين المشتبكين ضد الصليبيين أدى إلى تشتيت الصليبيين تماماً. وتذكر بعض المراجع أن تعداد الصرب كان خمسة آلاف فارس.

### نقد رؤية المؤرخين الفرنسيين
من الواضح جداً والثابت من مختلف المصادر الآتي:
1. طارد الفرسان الفرنسيون العثمانيين المنسحبين من الخطوط الأمامية.
2. نزل الفرنسيون عن خيولهم وتركوها عند حقل الأوتاد.
3. ثم اخترقوا مقدمة الجيش العثماني متقدمين سيراً على الأقدام مثقلين بدروعهم.
4. هرعت إليهم القوات العثمانية الرئيسية، بما في ذلك فرسان السپاهية المدرعة.
5. التفّ فرسان الآقنجية الخفيفة خلف الفرنسيين وأغلقوا الحَلَقَة حولهم.
6. اكتمل تطويق الفرنسيين بأسرهم وسط العثمانيين الذين أعملوا فيهم القتل.
7. سرعان ما استسلم الفرنسيون المنهكون، وبعد بضع محاولاتٍ للاستمرار بالقتال استسلم معظم الجيش الصليبي.

على أن المؤرخين الفرنسيين يروون أن الفرنسيين انتصروا، وكان من الممكن أن يحصدوا نصراً كاملاً إذا ما استغل سيغيسموند هذا النجاح وتبعهم مع الجيش الرئيسي، ووفقاً لبعض المؤرخين الآخرين، فإن المجريين حالما رأوا الفرنسيين مُطوَّقين ولّوا هاربين دون رمية سهم أو ضربة سيف.
والواقع أن الفرسان الفرنسيين اندفعوا دونما تنسيقٍ مع المجريين وانفصلوا عن مشاة الجيش المجري بمسافةٍ شاسعةٍ ليطاردوا العثمانيين، فلم يعد ثمة قرصة لقوات سيغيسموند لمساندتهم، ثم ولّت هاربةً بدون قتالٍ عندما شهدت مصير الفرنسيين، ورأوا بأعينهم إعمال القتل فيهم. وبذلك يتضح عدم موضوعية المؤرخين الفرنسيين، وتغليبهم اعتباراتهم العرقية على حيادية الحُكم التاريخي؛ ذاك الذي يشهد برعونة قادتهم في قراراتهم ونقص خبراتهم القتالية وانعدام وضوح رؤيتهم لمجريات أحداث المعركة.

### فوضى معسكر الصليبيين وفرار الملك سيغيسموند

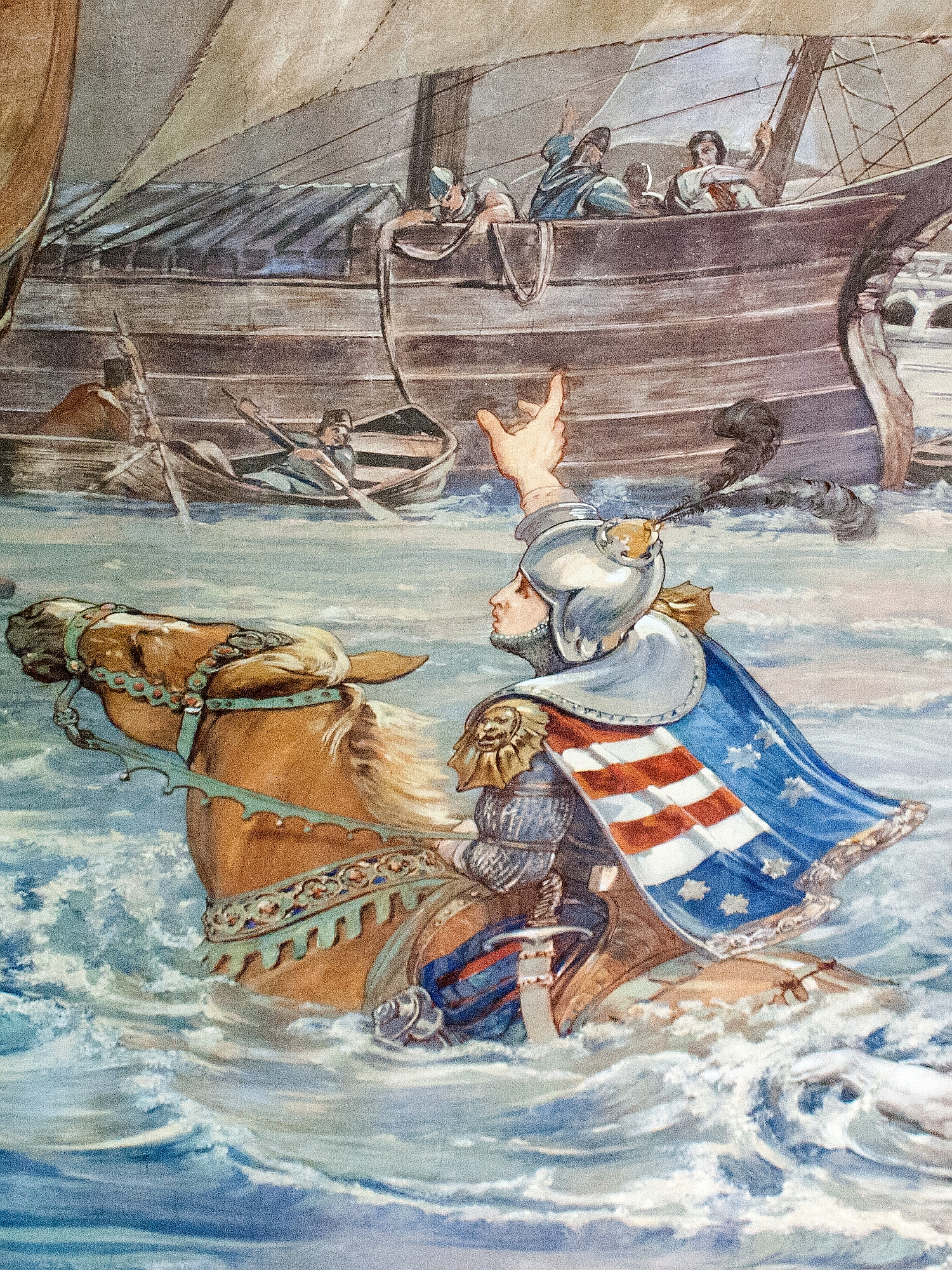
هيرمان الثاني قُمَّس تسليه أثناء فراره من المعركة إلى نهر الدانوب. لوحة موجودة بقلعة ڤاجا، ريشة فيرينك لوهر، 1896م.

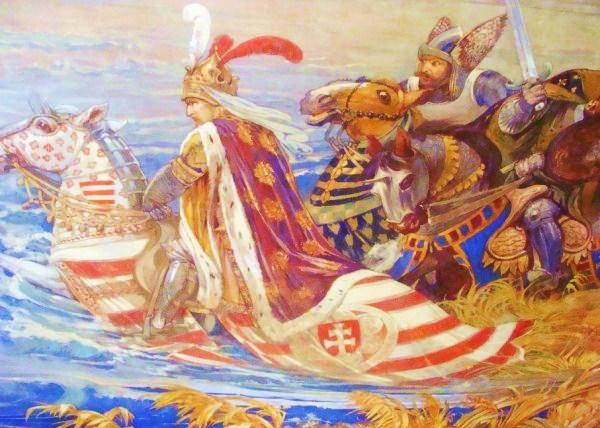
سيغيسموند الإمبراطور الروماني المقدس ملك المجر يلوذ بالفرار من معركة نيقوپوليس، وهو يخوص غمار نهر الدانوب إلى السفن الصليبية الراسية فيه. لوحة موجودة بقلعة ڤاجا، لوحة من رسم فيرينك لوهر، 1896م.

وصفت المصادر بأن بعض الخيل والفرسان الفرنسيين الذين نجوا من التطويق والقتل أو الأسر أسرعوا عائدين إلى معسكر الصليبيين فراراً من القتل حيث كان سيغيسموند قد رتب قواته للتوّ، فتسبب الناجون الذين خبّروا عن مقتلة الفرسان الفرنسيين في بث الذعر وسط المعسكر والرعب من قدوم العثمانيين الوشيك، ولم يستطع سيغيسموند السيطرة على الفوضى. فبدأ هروب الصليبيين بشكل جماعي من قبل وصول القوات العثمانية إلى معسكرهم. عُقدت صفقة مع الصليبيين المتبقين، فاستسلم جيش سيغيسموند المذهول من هول المعركة للعثمانيين الذي أكملوا هزيمة الصليبيين. ولم ينجُ سوى قلَّة ممن لاذوا بالفرار من ساحة المعركة.
وعندما رأى الملك سيغيسموند ضغط القوات العثمانية وتيقن من الهزيمة الكاملة فرّ من المعركة ولاذ بالفرار معه سيد الإسبتارية واستقلّا قارب صيد أوصلهما إلى سفن البندقية الراسية وسط نهر الدانوب مقابل قلعة نيقوپوليس. وقفزت حاشية سيغيسموند الشخصية إلى النهر وسبحت نحو السفن. قاد «هيرمان الثاني قُمَّس تسليه» (بالإنجليزية: Hermann II, Count of Celje)‏ -حاكم دوقية كارنيولا الهاپسبورغية وابن عم زوجة سيغيسموند المتوفاة- القوةَ التي سهلت فرار سيغيسموند. فيما بعد ستتزوج بربارة ابنة هيرمان من سيغيسموند نفسه.
أبحر سيغيسموند في النهر خوفاً من غدر الأفلاقيين متجهاً إلى البحر الأسود ثم القسطنطينية قبل عودته إلى دياره عن طريق البحر. وعاد القادة الفارون بتلك السفن إلى ديارهم عبر البحر في إبحارٍ طويل.

### فرار الصليبيين من المعركة
هرب جنود الأفلاق من الجناح الأيسر للجيش الصليبي وهربت خيالة ترانسيلڤانيا (الأردل) الخفيفة والمجريين من الجناح الأيمن بغير نظامٍ، بينما بقي الفرسان المدرعين في الوسط. وبعد أن ولّت القوة الفرنسية الأدبار وشرع القادة الصليبيون بالانسحاب من الميدان هرباً من المقتلة حاول الجند الصليبيون النجاة عن طريق نهر الدانوب حيث كان ينتظرهم الفرسان السپاهية، فوقع منهم عشرة آلاف أسير في أيدي العثمانيين، بينما حاول الباقون الهرب عبر النهر فغرق منهم الكثير. حاول العديد السباحة إلى القوارب في النهر ليصعدوا عليها، حتى غرق العديد من القوارب بسبب تثاقل الحمولة؛ فقام من نجحوا في الصعود إلى القوارب بدفع من حاول الصعود إليها من الماء خوفاً من غرق تلك القوارب. وغرق الكثيرون ممن حاولوا السباحة عبر النهر. وجد الصليبيون الذين عبروا الدانوب محاولين العودة إلى ديارهم عن طريق البر أن الأراضي التي كانوا يمرون بها قد جردها الأفلاقيُّون المُنسحبون من الأعلاف والأقوات.

## نتائج المعركة

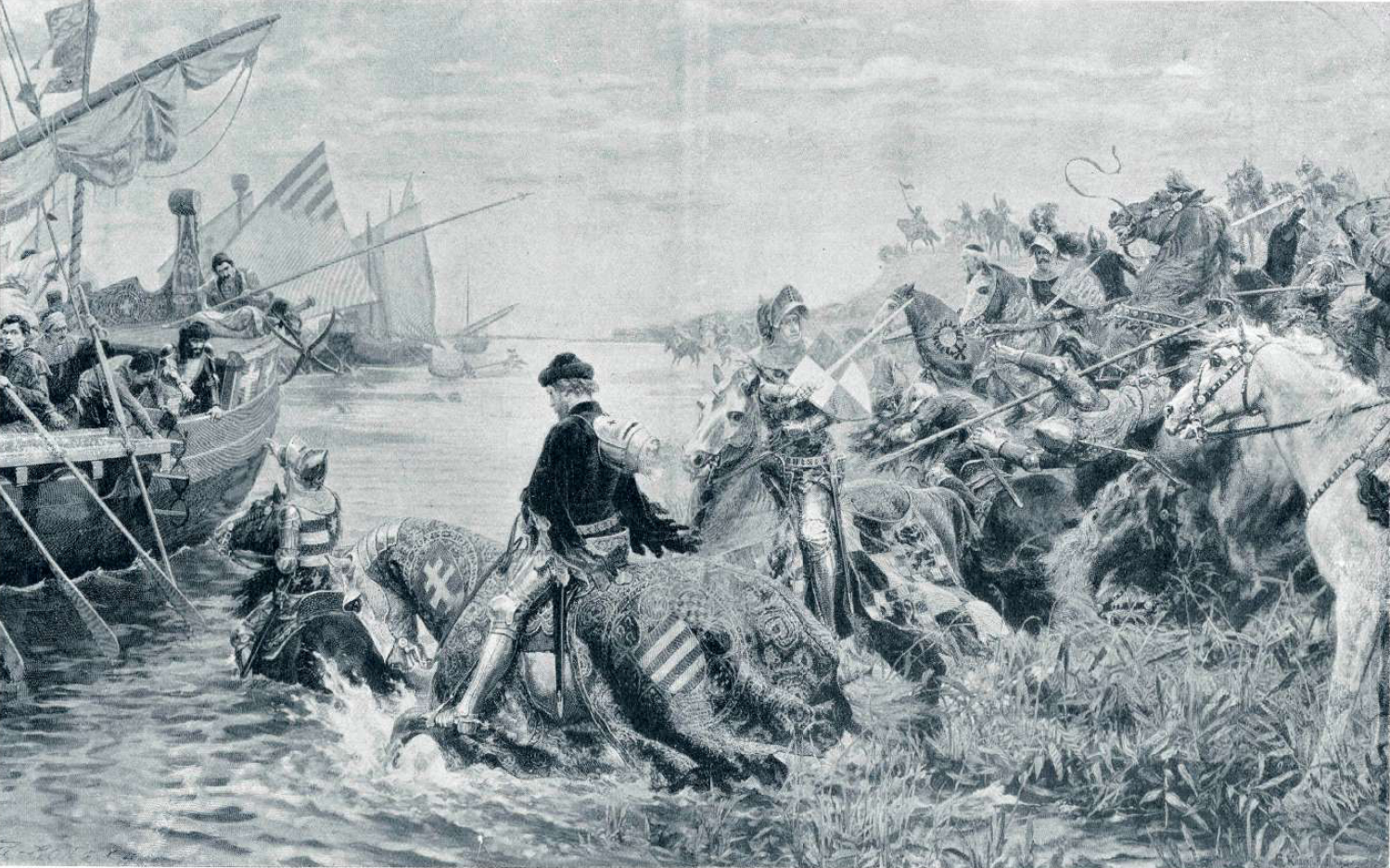
الفرار من معركة نيقوپوليس إلى السفن الراسية في نهر الدانوب. لوحة موجودة بقلعة ڤاجا، بريشة فيرينك لوهر، 1896م.

أسفرت معركة نيقوپوليس عن نصر حاسم عظيم للعثمانيين كان له أعظم الأثر في العالم الإسلامي بأسره، ووقعت بشارة الفتح في الأراضي الإسلاميَّة، وأرسل السلطان بايزيد الأول إلى كبار حكام العالم الإسلامي يبشرهم بالفتح وبالعديد من أسرى الصليبيين هدايا لهم كدليلٍ على روعة النصر.
قال الملك سيغيسموند لاحقاً لسيد الإسبتارية: «لقد خسرنا اليوم بسبب غرور وعَنجَهِيَّة هؤلاء الفرنسيين. لوِ استمعوا لنصيحتي! كان لدينا عدد كافٍ من الرجال لقتال أعدائنا». كتب المؤرخ جان فرويسارت: «منذ معركة ممر رونسڤال [عام 778م] عندما قُتل [جميع] أقران فرنسا الإثني عشر، لم يتلقَّ العالم المسيحي خراباً جللاً مثل هذا.»

### خسائر المعركة
ذكر المؤرخ التركي يلماز أوزتونا أن حوالي مائة ألف جندي صليبي غرقوا في النهر. كما وقع حوالي عشرة آلاف جندي آخرين أسرى بيد العثمانيين، وتمكن حوالي عشرين ألفاً من الهرب فُرادى. خسائر العثمانيين غير معلومةٍ، ولكن تذكر المصادر الأوروپية أنها بلغت ثلاثين ألفاً بين قتيلٍ وجريحٍ من بينهم فيليبار دو نائيّاك قائد فرسان الإسبتارية، وأمير بحار فرنسا يُوحنَّا الڤيانّي.

### الأسرى الصليبيين والفداء
قبِل السلطان بايزيد دفع الفدية وأطلق سراح الأسرى. تعرّف العثمانيون على «جاك الهيلي» (بالفرنسية: Jacques de Helly)‏، وهو فارس فرنسي كان خدم سابقاً في عهد السلطان مراد الأول والد السلطان بايزيد، وجعلوه يُحدد كبار النبلاء من بين الأسرى. جُمع لورد «كوسي» أونجورون الثالث وهنري حاكم دوقية بار وكندسطبل فرنسا فيليپ الأرتوائي قُمَّس «أو» و«غي دو تريموايّ» والعديد من النبلاء مع يوحنا الجسور قُمَّس نيڤير للافتداء بالمال. أطلق سراح النبلاء جميعهم لاحقاً مقابل فِدى.

### إعدام بعض الأسرى جزاء الغدر

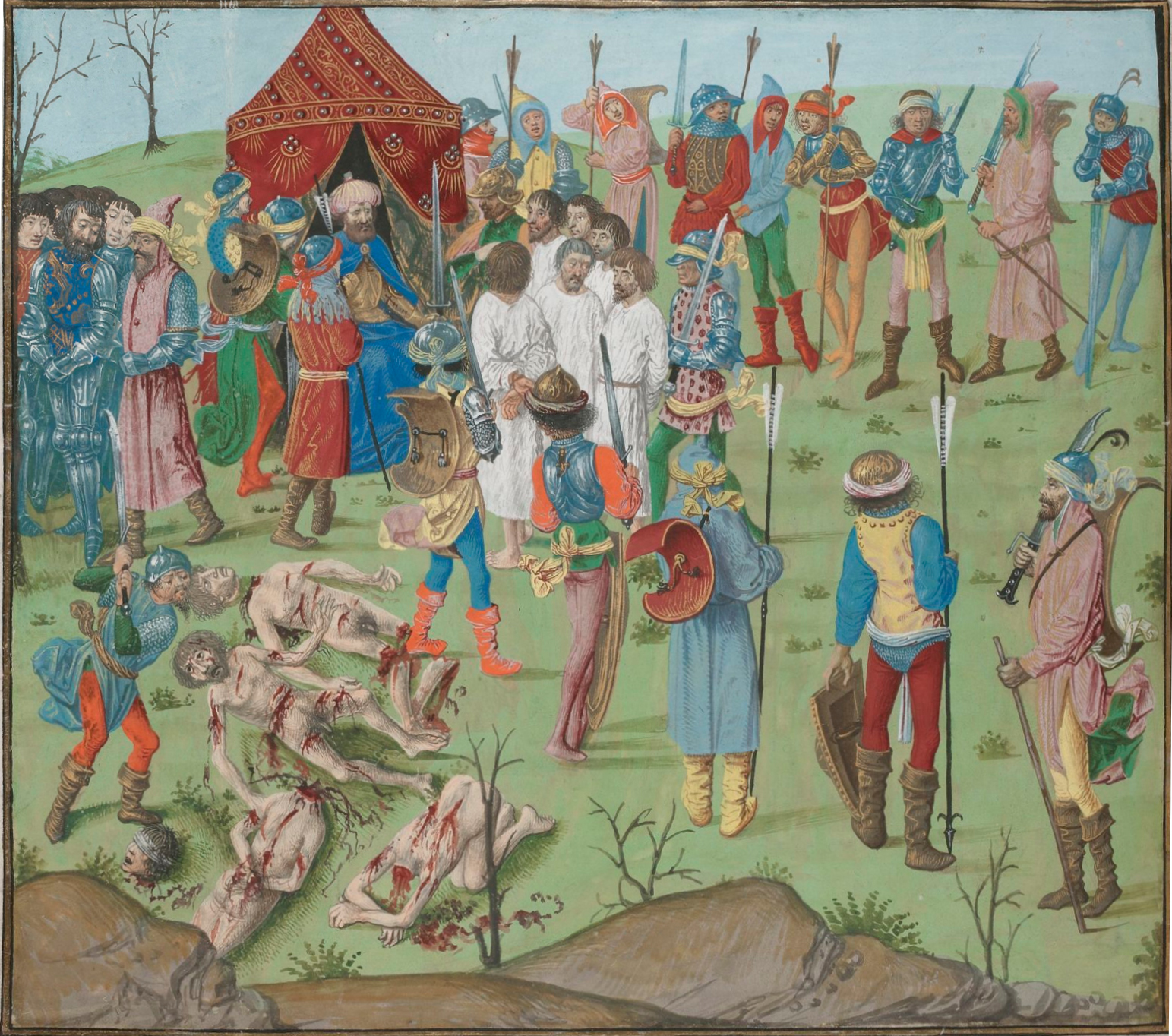
إعدام الأسرى انتقاماً لغدر الصليبيين في مذبحة راهوڤة الهمجية بإعدام الأسرى العثمانيين المستسلمين على يد الصليبيين فور بدء معركة نيقوپوليس مباشرة.

قام السلطان بايزيد الأول بجولة في ساحة المعركة في وقت لاحق من ذلك اليوم على أمل العثور على جثة ملك المجر، واستشاط غضباً بعد اكتشاف جثث مذبحة راهوڤة الهمجية للضباط الأسرى العثمانيين، فأمر بأن يُجمع أمامَه في صباح اليوم التالي (26 سبتمبر/أيلول) جميع السجناء.
تذكر بعض المراجع أن السلطان ثار عندما سمع من حامية قلعة نيقوپوليس أنهم شاهدوا ذبح الأسري العثمانيين قبل المعركة، فلما عاين الجمَّ الغفيرَ من رجاله صرعى أمر بقتل أسراه البالغين عشرة آلاف صليبي. وأوقف يوحنا الجسور قُمَّس نيڤير وبقية الأسرى النبلاء ليشهدوا عملية الإعدام. تعرَّف العثمانيون على مشير فرنسا يُوحنَّا مينجر (بوسيكو) في صفوف الأسرى، فارتمى يوحنا الجسور على الأرض جاثياً على ركبتيه أمام السلطان وأشار بأصابعه المتشابكة إلى أنه و«بوسيكو» مثل الإخوة، فأخرجه العثمانيون من صفوف الإعدام، وجُمع مع النبلاء الآخرين.
أما الباقون -الذين يُعتقد أن عددهم بلغ عدة آلافٍ- فقد رُبِطوا معاً في مجموعاتٍ من ثلاثةٍ أو أربعةٍ، وقُيَّدت أيديهم ليمروا أمام السلطان، وأُمرت مجموعة من الجلادين بقتل كل مجموعةٍ على حدة، إما بقطع الرأس وإما بقطع أطرافهم عن أجسامهم بعد عزل النبلاء جانباً. دفع العثمانيون وتداً إلى الأرض لقياس أطوال الأسرى، وكل من كان أطول من ذلك الوتد كان يُعدم. استمرت الإعدامات من الصباح الباكر حتى وقت متأخر من بعد الظهر، ثم ألغى السلطان بايزيد الأول، وبغض النظر عن الروايات المبالَغ فيها حول عدد الإعدامات يُقال إن عدد القتلى تراوح ما بين ثلاثمائة وثلاثة آلاف، على الرغم من أن عدد القتلى في ساحة المعركة كان أكثر من ذلك بكثير.

### معاملة الأسرى صغار السنّ

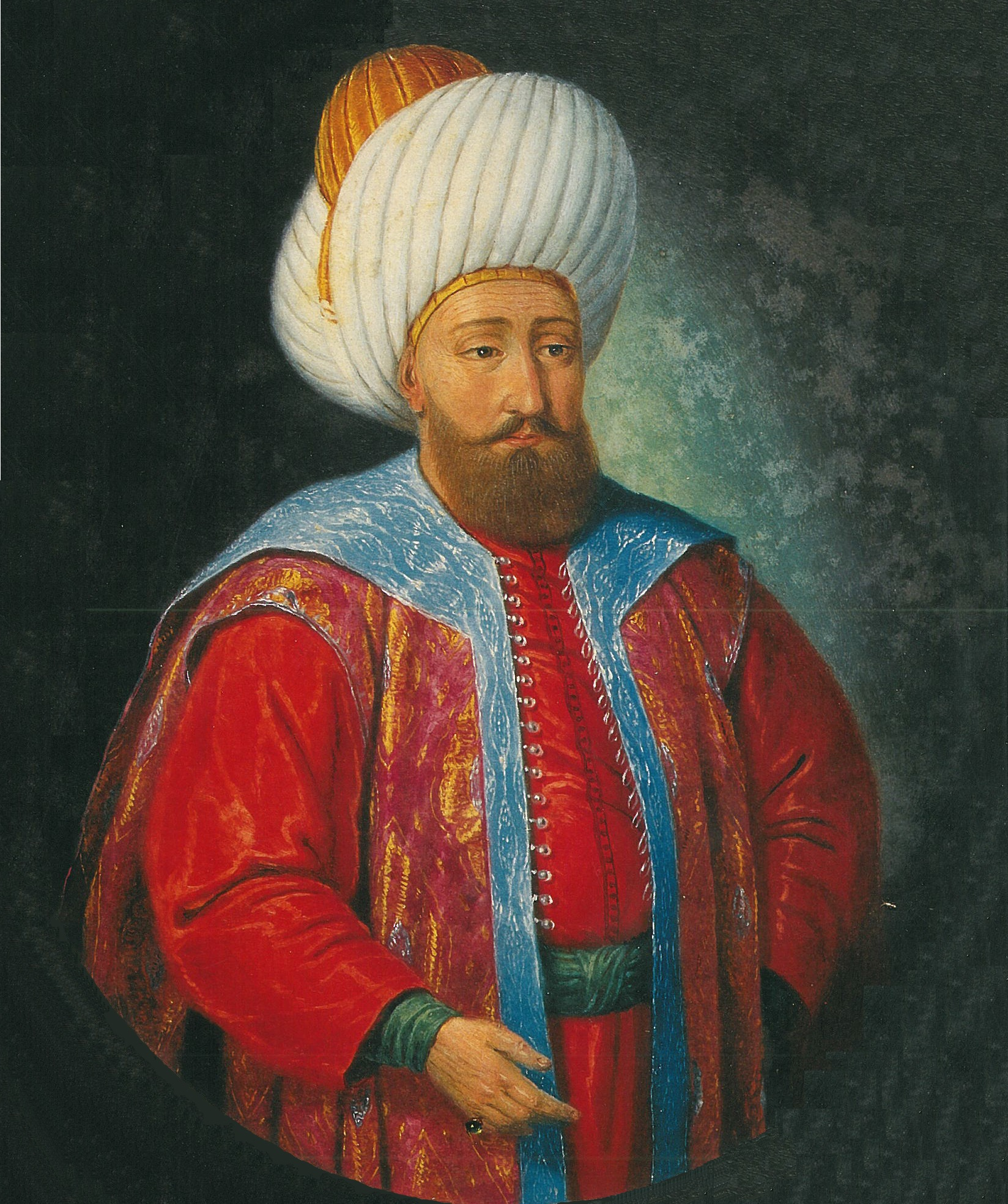
ردّ السلطان بايزيد على يوحنا الجسور قُمَّس نيڤير القَسَمَ الذي قطعه على نفسه قائلاً:.

لم يقتلِ العثمانيون أي أسير بلغ أقل من عشرين عاماً، فنجا الجنود الأسرى الذين كانوا في سن مبكرة وأُرسلوا إلى العائلات العثمانية لينشؤوا كمسلمين. وتنص بعض المصادر أن الأسرى كانوا من الكثرة بحيث لم يبقَ أحد في الأناضول أو الروملّي إلَّا وكان له نصيب من الرقيق.

### قَسَمُ يوحنا الجسور كونت نيڤير
عرف يوحنا الجسور قُمَّس نيڤير العثمانيين لأول مرة في معركة نيقوپوليس، وأُعجب بقيادة السلطان بايزيد وبطولاته وما رآه من معاملة أسراه، فأقسم أنه لن يرفع سيفاً على العثمانيين مرة أخرى إذا حرروه من الأسر. وبعد إطلاق سراحه مقابل فديةٍ أرسل له السلطان بايزيد وردّ عليه قَسَمَهُ قائلاً: «أُعِيدُ إِلَيْكَ اَلْقَسَمَ الَّذِي فَطَعْتَهُ عَلَى نَفْسِك. عَلَى اَلْعَكْسِ مِنْ ذَلِكَ، إِذَا كُنْتُ رَجُلاً ذَا شَرَفٍ، فخُذْ سِلَاحَكَ وَاحْشُد كُلَّ اَلْقُوَى اَلْمَسِيحِيَّة ضِدِّي لِكَيْ تُعْطِيَنِيَ فُرْصَةً جَدِيدَةً لِلِانْتِصَارِ [عليكم]، لِأَنَّنِي أَتَيْتُ لَلْعَالَم أنّي أُجَاهِدَ فَقَطْ لِنَشْرِ دِينِ الله وَنَيْلِ رِضَاه».

### مآل الفارين من المعركة
مات العديد من الناجين الجوعى على طول الطريق وأضحوا يتجولون في الغابات بثيابٍ خَرِقةٍ بعدما سُرق متاعهم. لعل أشهر القلائل الذين وصلوا إلى أوطانهم بعد هذه الرحلة هو القُمَّس روبرت الباڤاري، الذي وصل إلى عتبة بابه مرتدياً ملابسَ متسولٍ وتوفي بعد عدة أيام من محاكمته. اقتيد الأسرى 350 ميلاً إلى جاليبولي، وقد جُرِّدوا من قمصانهم وكان معظمهم حفاةً بدون أحذية، وأيديهم مقيدة. وهناك وُضع النبلاء في الغرف العلوية للبرج بينما حُبس السجناء الثلاثمائة الذين كانوا نصيب السلطان من الجند العاديين في الأسفل. اجتازتِ السفينة التي تحمل سيغيسموند ملك المجر مضيقَ الدردنيل على بعد نصف ميل من البرج، فقام العثمانيون بوضع الأسرى على طول الشاطئ وسخروا منه كي يأتيَ وينقذ جنوده الأسرى.
أرسل سيغيسموند أثناء وجوده في القسطنطينية مبادراتٍ لافتداء الأسرى، لكن السلطان بايزيد كان يدرك تماماً أن ثروة المجر قد استُنفدت في الحملة الصليبية وأنه يمكن الحصول على فِدىً من فرنسا. وبعد مكوثهم شهرين في جاليبولي نُقل السجناء إلى بورصة عاصمة العثمانيين.

### وصول نبأ الهزيمة إلى فرنسا
وصلت أخبار المعركة في الأسبوع الأول من ديسمبر إلى بريش على صورة شائعاتٍ عن هزيمةٍ لا يمكن تصورها، ونظراً لانعدام الأخبار المؤكدة فقد اعتُقل مروِّجو الشائعات في «القصر الكبير» (بالفرنسية: Grand Château)‏، فإذا أدينوا بالكذب كان يُحكم عليهم بالإعدام غرقاً.
سارع كل من ملك فرنسا وفيليپ دوق بُرغُونية ولويس الأول دوق أُرليانش وهنري دوق بار إلى إرسال المبعوثين إلى البندقية والمجر لمعرفة الأخبار، وفي 16 ديسمبر نقلت السفن التجارية إلى البندقية خبر هزيمتهم في نيقوپوليس وهروب سيغيسموند الإمبراطور الروماني المقدس وملك المجر.
كلَّف السلطان بايزيد الفارس الصليبي جاك الهيلي بالسفر لإبلاغ ملك فرنسا ودوق بُرغُونية بالانتصار ومطالبتهما بالفدية بعدما تعهد بأن يعود إلى العثمانيين. وصل جاك إلى بريش في عيد الميلاد وجثا على ركبتيه أمام الملك وروى عن الحملة الصليبية والمعركة والهزيمة المروعة ومذبحة الصليبيين الغادرة للأسرى وما استتبعه من إعدام الأسرى الصليبيين جراء تلك الوحشية، كما حمل رسائلَ من يوحنا الجسور قُمَّس نيڤير والنبلاء الأسرى الآخرين، أما أولئك الذين لم يحمل جاك رسائل منهم، فقد افتُرض بأنهم ماتوا، وتجمّع أعضاء البلاط الملكي ينتحبون حول جاك للحصول على مزيدٍ من المعلومات حول أقربائهم ومعارفهم.
كتب ميشال پانتوان (بالفرنسية: Michel Pintoin)‏ (ق. 1350م - ق. 1421م) المعروف باسم «راهب القديس دوني» (بالفرنسية: Religieux de Saint-Denis)‏ يصف الوضع: «ساد البلاء جميع القلوب»، وكتب ديشامب (بالفرنسية: Deschamps)‏ عن «الجنازات من الصباح إلى المساء». أُعلن يوم 9 يناير يوم حدادٍ في جميع أنحاء فرنسا، وفي ذلك اليوم «كان من المؤسف سماع الأجراس كادحة في جميع الكنائس في باريس».

### اتفاقات فداء الأسرى الصليبيين

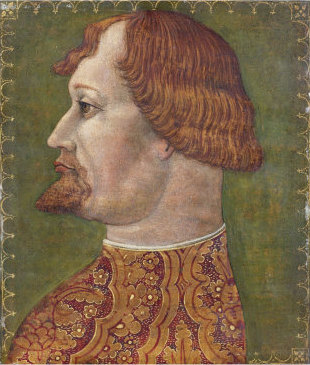
جيان جالياتسو ڤيسكونتي دوق ميلانو كانت له اتصالات واسعة في البلاط العثماني.

غادر وفد من باريس يحمل هدايا نفيسة إلى السلطان بايزيد في 20 يناير 1397م للتفاوض بشأن الفدية، وعاد جاك الهيلي بالفعل برسائلَ إلى الأسرى ملتزماً بقَسَمِ العودة إلى السلطان. أصبحت مُساعَدة جيان جالياتسو ڤيسكونتي دوق ميلانو حيويةً، فقد كان ذا صلاتٍ واسعةً في البَلاط العثماني، ولهذا أُرسِلَت إليه سفارةٌ لإبلاغه بموافقة ملك فرنسا المتأخرة على السماح له بإضافة «زهرة الزنبق» (رمز العائلة المالكة الفرنسية) إلى شعار درعه، ذلك أنَّ زوجة دوق ڤيسكونتي الأولى كانت من نسل البيت الملكي الفرنسي، ولكن في حقيقة الأمر كانت تلك رشوة ابتغاءَ وساطته عند السلطان بايزيد وحثّاً على بذل أقصى الجهد معه.
في غضون ذلك وصل المبعوثون الذين أُرسلوا في أوائل ديسمبر إلى البندقية وبعدما علموا بمصير الأسرى شقّوا طريقهم إلى بورصة. وأصبحت البندقية بسبب شبكتها التجارية الخاصة، مركزاً لتبادل الأخبار والمال وفداء الأسرى.
في 13 فبراير 1397م توفي لورد «كوسي» أونجورون الثالث مريضاً أو ربما بسبب جروح المعركة. ومالبث السُلطان أن أمر بإطلاق سراح كل من مشير فرنسا يُوحنَّا مينجر (بوسيكو) و«غي دو تريموايّ» بعد تعهدهما بالحصول على تمويلٍ في بلاد الشام، وعندما وصلا إلى جزيرة رودس مرض دو تريموايّ وتوفي في عيد الفصح.

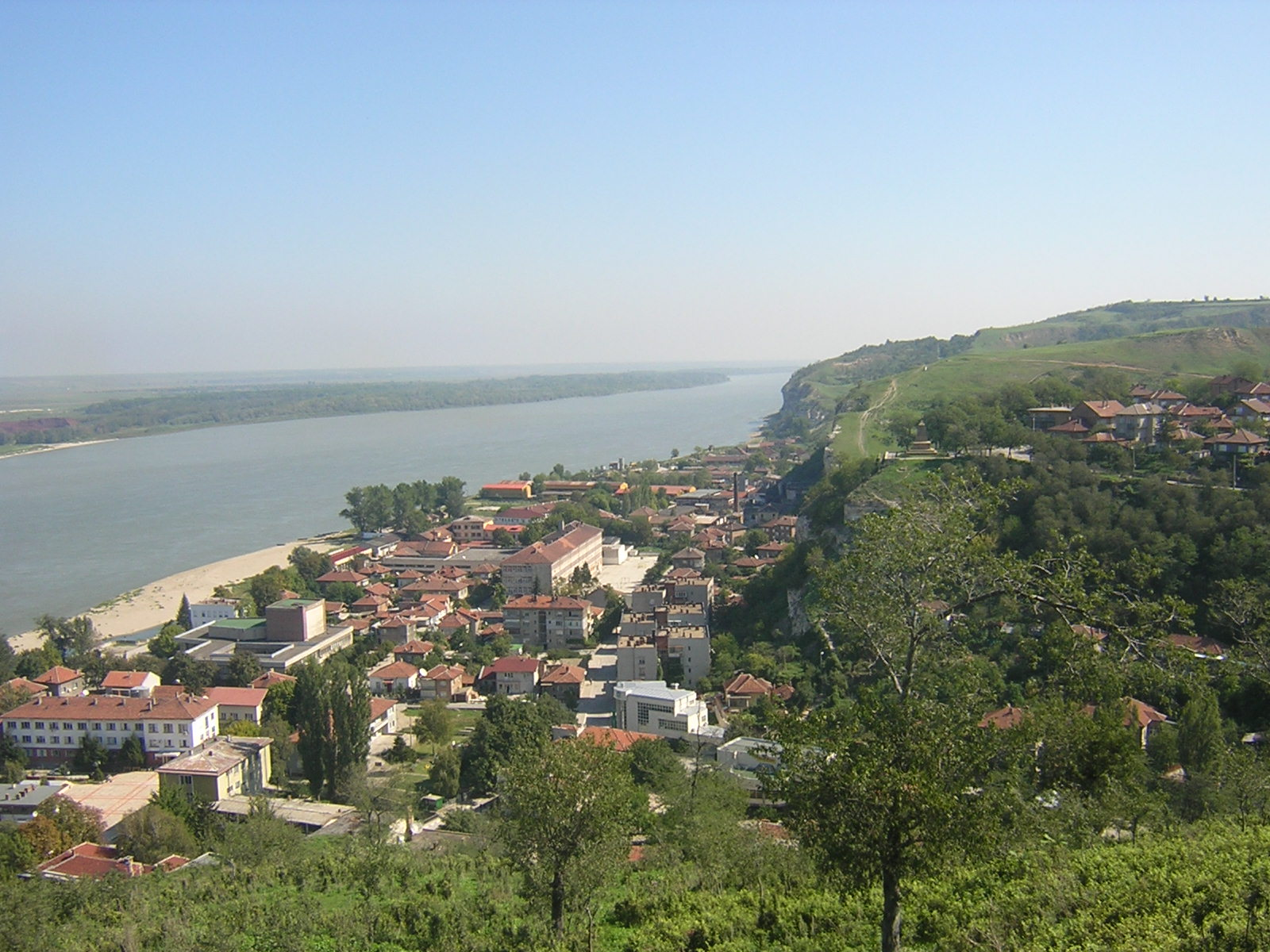
صورة حديثة للمنطقة التي دارت فيها معركة نيقوپوليس من موقع قلعة نيقوپوليس في بلغاريا.

توصَّلَ المفاوضون الفرنسيون في بلاط السلطان أخيراً في يونيو إلى اتفاق بشأن فدية قدرها مائتيّ ألف فلورين من الذهب قبل أن يُتوفّى كندسطبل فرنسا فيليپ الأرتوائي في 15 يونيو. أُطلق سراح الأسرى بدفعةٍ مُقدّمةٍ قدرها خمسةٌ وسبعون ألف فلورين في 24 يونيو بناءً على وعدهم بالبقاء في البندقية حتى أداء المبلغ المتبقي من الفدية. ومع ذلك وجد النبلاء أن من غير المعقول أن يسافروا قافلين إلى بلادهم بأقل من أُبَّهَتهِم المعتادة، فاقترضوا مبلغاً إضافياً يقترب من مبلغ الفدية من أجل إعادة تجهيز أنفسهم. وعند وصولهم إلى البندقية في أكتوبر -بعد التوقف في جزرٍ عدةٍ لاستعادة الأموال واقتراضها- كانت المعاملات المالية المطلوبة لتقديم الفدية ودفع ترتيبات السفر ونفقات المعيشة للنبلاء معقدة للغاية. استغرقت معاملة مالية ثلاثية الجوانب بين بُرغُونية وسيغيسموند والبندقية 27 عاماً لتسويتها. وعندما تفشى الطاعون في البندقية وطُلب من النبلاء أن ينتقلوا مؤقتاً إلى تريڤيزو ظلوا يطالبون هنري دوق بار بالمبلغ المُترتب عليه.

### عودة الأسرى الصليبيين
يومَ خروج الأمراء والفرسان الصليبيين ليعودوا إلى بلادهم فاجأهم السلطان بمائدة طعام زاخرة، فتعجبوا من صنيعه الإنساني على الرغم من سوء معاملتهم للأسرى المسلمين والغدر بهم، وأقسموا بأنهم لن يعاودوا الهجوم على الأراضي العثمانية في الأناضول أو الروملي، ولن يرفعوا السلاح في وجه الجيش العثماني مرة أخرى.
عاد آخر القادة الصليبيين إلى فرنسا في فبراير 1398م: يُوحنَّا الجسور قُمَّس نيڤير، ومشير فرنسا يُوحنَّا مينجر (بوسيكو)، و«غي دو تريموايّ» وجاك دي لا مارش، إلى جانب سبعة أو ثمانية فرسان آخرين، واستُقبلوا بالأناشيد والحفلات والمَواكب أثناء سفرهم عبر المملكة.

## آثار ما بعد المعركة
كانت معركة نيقوپوليس الوحيدة التي وقعت خلال دور صعود الدولة العثمانية وقُتل فيها بعض الأسرى، وذلك لسبب خاص هو ذبح الصليبيين للأسرى المسلمين والمسيحيين الأرثوذكس من راهوڤة في سابقة غدرٍ مخالفةٍ لأعراف الحروب وأخلاق الفروسية والمعاهدات.

### تغير سياسة سيغيسموند

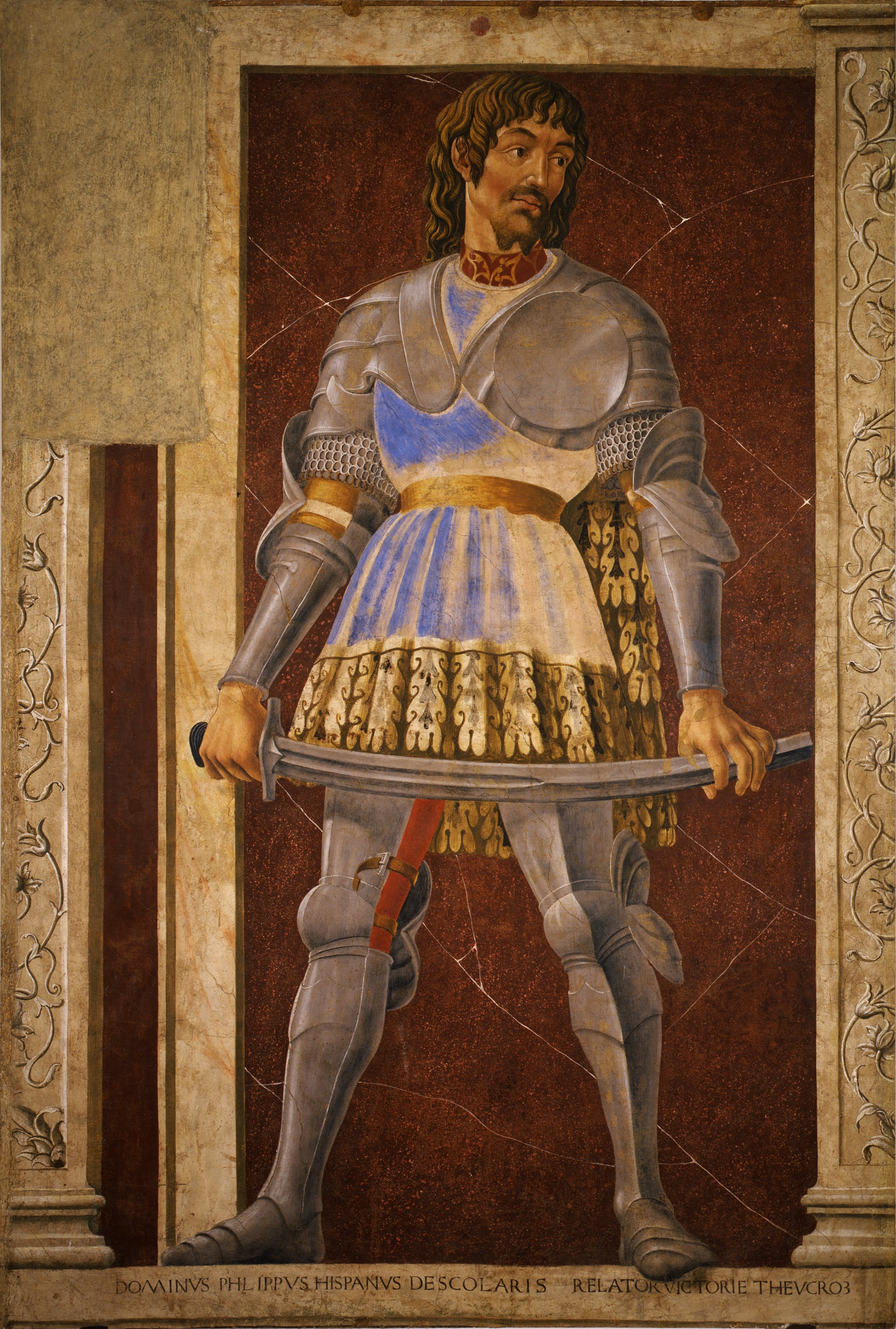
«پيپو سپانو» الإيطالي, عهد إليه الملك سيغيسموند بقيادة الجيوش بعد الهزيمة المدوّية في نيقوپوليس.

- حدثتِ الهزيمة بشكل رئيسي بسبب الهجوم الكاسح على قلب الجيش الصليبي المكون في أغلبه من فيلقٍ من الفرسان الفرنسيين. ووفق المصادر فقد اندفع الفرنسيون إلى الأمام قبل أن يحاصرهم العثمانيون. دبَّ الذعر في بقية الجيش، وفرّت الجيوش الرديفة من ترانسيلڤانيا (الأردل) والأفلاق، وحطمت القوات العثمانية الكتلة الرئيسية للجيش المؤلفة من المشاة المجريين. كان هذا أول فشل في السياسة الخارجية لسيغيسموند الإمبراطور الروماني المقدس وملك المجر.
- أدرك سيغيسموند من تجربة الهزيمة أن عليه اختيار الدفاع بدلاً من الهجوم، لأن مملكة المجر والدول المسيحية الأخرى ليست قويةً بما يكفي لدحر العثمانيين في معركةٍ واحدة.
- في الجمعية الوطنية التي عُقدت في طمشوار غربي الأفلاق عام 1397م قدّم سيغيسموند جيشاً جديداً، حيث أجبر مُلَّاك الأراضي على تقديم فرسانٍ من الرماة مع مشاةٍ من العبيد، وبدأ في بناء نظام تحصيناتٍ حدوديٍّ لحماية الحدود من الهجمات العثمانية، وبنىَ العشرات من الحصونٍ.
- بعد الهزيمة عهد سيغيسموند بالقيادة إلى قادةٍ مختارين مثل پيپو سپانو (بالإنجليزية: Pippo Spano)‏ الإيطالي، وسرعان ما برز يوحنا هونياد الأمير المجري على الساحة وهو قائد موهوب عسكرياً ناوأ العثمانيين فترةً من الزمن حتى مقتله أثناء حملةٍ عسكريةٍ ضدهم في 11 أغسطس 1456م.

### توقف الحملات الصليبية
- تركتِ الهزيمة الفادحة للصليبيين انطباعاً مريراً في العالم الغربي، ليس على المنهزمين بنتيجة المعركة فحسب، ولكن أيضاً على أولئك الذين كانت لهم علاقة غير مباشرةٍ بها، بل وحتى على الذين لم تكن لهم علاقة بالحملة من شدة وقع الصدمة، فلم ينادِ أحد بحملة أخرى بعدها.[10]
- لم تخرج أي حملةٍ جديدةٍ من أوروپا الغربية لوقف التقدم العثماني في البلقان بعد هذه الهزيمة حتى ‌حملة ڤارنا الصليبية (1443-1444م).[34]
- بانتصارهم في معركة نيقوپوليس أحبط العثمانيون تشكيلَ تحالفاتٍ أوروبيةٍ مستقبليةٍ ضدهم، وحافظوا على ضغطهم على القسطنطينية، وشددوا سيطرتهم على البلقان، وأصبحوا يمثلون تهديداً أكبر لأوروپا الوسطى.[la 59][18]
- اتضح للصليبيين بعد المعركة أنه كان من المستحيل هزيمة العثمانيين في البلقان.[18]
- تضاءلت مكانة المجر في المجتمع الأوروپي الغربي، وضاعت هيبة الدولة بعد الهزيمة الشنعاء وفرار الملك من المعركة.[11]
- أشار المؤرخ الهولندي يُوحنَّا هويزينجا (1872-1945) إلى «العواقب المؤسفة للشروع في إدارةٍ متهورةٍ للحُكم في مشروعٍ ذي أهميةٍ حيويةٍ بروح الفروسية المغامِرة».[la 60] كلا المشاركين في الحملة والمؤرخين المعاصرين واللاحقين لم يحللوا الحدث وفقاً لهذا المنظور.

### نهاية الإمبراطورية البلغارية الثانية
- يُنظر إلى معركة نيقوپوليس على نطاق واسع على أنها سطّرت نهاية الإمبراطورية البلغارية الثانية، إذِ انتهتِ الآمال في إحيائها بضبط آخر حكام بلغاريا إيڤان سراتسيمير وأسره، ثم إعدامه في بورصة عاصمة العثمانيين.[la 61]
- كما ضُمَّت إمارة ڤيدين وزالت المملكة البلغارية بالكامل.[14]
- ظلت بلغاريا منذ يوم نيقوپوليس وحتى عام 1878م ولايةً من ولايات الدولة العثمانية.

### بناء مسجد في القسطنطينية
ازدادت عزلة القسطنطينية تحت الحصار العثماني وفقدتِ الأمل بعدما ذهبت محاولة حملة الإنقاذ الصليبية هباءً منثورا، وشدّد السلطان بايزيد الحصار عليها تمهيداً لفتحها، ثم قَبِل الصلح مع البيزنطيين وفك الحصار مقابل مبلغ عشرة آلاف دينارٍ مع السماح للمسلمين ببناء مسجدٍ في القسطنطينية لإقامة شعائر الدين الحنيف، وإقامة محكمةٍ شرعيةٍ تنظر في قضايا المستوطنين المسلمين بها.

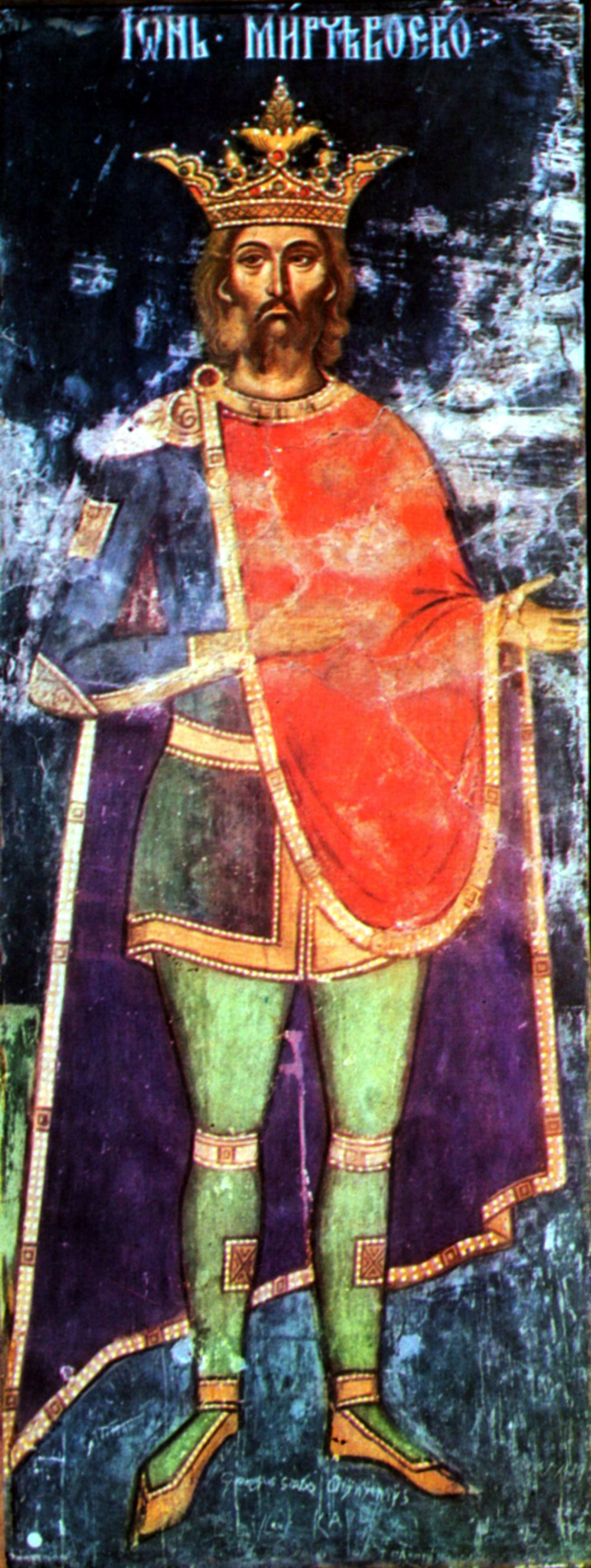
ميرݘه العجوز حاكم إمارة الأفلاق.

وتردد الآذان خمس مراتٍ كل يومٍ من فوق المآذن بالعاصمة البيزنطية، وفرض السلطان بايزيد تعيين قاضٍ مسلمٍ في القسطنطينية ليفصل بين المسلمين في قضاياهم، كما خصص 700 منزل داخل العاصمة البيزنطية للجالية المسلمة. وتنازل الإمبراطور البيزنطي عن نصف «حي غلطه» في القسطنطينية للمسلمين وتمركزت به حامية عثمانية قوامها ستة آلاف جندي عثماني. وزيدت الجزية على بيزنطة، وفرض العثمانيون الضرائب على الكروم ومزارع الخضروات الواقعة حول القسطنطينية.

### سلطان الروم
أرسل السلطان بايزيد إلى الخليفة مُحمَّد المتوكل على الله بالقاهرة يطلب منه الإقرار على لقب سلطان الروم (الأناضول والبلقان) كدليلٍ على وراثته دولة سلاجقة الروم، وإشارةً على عزمه مواصلة الجهاد في أوروپا حتى فتحها كلها، وليتسنى له أن يُسبغ شرعيةً على دولة بني عثمان بين الدول الإسلامية. وأرسل أيضاً إلى السلطان المملوكي هديَّةً من مائتيّ جندي صليبي من الأسرى الذين ملكهم.
وافق السلطان المملوكي الظاهر سيف الدين برقوق حامي الخليفة، وخاطبه الخليفة العباسي المقيم في القاهرة في رسالةٍ بعبارة «سلطان إقليم الروم»، وانساح كثير من المسلمين إلى بلاد الأناضول حيث الدولة العثمانية القوية المظفرة، وهاجر إليها الكثيرون ودخلوا في خدمتها. وكان الملك الظاهر يقول: «مَا أَخْشَى مِنْ تَيْمُورْلَنْكْ، فَإِنَّ كُلَّ أَحَدٍ يُسَاعِدُنِي عَلَيْهِ، وَإِنَّمَا أَخْشَى مِنْ بَنِي عُثْمَانَ إِذَا وَقَعَ بَيْنَنا اَلْخُلْف». وبهذا أصبح السلطان بايزيد الأول أول من حمل لقب «سلطان» من آل عثمان.
هاجر إلى الأناضول الآلاف من المسلمين، وساهموا في اقتصاد الدولة وفي العلوم والأعمال الحكومية، وأتى الكثيرون من إيران والعراق وبلاد ما وراء النهر، بالإضافة إلى أولئك الذين فرُّوا من وجه تيمورلنك المغولي.

### حملات العثمانيين
- بعد معركة نيقوپوليس دخل العثمانيون إلى المجر وعادوا بغنائمَ كثيرة.
- واصلت الأفلاق موقفها ضد العثمانيين فقد أوقفت حملةً أخرى في العام التالي 1397م، وفي عام 1400م جرد العثمانيون حملةً عسكريةً أخرى عليها.[14]
- اقتصَّ السلطان بايزيد من حكام شبه جزيرة المورة الذين حالفوا الصليبيين، فشنَّ عليهم حملةً ودمرهم،[2][15] وعاقب حكامها على ما اتخذوا من موقفٍ مُعادٍ وما أحدثوا من خرابٍ،[11][17] ففتح آرغوس وآتيكا وسلوري وحاصر كورنثة.[14]
- سيطر السلطان بايزيد على ساحل بحر مرمرة وتحكم في الدردنيل وحكم معظم آسيا الصغرى والبلقان تقريباً.
- صرّح السلطان بايزيد بعد النصر في نيقوپوليس بأنه سيفتح إيطاليا، ويعلف جواده في مذبح القديس بطرس بروما.[11][11]

## الأحداث التي تلت المعركة

### تجدد حرب المائة عام
سرعان ما استؤنفت حرب مائة العام في أوروپا الغربية بين إنجلترا وفرنسا بعد تلك الحملة مباشرةً، وتجددت كذلك صراعات سيغيسموند مع جمهورية البندقية.

### وفاء السلطان بايزيد الأول بنذره
نذر السلطان بايزيد الأول أن يبنيَ عشرين جامعاً من مال الغنائم إن قُدِّر لهُ النصر في تلك الحرب على الصليبيين. فانهزمت جيوش التحالف الصليبي في نيقوپوليس على يد الجيوش العثمانية، وكانت نهاية الإمبراطورية المجرية الثانية.
بعد تمام النصر سارع السلطان بايزيد الأول في العاصمة العثمانية بورصة مع رجاله إلى تحديد الأماكن التي ستُبنى عليها المساجد العشرون وفاءً بنذره. وبعد البحث اكتشف السلطان صُعوبة بناء عشرين مسجد؛ فطلب الفتوى من العُلماء، ومنهم صهره وزوج ابنته ومستشاره الشيخ «أمير سلطان»، فوجدوا أنَّهُ نذرَ بقوله «عشرين قبَّة» ولم يقل مسجداً، وفُسّرَت على اعتبار أن القبّة تعني مسجداً، ووجدوا أنَّهُ إذا بَنَى مسجداً جامعاً كبيراً يحوي عشرين قبَّة فإنه يوفي بِالنذر.
وهكذا بُني مسجد أُولو جامع، ومعناه: «الجامع الكبير» في بورصة على شكلِ مستطيلٍ تَعلُوُه عشرونَ قُبَّة كبيرة مُتلاصقة وتحت كل قبَّةٍ مساحة كبيرة لِلصلاة، والمستطيل على شكل مصفوفة قبابٍ «5x4»: أي أربعة صفوفٍ بخمسةِ قبابٍ لكل صفٍّ تغطي حرم المسجد جهة القبلة، وتحت كُل قبَّة مساحة تعدل جامعاً من الجوامع وقتئذٍ. مايزال هذا المسجد الجامع قائماً في مدينة بورصة تُقام فيه الصلوات، وتعرض فيه أقدم كسوةٍ كاملةٍ في العالم لباب الكعبة المشرّّفة تعود لفتح العثمانيين مصرَ عام 1517م وانتقال الخلافة الإسلامية إليهم. وأصبح مسجد «أُولُو جامع» أحد أهم خمسة مساجد في العالم الإسلامي زمنَ بنائه، ويُعتبر بداية انطلاقة العمارة العثمانية.

### عهد الفترة العثماني
بعد ست سنواتٍ من المعركة تفككتِ الدولة العثمانية بضع سنين بسبب غزو تيمورلنك الأناضول، فقدِ انهزم السلطان بايزيد الأول على يد تيمورلنك في معركة أنقرة في صيف 1402م، وأعقب ذلك فترة من الفوضى في الدولة العثمانية استغلها ميرݘه العجوز لتنظيم حملة مع مملكة المجر ضد الدولة العثمانية. لكن العثمانيين مالبثوا أن استردوا زخمهم وفتحوا القسطنطينية بعد نصف قرن من معركة أنقرة.
أرسل تيمورلنك بعد انتصاره في معركة أنقرة مبعوثين إلى الحكام الأوروپيين يُعلن بغطرسةٍ تغلبه على السلطان بايزيد الذي لم يتمكنوا من هزيمته. ومنحت تلك الأحداث القسطنطينية -بشكلٍ خاصٍّ- فترة راحةٍ، وهي التي تعرضت لضغوط عسكرية شديدة ومتواصلة من قِبَل العثمانيين.
تذكر المراجع أن البابا كان أحد الأسباب الرئيسية وراء تحريض تيمورلنك لغزو الدولة العثمانية بعد هزيمة نيقوپوليس المروعة لأن الدول الصليبية لم يعد في استطاعتها فعل شيء تجاه العثمانيين، كذلك حرضه البيزنطيون الواقعون تحت الحصار العثماني، والإمارات الأخرى القائمة في الأناضول.

### توسع الدولة العثمانية
هزم العثمانيون جيوش المجريين والبولونيين والأفلاقيين في معركة ڤارنا عام 1444م، ثم في معركة قوصوه الثانية عام 1448م، ثم فتحوا القسطنطينية أخيراً عام 1453م وأصبحت بيد المسلمين، وتوقفت فتوحات العثمانيين مؤقتاً فقط بُعيد حصار بلغراد عام 1456م، ثم تلاها فتح ديسپوتية المورة عام 1460م، وإمبراطورية طرابزون عام 1461م، فإمارة تيودورو عام 1475م، التي أنهت آخر بقايا الإمبراطورية البيزنطية، وكذلك الجيوب الأخيرة المتبقية من المقاومة الرومية ضد العثمانيين في كل من البلقان والأناضول، ثم معركة موهاج ليتمّوا فتح مملكة المجر في القروسطية عام 1526م حيث هُزم المجريون من صدامٍ واحدٍ وفي وقتٍ قصيرٍ لا يتجاوز ساعتين، وترتب على ذلك ضياع استقلال المجر بعد ضياع جيشها في هزيمةٍ مروِّعةٍ أخرى.

### ثبت المراجع

#### باللُّغة العربيَّة
كُتُب:
- بسام العسلي (1978)، الأيَّام الحاسمة في الحُرُوب الصليبيَّة، بيروت: دار النفائس للطباعة والنشر والتوزيع، OCLC:4770970622، QID:Q114357824
- محمد فريد (1981)، تاريخ الدولة العليَّة العُثمانيَّة، تحقيق: إحسان حقي (ط. 1)، بيروت: دار النفائس للطباعة والنشر والتوزيع، OCLC:6150666، QID:Q113541212
- ابن إياس (1984)، بدائع الزُهُور في وقائع الدُهُور (PDF)، القاهرة: الهيئة المصرية العامة للكتاب، ج. 1، القسم الثاني، QID:Q114442372{{استشهاد}}:  صيانة الاستشهاد: ref duplicates default (link)
- بسام العسلي (1986)، خير الدين بربروس والجهاد في البحر: 1470 - 1537 (PDF) (ط. 3)، بيروت: دار النفائس للطباعة والنشر والتوزيع، OCLC:122741346، QID:Q114356069
- محمد سهيل طقوش (2013). تاريخ العُثمانيين من قيام الدولة إلى الانقلاب على الخلافة (ط. 3). بيروت: دار النفائس للطباعة والنشر والتوزيع. ISBN:978-9953-18-443-2. OCLC:1025663587. QID:Q107311111.
- حسن محمود الشافعي؛ حسن علي حسن؛ عبد الشافي محمد عبد اللطيف؛ عبد الله جمال الدين؛ محمد حرب (1996). موسوعة سفير للتاريخ الإسلامي: الدولة العثمانية (699هـ - 1343م). موسوعة سفير للتاريخ الإسلامي. المهندسين: شركة سفير. ISBN:977-261-496-0. QID:Q114355726.
- أحمد معمور العسيري (1996). موجز التاريخ الإسلامي منذ عهد آدم عليه السلام إلى عصرنا الحاضر 1417 / 96 - 97م (ط. 2). الدمام: د.ن.. ISBN:9960-31-429-4. OCLC:4770393799. QID:Q114356578.
- يلماز أوزتونا (1988)، تاريخ الدولة العُثمانية، ترجمة: عدنان محمود سلمان (ط. 1)، إسطنبول: مؤسسة فيصل للتمويل، OCLC:929537711، QID:Q114356334
- محمود شيت خطاب (1998)، بين العقيدة والقيادة (ط. 1)، دمشق، بيروت: دار القلم، الدار الشامية للطباعة و النشر و التوزيع، OCLC:4770187708، QID:Q114357912
- خليل إينالجك (2002). تاريخ الدولة العُثمانيَّة من النُشُوء إلى الانحدار. ترجمة: محمد م. الأرناؤوط (ط. 1). بيروت: دار المدار الإسلامي. ISBN:9959-29-088-3. OCLC:4770974758. QID:Q43033337.
- محمود سعيد عُمران (2003)، معالم تاريخ الإمبراطوريَّة البيزنطيَّة: مدخل لدراسة التاريخ السياسي والحربي، الإسكندرية: دار المعرفة الجامعية، QID:Q114392023
- أحمد آق كوندوز؛ سعيد أوزتورك (2008). الدولة العُثمانيَّة المجهولة: 303 سُؤال وجواب توضح حقائق غائبة عن الدولة العُثمانيَّة. إسطنبول: وقف البحوث العثمانية. ISBN:978-975-7268-39-0. OCLC:4770841329. QID:Q114411691.
- نجاة سليم محمود محاسيس (2011). مُعجم المعارك التاريخيَّة: معارك، غزوات، حُرُوب، ثورات، وقعات، أيَّام، فُتُوحات، مذابح، عبر العُصُور التاريخيَّة منذ فجر التاريخ وحتى عام 2005م مُرتَّبة حسب الحُرُوف الأبجديَّة (ط. 1). عَمَّان: دار زهران للنشر والتوزيع. ISBN:978-9957-88-022-4. OCLC:891951973. OL:45366381M. QID:Q114443239.
- سمير ذياب سبيتان (2012). تُركيا في عهد رجب طيِّب أردوغان (ط. 1). عَمَّان: دار الجنادرية للنشر والتوزيع. ISBN:978-9957-50-158-7. OCLC:1184011997. OL:43845080M. QID:Q114442545.
- جمال الدين فالح الكيلاني (2012)، التاريخ العُثماني: تفسيرٌ جديد (ط. 1)، أربيل: د.ن.، QID:Q12184796
- عثمان نوري طوباش (2016). العُثمانيُّون: رجالهم العظام ومؤسساتهم الشامخة. ترجمة: محمد حرب. إسطنبول: مؤسسة دار الأرقم. ISBN:978-9944-83-525-1. QID:Q114356158.
- أشرف صالح محمد سيد؛ إمام الشافعي محمد حمودي؛ عبد الحميد جمال الفراني (2020). دراسات حضاريَّة في التاريخ الإسلامي: الصناعة – الطب – الحياة العلميَّة (ط. 1). الإسكندرية: دار التعليم الجامعي. ISBN:978-977-733-344-3. OCLC:1137385951. QID:Q114703152.
- شكيب أرسلان (2011). تاريخ ابن خلدون: المُسمَّى بكتاب العبر وديوان المُبتدأ والخبر في أيَّام العرب والعجم والبربر ومن عاصرهم من ذوي السُلطان الأكبر (PDF). وندزر، بيركشاير: مؤسسة هنداوي. ISBN:978-1-5273-0365-2. QID:Q114703395.
- عدة مؤلفين (1998)، مُوجز دائرة المعارف الإسلاميَّة (PDF) (ط. 1)، الشارقة: مركز الشارقة للإبداع الفكري، OCLC:4770155844، QID:Q114391642
- علي خليل أحمد (2011). الدولة العُثمانية في سنوات المحنة: المُقدِّمات، الوقائع، النتائج. عَمَّان: دار الحامد  للنشر والتوزيع. ISBN:978-3-500-01238-4. OCLC:6914267780. QID:Q114441743. مؤرشف من الأصل في 2019-12-17.
- علي الصلابي (2001). السُلطان مُحمَّد الفاتح وعوامل النُهُوض في عصره. الإسكندرية: دار الإيمان للطباعة والنشر والتوزيع. ISBN:977-331-105-8. QID:Q114357988.
- الغالي غربي (2011). دراسات حول تاريخ الدولة العُثمانية والمشرق العربي: 1288-1916 (ط. 2). الجزائر العاصمة: ديوان المطبوعات الجامعية. ISBN:978-9961-0-1104-1. LCCN:2011347493. OCLC:862448954. OL:25383415M. QID:Q114706392.
- كات فليت (2004). التجارة بين أوروبَّا والبُلدان الإسلاميَّة في ظل الدولة العُثمانيَّة. ترجمة: أيمن الأرمنازي (ط. 1). الرياض: مكتبة العبيكان. ISBN:9960-40-537-0. OCLC:4770783360. QID:Q114708189.
- ممدوح حسين؛ شاكر مصطفى (1998)، الحُرُوب الصليبيَّة في شمال إفريقية وأثرها الحضاري (ط. 1)، عَمَّان: دار عمار للنشر والتوزيع، OCLC:4770160183، QID:Q114705882
- نجيب العقيقي (1964)، المُستشرقون: موسوعة في تُراث العرب مع تراجم المُستشرقين ودراساتهم عنه منذ ألف عام حتى اليوم (PDF) (ط. 3)، القاهرة: دار المعارف، OCLC:1044684919، QID:Q114412657
- ويل ديورانت (1988)، قصَّة الحضارة (PDF)، ترجمة: مجموعة، بيروت: دار الجيل للطبع والنشر والتوزيع، ج. 23، QID:Q114410957
- ويل ديورانت (1988)، قصَّة الحضارة (PDF)، ترجمة: مجموعة، بيروت: دار الجيل للطبع والنشر والتوزيع، ج. 26، QID:Q114441478

دوريَّات مُحكَّمة ومجلَّات:
- أحمد بن عبد الرحمن القاضي (ربيع الآخر 1424هـ). "العلاقات الإسلامية النصرانيَّة: رؤية شرعيَّة في الماضي والحاضر والمستقبل". مجلَّة البيان. المُنتدى الإسلامي ع. 188. مؤرشف من الأصل في 3 تمُّوز (يوليو) 2022. {{استشهاد بدورية محكمة}}: تحقق من التاريخ في: |تاريخ أرشيف= (مساعدة)
- كامل كيلاني (12 آب [أغسطس] 1946). "تاريخ جُحا". مجلَّة الرسالة. القاهرة. ع. 684. مؤرشف من الأصل في 3 تمُّوز (يوليو) 2022. اطلع عليه بتاريخ 3 تمُّوز (يوليو) 2022. {{استشهاد بمجلة}}: تحقق من التاريخ في: |تاريخ الوصول=، |تاريخ=، و|تاريخ أرشيف= (مساعدة)

مواقع إلكترونيَّة:
- حاتم الطحَّاوي (21 شُباط [فبراير] 2018). "معركة نيكوبوليس .. ابن الجزري شاهد عيان". قصَّة الإسلام. مؤرشف من الأصل في 4 تشرين الأوَّل (أكتوبر) 2022. اطلع عليه بتاريخ 4 تشرين الأوَّل (أكتوبر) 2022. {{استشهاد ويب}}: تحقق من التاريخ في: |تاريخ الوصول=، |تاريخ=، و|تاريخ أرشيف= (مساعدة)
- سلمان أبو عبيد (26 أيلول [سبتمبر] 2013). "حكاية مسجد بورصة ذو العشرين قبة!". فلسطينيو 48. مؤرشف من الأصل في 16 تشرين الأول (أكتوبر) 2022. اطلع عليه بتاريخ 16 تشرين الأول (أكتوبر) 2022. {{استشهاد ويب}}: تحقق من التاريخ في: |تاريخ الوصول=، |تاريخ=، و|تاريخ أرشيف= (مساعدة)
- "تعريف بالأعلام الواردة في البداية والنهاية لابن كثير". موقع الإسلام. مؤرشف من الأصل في 3 تمُّوز (يوليو) 2022. اطلع عليه بتاريخ 3 تمُّوز (يوليو) 2022. {{استشهاد ويب}}: تحقق من التاريخ في: |تاريخ الوصول= و|تاريخ أرشيف= (مساعدة)
- "معركة نيكوبوليس". قصَّة الإسلام. 15 حُزيران (يونيو) 2011. مؤرشف من الأصل في 25 كانون الأوَّل (ديسمبر) 2021. اطلع عليه بتاريخ 25 كانون الأوَّل (ديسمبر) 2021. {{استشهاد ويب}}: تحقق من التاريخ في: |تاريخ الوصول=، |تاريخ=، و|تاريخ أرشيف= (مساعدة)

#### بِلُغاتٍ أجنبيَّة
- Anafarta, Niğar, ed. (1969). Hünername Minyatürleri ve Sanatçıları (بالتركية). İstanbul: Doğan Kardeş Matbaacılık Sanayii. Archived from the original on 20 ديسمبر 2021. {{استشهاد بكتاب}}: تحقق من التاريخ في: |سنة= and |تاريخ أرشيف= (help)
- Andrić, Stanko (2015). "A Garai főnemesi család és a Horvát Királyság / Velikaška obitelj Gorjanski i Hrvatsko Kraljevstvo". In Fodor, Pál; Sokcsevits, Dénes; Turkalj, Jasna; Karbić, Damir (eds.). A horvát-magyar együttélés fordulópontjai: Intézmények, társadalom, gazdaság, kultúra / Prekretnice u suživotu Hrvata i Mađara: Ustanove, društvo, gospodarstvo i kultura (PDF) (بالمجرية والكرواتية). MTA Bölcsészettudományi Kutatóközpont Történettudományi Intézet, Hrvatski institut za povijest. ISBN:978-963-416-019-9. Archived from the original (PDF) on 2022-10-17.
- "Askerı Yapi Ve Savaşlar: Savaşlar (2/11)". theottomans.org (بالتركية). Archived from the original on 2021-12-03. Retrieved 2009-02-18.
- "BATTLE OF NICOPOLIS 1396 – LAST WESTERN CRUSADE". wordpress.com (بالإنجليزية). December 19، 2016. Archived from the original on 26 ديسمبر 2021. Retrieved 26 ديسمبر 2021. {{استشهاد ويب}}: تحقق من التاريخ في: |تاريخ الوصول=, |تاريخ=, and |تاريخ أرشيف= (help)
- Bunting, Tony. "Battle of Nicopolis". Encyclopædia Britannica (بالإنجليزية) (online ed.). Encyclopædia Britannica, Inc. Archived from the original on 29 يونيو 2019. {{استشهاد بموسوعة}}: تحقق من التاريخ في: |تاريخ أرشيف= (help)صيانة الاستشهاد: ref duplicates default (link)
- Cartwright, Mark (08 November 2018). "Battle of Nicopolis". World History Encyclopedia (بالإنجليزية). Archived from the original on 20 ديسمبر 2021. {{استشهاد بموسوعة}}: تحقق من التاريخ في: |تاريخ= and |تاريخ أرشيف= (help)صيانة الاستشهاد: ref duplicates default (link)
- DeVries, Kelly; Livingston, Michael. "The Battle of Nicopolis (1396)". Medievalists.net (بالإنجليزية). Archived from the original on 15 فبراير 2022. Retrieved 9 مارس 2022. {{استشهاد ويب}}: تحقق من التاريخ في: |تاريخ الوصول= and |تاريخ أرشيف= (help)
- Dzhak, Yulia (28 June 2016). "Battle of Nicopolis - The Failed Crusade Against The Ottomans". WAR HISTORY ONLINE (بالإنجليزية). Archived from the original on 25 ديسمبر 2021. Retrieved 2022-03-09. {{استشهاد ويب}}: تحقق من التاريخ في: |تاريخ= and |تاريخ أرشيف= (help)صيانة الاستشهاد: ref duplicates default (link)
- Grant, R.G. (2005). Battle: A Visual Journey Through 5,000 Years of Combat (بالإنجليزية). London: Dorling Kindersley.
- Huizinga, Johan (1924). The waning of the middle ages: a study of the forms of life, thought and art in France and the Netherlands in the XIVth and XVth centuries (بالإنجليزية). Translated by Frederik Jan Hopman. London: EDWARD ARNOLD & CO. Archived from the original on 2022-10-08. {{استشهاد بكتاب}}: تحقق من التاريخ في: |سنة= (help)صيانة الاستشهاد: ref duplicates default (link)
- Jordan, Andreev; Lalkov, Milcho (1996). Българските ханове и царе (بالبلغارية). Велико Търново: Abagar. ISBN:954-427-216-X.
- Kaçar، Hilmi؛ Dumolyn، Jan (2013). "The Battle of Nicopolis (1396), Burgundian Catastrophe and Ottoman Fait Divers". Revue belge de Philologie et d'Histoire. ج. 91 ع. 4. DOI:10.3406/rbph.2013.8474. مؤرشف من الأصل في 2022-01-30.
- "Kamaka fortress". Guide Bulgaria (بالإنجليزية). Archived from the original on 20 أبريل 2016. Retrieved 6 مارس 2022. {{استشهاد ويب}}: تحقق من التاريخ في: |تاريخ الوصول= and |تاريخ أرشيف= (help)
- Lanz, Rainer. Ritterideal und Kriegsrealität im Spätmittelalter. Das Herzogtum Burgund und Frankreich (PDF) (بالألمانية). University Zurich. Archived from the original (PDF) on 2007-07-30.{{استشهاد بكتاب}}:  صيانة الاستشهاد: ref duplicates default (link)
- Madden, Thomas F. (2005). Crusades: the Illustrated History (بالإنجليزية) (1 ed.). Ann Arbor: University of Michigan Press. ISBN:1844830403.
- Madgearu, Alexandru (2008). The Wars of the Balkan Peninsula: Their Medieval Origins (بالإنجليزية). Lanham, Maryland: Scarecrow Press. ISBN:978-0-8108-5846-6. {{استشهاد بكتاب}}: تحقق من التاريخ في: |سنة= (help)صيانة الاستشهاد: ref duplicates default (link)
- "NICOPOLIS BATAILLE DE (25 sept. 1396)". Encyclopédie Universalis (بالفرنسية). Encyclopædia Britannica, Inc. Archived from the original on 26 يوليو 2019. {{استشهاد بموسوعة}}: تحقق من التاريخ في: |تاريخ أرشيف= (help)
- "Battle of Nicopolis". Oxford Reference (بالإنجليزية). Archived from the original on 2022-03-10. Retrieved 2022-03-09.
- Schiltberger, Johann (c. 1427). "The Battle of Nicopolis (1396)" (بالإنجليزية). Translated by J. Buchan Telfer. The Society for Medieval Military History. Archived from the original on 2009-02-06. Retrieved 2009-02-18.
- The Editors of Encyclopædia Britannica ,"Sipahi: Ottoman cavalry". Encyclopædia Britannica (بالإنجليزية) (online ed.). Encyclopædia Britannica, Inc. Archived from the original on 9 يناير 2022. {{استشهاد بموسوعة}}: تحقق من التاريخ في: |تاريخ أرشيف= (help)
- Tipton، Charles L. (1962). "The English at Nicopolis". Speculum. ج. 37 ع. 4. DOI:10.2307/2850239. ISSN:0038-7134. مؤرشف من الأصل في 2022-03-10.
- Tuchman, Barbara W. (1978). A Distant Mirror: the Calamitous 14th Century (بالإنجليزية). New York: Alfred A. Knopf. ISBN:0-345-28394-5.
- Tucker, Spencer C. (2010). A Global Chronology of Conflict: From the Ancient World to the Modern Middle East: From the Ancient World to the Modern Middle East (بالإنجليزية) (المُصوَّرة ed.). Santa Barbara, California: ABC-CLIO. ISBN:978-1-85109-672-5. Archived from the original on 2022-10-12. {{استشهاد بكتاب}}: تحقق من التاريخ في: |سنة= (help)صيانة الاستشهاد: ref duplicates default (link)
- Vaughan, Richard. "John, duke of Burgundy". Encyclopædia Britannica (بالإنجليزية) (online ed.). Encyclopædia Britannica, Inc. Archived from the original on 9 نوفمبر 2021. {{استشهاد بموسوعة}}: تحقق من التاريخ في: |تاريخ أرشيف= (help)صيانة الاستشهاد: ref duplicates default (link)

## روابط خارجية
- تاريخ الحرب: معركة نيقوپوليس ، 25 سبتمبر 1396. (بالإنجليزية)